# Histoire de Tom Jones, enfant trouvé
The History of Tom Jones, a Foundling
Pour les articles homonymes, voir Jones et Tom Jones.
Vous lisez un « article de qualité » labellisé en 2015.
L'Histoire de Tom Jones, enfant trouvé (The History of Tom Jones, a Foundling en anglais), abrégé en Tom Jones, est un roman de Henry Fielding, publié par l'éditeur londonien Andrew Millar en 1749. Commencé en 1746 et terminé en 1748, c'est un livre ambitieux qui doit en partie son inspiration à la vie de son auteur, ne serait-ce que par le portrait de l'héroïne censée être à l'image de sa première épouse Charlotte Craddock, décédée en 1744. Très critiqué à sa parution, il devient vite un immense succès populaire qui ne s'est jamais démenti et il est souvent cité parmi les dix plus grands romans de la littérature universelle : en 1955, Somerset Maugham le place parmi les dix plus grands romans (NB : il est en première position, simplement par la chronologie, pas du tout parce qu'il le considère comme le plus grand) dans son essai Dix romans et leurs auteurs. Dès 1750, Pierre-Antoine de La Place en donne une version française libre qui aurait inspiré Voltaire pour Candide. En 1765, André Philidor en fait un opéra qui se maintient au répertoire : c'est dire la rapidité de son rayonnement, même au-delà de la Grande-Bretagne.
Constitué de dix-huit livres, chacun inauguré par un premier chapitre discursif, un proemium apologétique et explicatif souvent sans rapport avec ce qui suit, Tom Jones emprunte beaucoup à la tradition picaresque, mais innove dans la description et la caractérisation des scènes et des personnages, plus réalistes que celles de bien d'autres ouvrages contemporains. En effet, son but, affirmé à maintes reprises par le narrateur, est de présenter la nature humaine telle qu'elle est et non telle qu'elle devrait être ou est imaginée, embellie, noircie ou encore déportée vers le fantastique.
Tom Jones se distingue aussi par l'analyse constante de l'art de l'écriture et de la fabrication du roman, le lecteur se trouvant sans cesse interpellé au sujet de l'histoire, des personnages, des effets rhétoriques et surtout des multiples facettes de l'ironie qui sous-tendent les registres comique et pseudo-épique (mock epic) du récit.
L'ouvrage est dédié à « l'Honorable George Lyttelton, Esq., Lord-Commissaire du Trésor », fervent partisan de l'auteur, avec l'espoir que le texte « contribuera à promouvoir la vertu et l'innocence » ; comme preuve de sa bonne foi, Fielding révèle que le personnage du Squire Allworthy est fondé sur un homme de bien, son ami Ralph Allen.

## Place deTom Jones

### Dans l'histoire personnelle de Fielding
Il est difficile de trouver des documents précis sur la genèse du roman, mais l'on peut glaner des renseignements épars sur les circonstances ayant conduit Fielding à l'écrire et sur ce qu'il a mis de lui et de sa famille dans ses personnages et dans la narration.
Tom Jones fait l'effet d'une bombe à sa parution, au point qu'au printemps de 1750, le roman est tenu pour responsable des deux secousses sismiques ayant ébranlé Londres. L'Angleterre de l'époque étant « une fosse septique d'hypocrisie lorsqu'il s'agissait de sexualité », entendre un héros dire sans vergogne : « Voyez-vous, Mr Nightingale, je ne suis pas un hypocrite, je ne prétends pas plus qu'un autre avoir le don de chasteté. J'ai eu quelques intrigues avec des femmes, j'en conviens ; mais je n'ai causé la perte d'aucune, et je ne voudrais pas, pour un instant de plaisir, causer sciemment le malheur d'une créature humaine »,, a dû provoquer des « hoquets d'étonnement ».
Fielding a 41 ans lorsqu'il publie son roman, après une longue carrière au théâtre dont la censure a eu raison. Puis il se fait magistrat et mène de front ses activités juridiques et littéraires. Il a perdu trois ans plus tôt une épouse tendrement aimée, Charlotte Craddock, dont il gardera le souvenir sacré jusqu'à la fin de ses jours, même après son second mariage avec la gouvernante de la famille, Mary Daniels, qui l'avait fidèlement servie lors de moments difficiles.

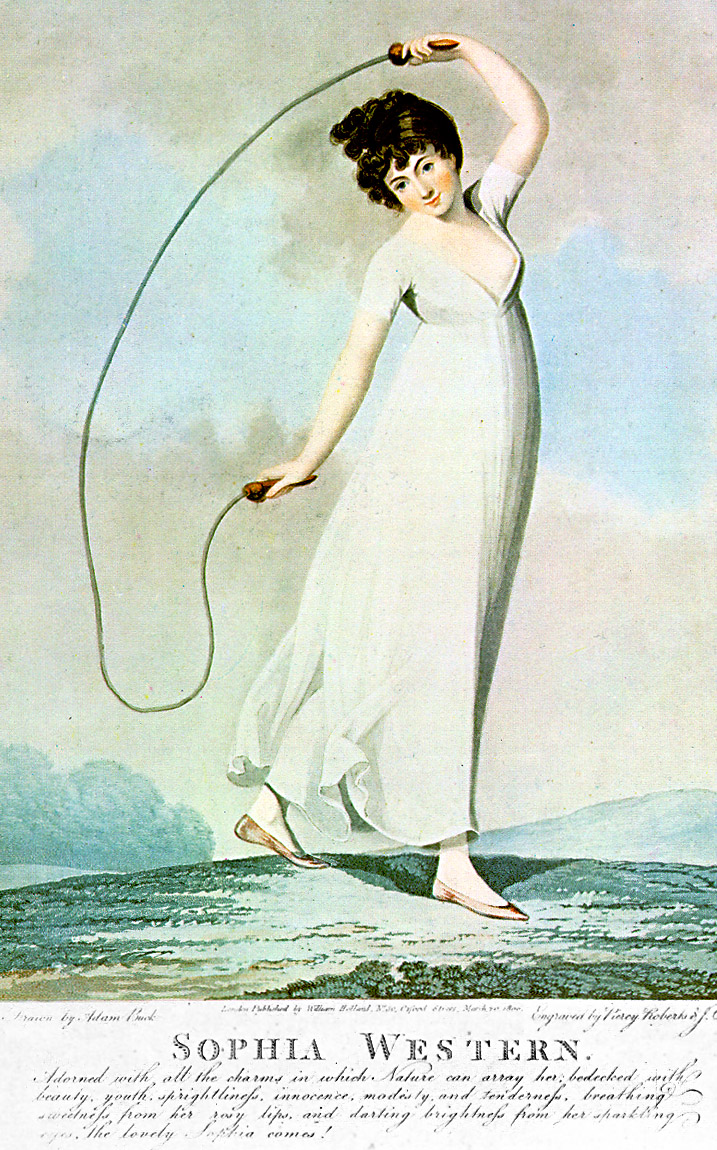
Sophia Western, vue par J.C. Stadler et Piercy Roberts, d'après Adam Buck en 1880.

Il est certain que l'héroïne Sophia Western a été créée à l'image de Charlotte Craddock, réputée très belle et fort délicate, avec qui Fielding s'était enfui pour se marier secrètement à Charlcombe près de Bath,, puisque, dans le roman, le narrateur écrit de Sophia « […] par-dessus tout, elle ressemblait à celle dont l'image ne sortira jamais de mon cœur, et si tu te souviens d'elle, mon ami, tu auras alors une juste idée de Sophia »,, et au début du livre XIII, il ajoute : « Prédis-moi que quelque jeune fille dont l'aïeule est encore à naître, en devinant, sous le nom supposé de Sophia, toutes les perfections de ma Charlotte, sentira un soupir de sympathie s'échapper de son sein »,. Éminemment supérieure à son homologue masculin, écrit Gordon Hall-Gerould, elle capte la sympathie et l'amour de tous par sa bonté qui atteint à des sommets esthétiques et donne l'impression d'avoir posé pour son mari lorsqu'il en a brossé le portrait,.
Il est tout aussi sûr que le héros lui-même, de nature noble mais fantasque et bouillonnant, ressemble à l'auteur qui est décrit comme généreux et extravagant, constamment en quête d'argent, et, selon Thackeray, physiquement doué du port naturel aux personnes de distinction. Pourquoi en faire une statue drapée de marbre ? écrit cependant Thackeray. Ses manchettes étaient couvertes d'encre, sa jaquette un peu passée et tachée de bordeaux, son visage marqué par le souci et le vin, ses goûts plutôt communs, l'appétit robuste, mais l'esprit et le cœur étrangers à la mesquinerie, à la flatterie, à la rancœur et la loyauté sans faille, et apparemment peu soucieux des convenances, son second mariage avec sa servante ayant suscité un scandale vu qu'elle était déjà enceinte de ses œuvres.
Cependant, peut-être pour donner le change, Fielding se défend de s'être lui-même choisi comme modèle ; dans sa dédicace à « l'Honorable George Lyttelton, Esq., l'un des lords-commissaires de la trésorerie », il écrit : « On n'aura pas à former, je crois, la flatteuse opinion que je me sois pris pour modèle. Allez, je ne m'en soucie point ; et chacun devra le reconnaître : les deux personnes dont je me suis inspiré, deux des meilleurs et des plus valeureux caractères du monde, sont de mes amis, attentifs et zélés »,,.

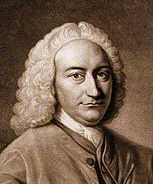
Portrait de Ralph Allen (1693-1764) le modèle du squire Allworthy : détail d'une gravure noire de John Faber, d'après Thomas Hudson, datant de 1754. National Portrait Gallery, Londres.

L'instruction reçue par Fielding se manifeste dans le roman où il déploie une culture classique approfondie : après le décès de sa mère en 1718, son père le confie à un pasteur du voisinage, Mr Oliver of Motcombe, dont la personnalité se retrouvera sous les traits plutôt grossiers du Parson Trulliber de Joseph Andrews. Il n'en demeure pas moins que ce pédagogue devait bien préparer ses élèves pour Eton College où Fielding entre peu après, sans doute en tant qu'oppidan, c'est-à-dire d'élève hors les murs ne bénéficiant pas d'une bourse comme les collegers, logés dans l'enceinte même du collège autour du School Yard. Eton dispensant un enseignement essentiellement fondé sur le latin et le grec ancien, Fielding quittera l'établissement, selon son premier biographe Arthur Murphy, « exceptionnellement versé dans les auteurs grecs et un maître précoce des classiques latins »,, ce que Fielding lui-même nuance en 1730 en écrivant « le toscan et le français sont dans ma tête, / Le latin je l'écris et le grec… je le lis »,. Parmi ses camarades de classe, le plus fidèle reste George Lyttelton, plus tard Baron Lyttelton of Frankley, à qui est dédié Tom Jones. Après Eton, au cours d'une escapade amoureuse avortée en 1725, le jeune éploré se retrouve à traduire en vers la sixième satire de Juvénal dirigée contre les dames de la haute société romaine, et ce n'est qu'en mars 1728 qu'il entre à l'université de Leyde comme étudiant en lettres ; il n'y reste que deux ans, faute de moyens financiers pour payer la troisième année, mais déjà sa carrière d'auteur de théâtre a commencé.
Le thème même du roman, sa vigueur morale, sont issus de l'expérience personnelle de Fielding, pas toujours raffinée mais robuste, écrit Leslie Stephen, « aux antipodes du cynisme d'un Wycherley et bien supérieure au sentimentalisme lascif de Sterne, de la prude cuistrerie de Richardson, voire du bohème de Smollett »,. Fielding est un homme prudent, et sa moralité reste dans les limites de cette précaution, poursuit Stephen, « elle pue le tabac, elle peut soulever des estomacs délicats, mais elle reste, dans l'ensemble, saine et vivifiante »,.
Enfin, bien que Fielding ait dédicacé son roman à George Lyttelton, mécène et protecteur des écrivains, son amitié avec le riche philanthrope Ralph Allen a sans doute influencé le choix du sujet et l'écriture de Tom Jones. Les deux hommes lient connaissance près de Bath en 1734, alors qu'impécunieux, le jeune dramaturge, qui vient de se faire censurer par Hugh Walpole, qu'il hait et ne cesse d'attaquer sur scène, se voue à l'étude du droit et de la jurisprudence pour commencer une carrière d'homme de loi. L'amitié qu'ils éprouvent mutuellement, bien qu'Allen serve le premier ministre, s’avérera inébranlable : Allen aide Fielding financièrement, en fait un familier de Prior Park, et, après sa mort prématurée à 47 ans, assurera le bien-être de son épouse et l'éducation de ses enfants, sans oublier Sarah, la sœur de Fielding, elle-même femme de lettres. Il est à peu près certain qu'il a encouragé Fielding à écrire ses romans, surtout lorsque paraît Paméla ou la Vertu récompensée de Samuel Richardson qui suscite leur admiration. Avoir pris son ami pour modèle du squire Allworthy est un beau tribut rendu par Fielding aux qualités d'Allen, car en dépit de ses étourderies et erreurs de jugement, c'est le personnage masculin le plus caractérisé par la bienveillance et la bonté.

### Dans le roman anglais

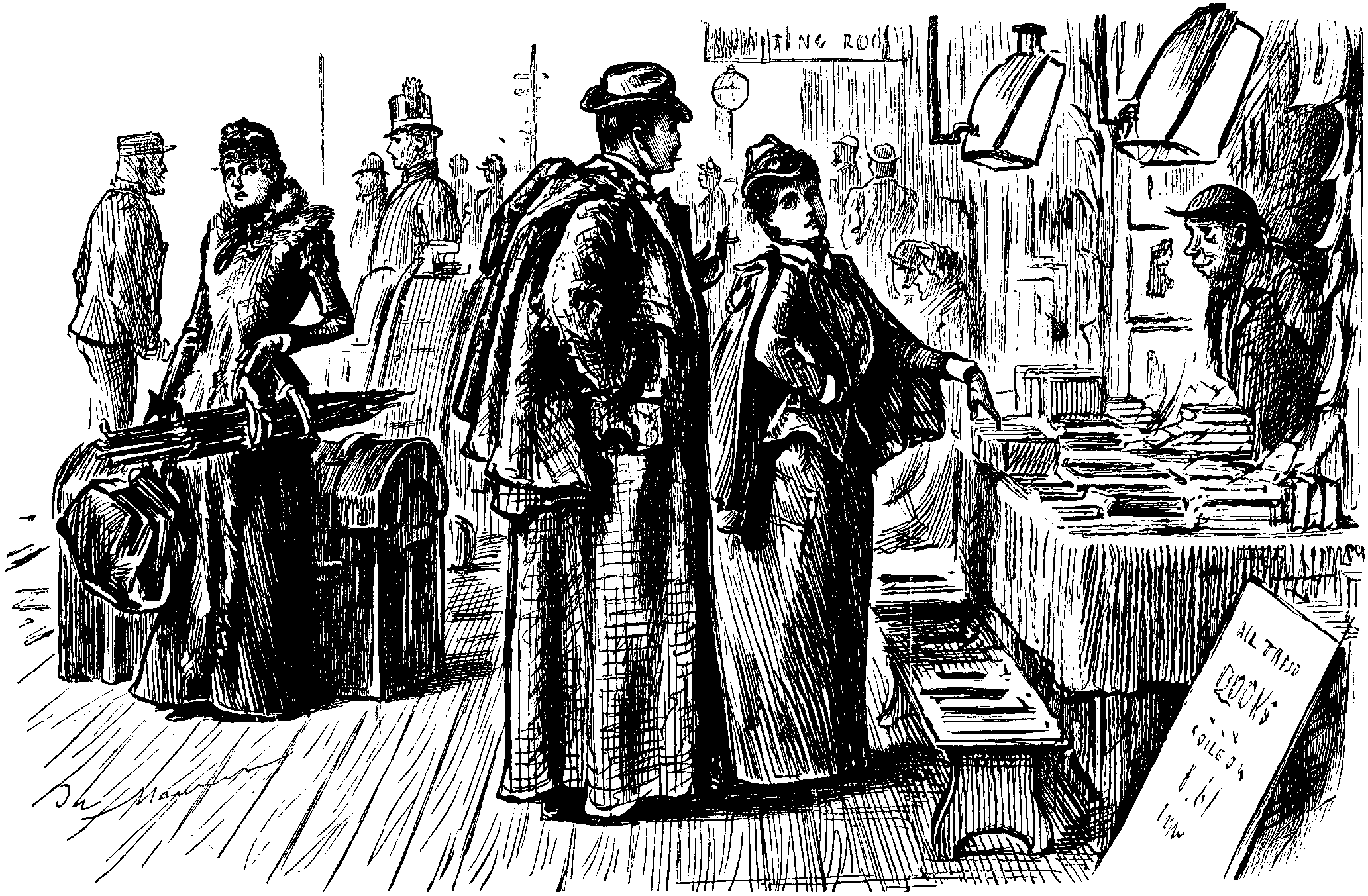
En partance pour la lune de miel trois heures après la cérémonie : Oh, cher Edwin ! Voici Tom Jones. Père m'a dit que je ne devais pas le lire avant d'être mariée. C'est fait, enfin ! Achète-le moi, Edwin chéri… (Punch, no 101, 5 décembre 1891).

Dans le chapitre introductif du livre II de Tom Jones, Fielding affirme être le « fondateur d'une nouvelle province dans la république des lettres, et d'[avoir] la liberté d'y faire toutes les lois qu'il lui plaît »,.
Dans sa préface à Joseph Andrews, il se présentait déjà comme un pionnier dans le domaine de la fiction en prose.

#### Le contexte général

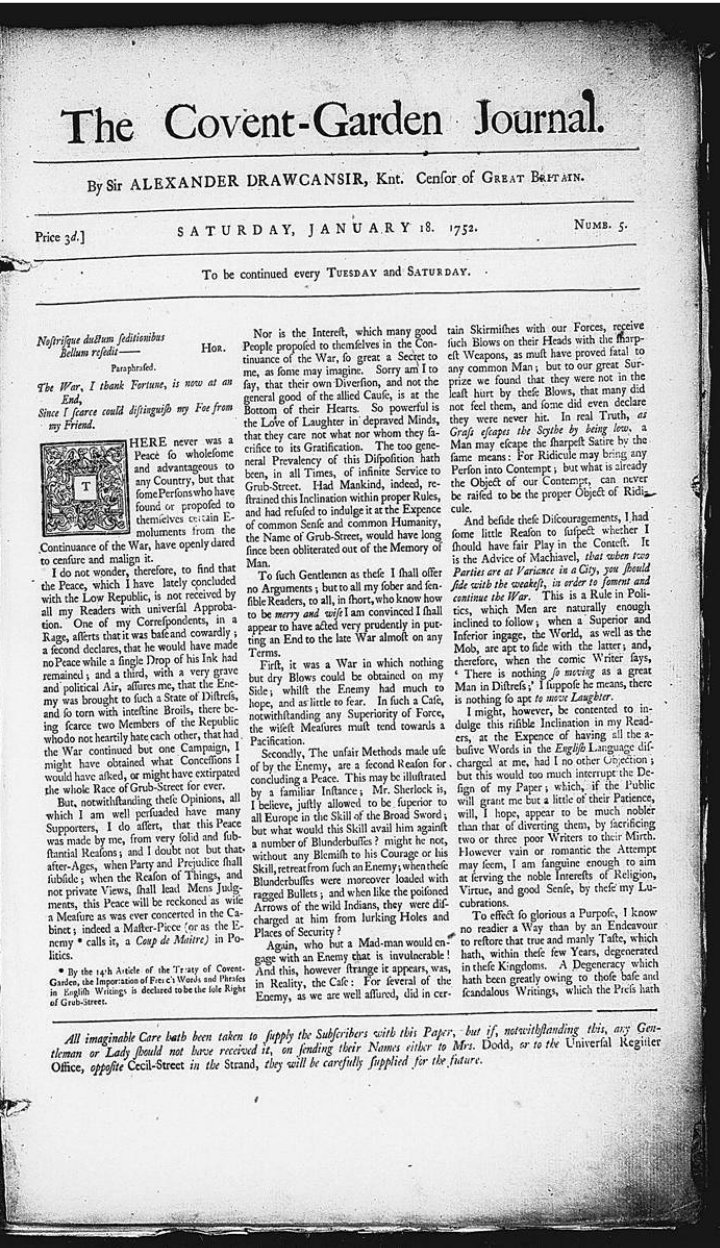
Page de titre du No 5 de The Covent-Garden Journal.

De nombreux ouvrages traduits de l'espagnol et du français exerçaient déjà une influence prépondérante sur le développement de l'art du roman en Grande-Bretagne, sans compter que cette littérature romancière bénéficiait de l'apport d'une multitude de publications féminines, de Mrs Haywood, Mrs Aubin, Mrs Manley, etc., considérées comme de sérieuses rivales des chefs-d'œuvre des plus grands maîtres.
La supériorité de Fielding sur ses contemporains s'affirme par une véritable révolution dont se font l'écho sa préface à Joseph Andrews, ses textes critiques dans Tom Jones et divers écrits, par exemple dans The Covent-Garden Journal où il proclame que le roman, alors considéré comme un art de divertissement (entertainment), a désormais acquis la noblesse d'un genre majeur égal à l'épopée, mais en prose et avec une composante comique, à l'instar du Margitès d'Homère,.
Désormais, il s'agira de « poème héroïque, historique et prosaïque »,, ou encore « prosaico-comico-épique »,. La matière du roman devient l'époque tout entière et au-delà, la nature humaine.
L'originalité suprême réside cependant dans les commentaires méta-narratifs, ce que Claude Rawson qualifie de « promenades méditatives autour de sa fiction, passées à scruter ses implications et ses procédures »,.

#### La tradition étrangère

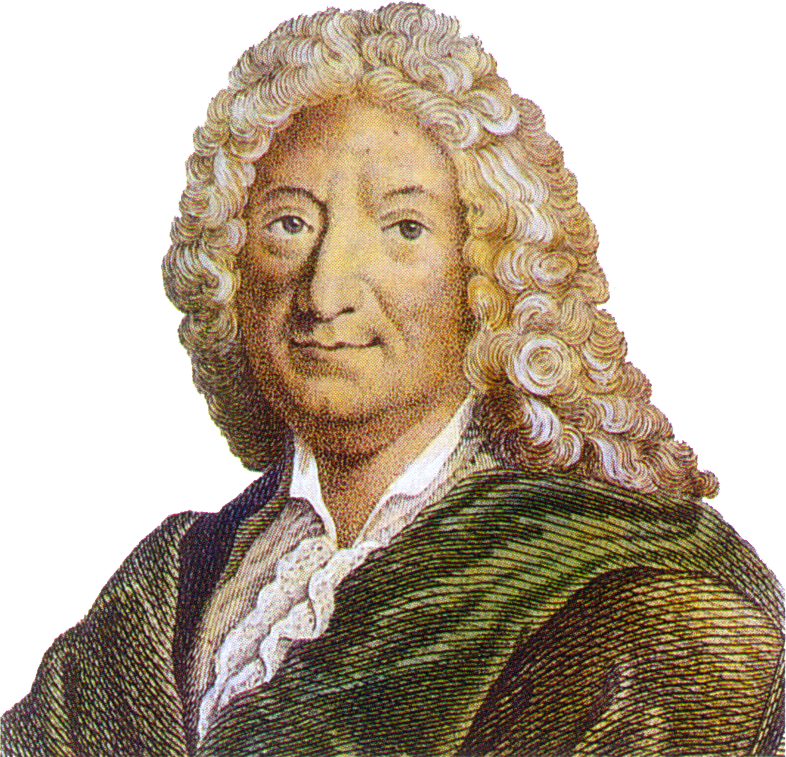
Alain-René Lesage (1668-1747), auteur de Gil Blas de Santillane, considéré comme l'un des chefs-d'œuvre du roman picaresque.

Fielding a donné comme sous-titre à Joseph Andrews « en imitation de la manière de Cervantes », et il fait de fréquentes allusions au Roman comique de Scarron (1651) , comme au Gil Blas de Santillane de Lesage (1715), de grands succès au XVIIIe siècle.
Ainsi, le roman porte la marque de la tradition dite réaliste du picaresque, par le décor : campagne, route, auberges ; par la variété des personnages aussi, toutes classes, divers corps de métier et groupes professionnels ; enfin, par la récurrence de scènes comiques : corrections, bastonnades, bagarres, accidents de voyage, scènes de nuit torrides, ensemble susceptible d'avoir choqué la bienséance de certains lecteurs.
D'autres scènes rappellent la tradition étrangère, traitant des aléas de la fortune, leitmotiv récurrent dans Tom Jones, de la méchanceté du monde, du conflit entre apparence et réalité, le masque, le déguisement ; s'y ajoute l'usage des histoires intercalées, celles de « l'Homme de la colline » et de Mrs Fitzpatrick, les chapitres consacrés au marionnettiste et aux Gitans.
L'influence de Cervantès la plus originale est une nouvelle conception du narrateur, auteur omniscient et guide du lecteur, commentant les réactions du héros, si bien que s'établit une complicité avec le lecteur, autant d'intrusions créant une distanciation narrative.

#### La tradition nationale

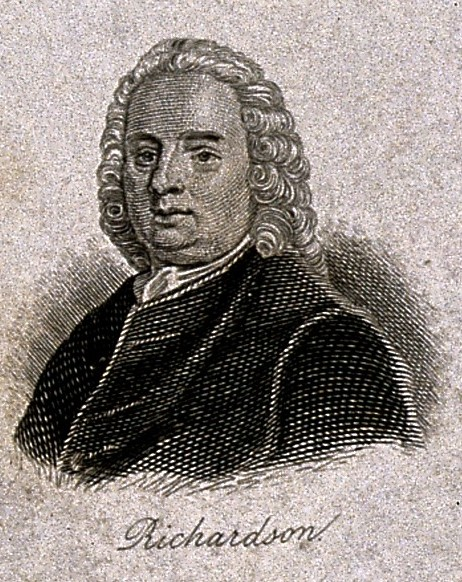
Samuel Richardson (1689-1761), auteur de Paméla ou la Vertu récompensée.

Au début du XVIIIe siècle, la littérature criminelle est d'abord tragique et didactique, mais peut à l'occasion, se faire comique. Les autobiographies imaginaires de Defoe appartiennent à ce genre, mais outre une étude de la délinquance proposée par Moll Flanders (1721), Colonel Jack (1722), Roxana (1724), s'y trouvent aussi des cas de régénération (Moll) ou au contraire, de dégénérescence spirituelle (Roxana). Là, le thème principal concerne le conflit qui s'installe entre un individu et la société, le heurt entre la pulsion et la soumission à l'ordre social, voire l'opposition à l'éthique d'inspiration puritaine dont se réclame la bourgeoisie.
Les histoires de voyageurs, d'aventuriers ou de pirates, dont Defoe s'est fait le champion avec Robinson Crusoé (1719) ou Le Capitaine Singleton (1720), et avant lui, Swift avec Les Voyages de Gulliver (1726), offrent l'héroïsme qui attire le public, mais chaque roman porte un message : chez Defoe, épopée de la classe moyenne ; chez Swift, satire des mœurs et des institutions,.
Vis-à-vis des histoires sentimentales, Fielding se situe dans l'opposition, encore que dans Tom Jones, Sophia relève souvent de cette veine et Lord Fellamar apparaît comme un aristocrate voué au mal, et de leur confrontation naît le thème, fréquent dans le genre, de l'innocence féminine en butte à la persécution de l'homme de pouvoir. De plus, Paméla ou la Vertu récompensée de Richardson ébauche une critique assez semblable à celle de Fielding et des héroïnes comme Fanny Goodwill et Sophia Western ont à son égard une indéniable dette littéraire.

### Accueil
Tom Jones présente une intrigue très méticuleusement bâtie, mais les premiers critiques semblent plus occupés à la blâmer qu'à en célébrer les mérites.
Ainsi, beaucoup condamnent le livre pour sa « grossièreté » et son « immoralité ». La revue Old England écrit en mai 1749 qu'il s'agit d'une « histoire bariolée de bâtardise, de fornication et d'adultère ». Le Gentleman's Magazine reproche à Fielding sa « paillardise démagogique ». Samuel Richardson rapporte l'opinion d'amis pour qui c'est une « collection de rêves éveillés à des fins mercenaires et dépravées ». Quant à Orbilius, il n'y voit que « du remplissage destiné à en faire gonfler le prix ».
Pourtant, Elizabeth Carter, membre de la Blue Stockings Society, déclare préférer Tom Jones à Clarissa. Et le roman devient vite un immense succès populaire. La Harpe le considère comme « le premier roman du monde », signale la préface de la traduction de 1833. Il est, dès 1750, l'objet d'une première traduction en français, bâclée et abrégée, par La Place, que La Harpe accuse d'avoir « défiguré et même étranglé inhumainement le chef-d'œuvre de Fielding ». Interdite initialement pour immoralité, elle fut ensuite, malgré ses défauts, fréquemment rééditée.
Depuis, la critique a rendu justice à la « vérité du roman » et à son architecture, jugeant qu'« [I]l n'existe aucune œuvre de fiction présentant en son dénouement semblables phases de suspens ». À l'époque romantique, Coleridge compte l'intrique de Tom Jones parmi « les trois plus parfaites ayant jamais été conçues », Stendhal considère que Tom Jones est au roman ce que l'Illiade est à l'épopée. Au XXe siècle Tom Jones est admiré par Gide, Huxley, Alain, Somerset Maugham, qui le place parmi les dix plus grands romans de la littérature universelle, par André Maurois, qui considère Fielding comme un gentleman qui « juge sa classe sociale avec un cynisme sain qui évoque déjà Stendhal ».
Les commentateurs modernes soulignent la cohérence, l'unité et la symétrie de l'intrigue. Battestin parle de « perfection artistique, splendeur de l'architecture palladienne, […] univers ordonné et harmonieux ». Dorothy Van Ghent apprécie que « les épisodes se trouvent, du début à la fin, intimement liés en leurs causes et leurs effets à une grande et unique action se déroulant selon un dessein cohérent » et Gilbert Sigaux évoque une « admirable symphonie romanesque toujours vivante après deux siècles ».

## Personnages

### Recensement

#### Personnages principaux
- Squire Allworthy, « favori de la Nature et de la Providence[50],[51] », respecté de tous pour sa distinction de cœur, est le tuteur de Tom qu'il élève comme son fils. Il a certainement été inspiré à Fielding par le mécène et philanthrope Ralph Allen (1693-1764) qui fut son bienfaiteur et l'invita souvent à séjourner dans son manoir, Prior Park, non loin de Bath[52].

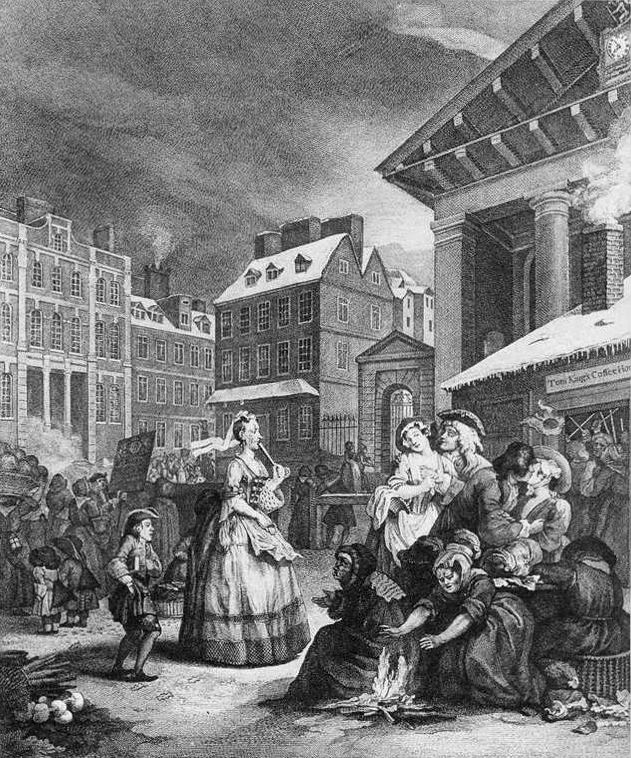
« Le Matin », scène hivernale de William Hogarth (Mrs Bridget Allsworthy serait la dame très grande du centre, suivie d'un gamin traînant les pieds)

- Miss Bridget Allworthy, sœur du squire qui vit avec son frère jusqu'à son mariage avec le capitaine Blifil dont elle a un fils, Master Blifil. Il apparait plus tard qu'elle a aussi donné naissance à Tom. Elle a été immortalisée par William Hogarth dans son esquisse Winter's Morning.
- Mrs Deborah Wilkins, domestique de Miss Bridget Allworthy, « haïe et redoutée de tous »[53],[C 9].
- Tom Jones, héros éponyme de l'histoire. Élevé en gentleman par Squire Allworthy, il devient un jeune homme passionné. Le roman se construit autour de son accession progressive à la maturité.
- Jenny Jones/ Mrs Waters. Sous son patronyme, elle est décrite comme une jeune fille intelligente[53], qui passe pour avoir enfanté Tom Jones. Au service des Partridge, elle est renvoyée par jalousie, mais Squire Allworthy subvient à ses besoins dans une autre paroisse. Sous son nom marital de Mrs Waters, elle est l'inconnue à laquelle Tom porte secours au chapitre 2 du livre IX ; s'ensuit une brève histoire d'amour qui passe pour incestueuse jusqu'à ce que les origines du jeune homme soient enfin révélées.
- Doctor Blifil, ami du squire, homme brillant qui s'éprend de Miss Bridget mais, comme il est déjà marié, délègue à son frère le soin de la courtiser, puis inconsolable, meurt de chagrin.
- Captain John Blifil, père de Master Blifil, officier en demi-solde. Quoique raisonnablement épris de son épouse, il convoite surtout l'héritage de la propriété au point de mourir d'apoplexie en rêvant de sa fortune.
- Benjamin Partridge, le maître d'école exilé pour avoir prétendument battu sa femme et engrossé Jenny, rencontre Tom et, sous le nom de « Petit Benjamin » (Little Benjamin), l'accompagne dans ses pérégrinations, faisant preuve à son égard d'une totale loyauté.
- Mrs Partridge, amère et jalouse, elle s'acharne à nuire à son époux qu'elle accuse à tort de la battre et d'être le père de l'enfant de Jenny.
- Mr Thomas Square, philosophe conseiller du squire, tuteur du jeune Tom et de Master Blifil ; convaincu que le vice résulte d'une « déviation de notre nature »[54],[C 10].
- Mr Roger Thwackum, tuteur de Tom et de Master Blifil, professe farouchement que l'esprit humain n'est qu'un « gouffre d'iniquité en attente de la purification et de la rédemption qu'apporte la grâce[54] ».
- Black George (George Seagrim), garde-chasse ami de Tom, père de Molly Seagrim.

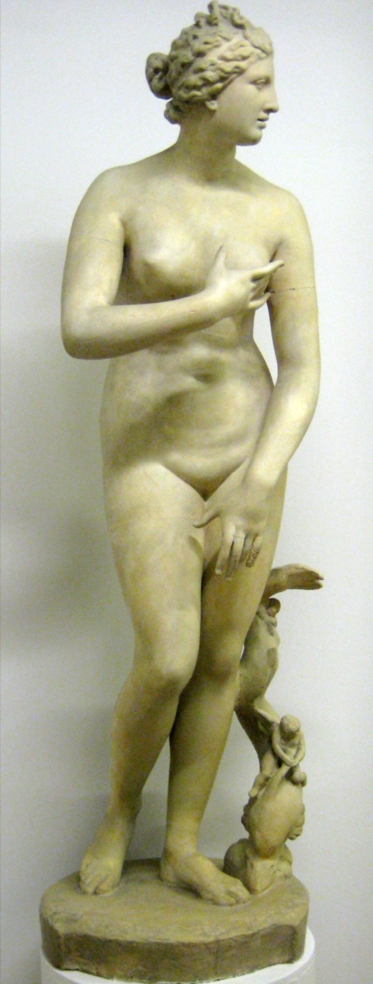
La Vénus de Médicis, à laquelle Fielding fait allusion, avant d'introduire la belle Sophia au chapitre 2 du livre IV.

- Master Blifil, fils du capitaine Blifil et de Bridget Allworthy, garçon vicieux et fuyant qui agit en sous-main. Squire Western se persuade à tort que Sophia s'est éprise de lui, si bien que les deux familles se préparent à célébrer leur union.

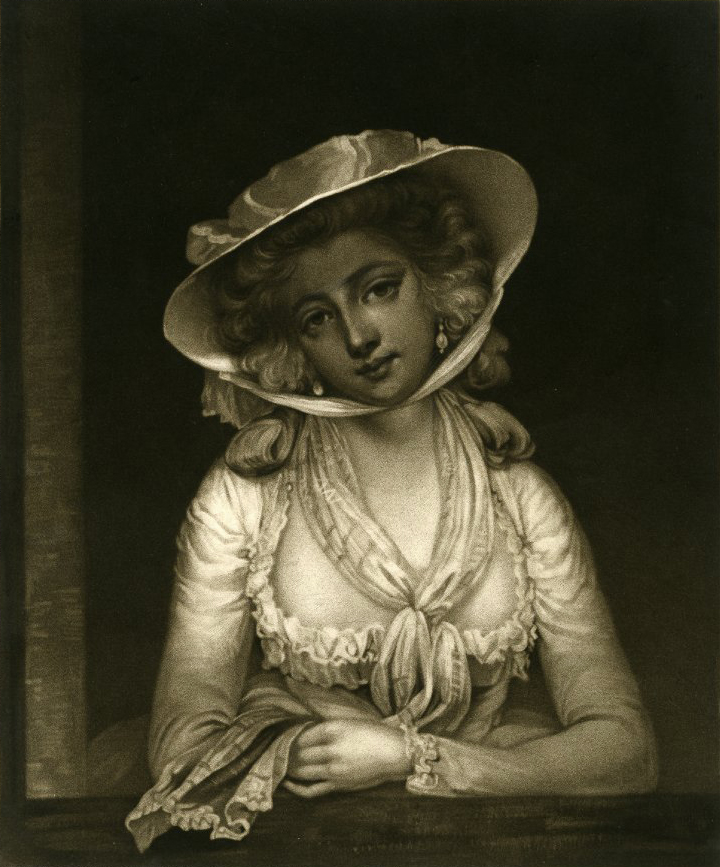
Détournement par John Raphael Smith d'un portrait à l'huile de Lady Cunliffe peint par John Hoppner vers 1781, pour en faire une représentation de Sophia Western. Gravure mezzotinto de 1784 (coll. du British Museum).

- Sophia Western, fille de Squire Western, l'héroïne du roman, sans doute inspirée à Fielding par sa première épouse, Charlotte Craddock (v. 1715-1744). Fielding la compare à la Vénus de Médicis et à diverses beautés. Brune aux cheveux noirs luxuriants et bouclés que rehaussent des yeux de la même couleur, Sophia est douée d'une vive intelligence qu'accompagnent une volonté farouche et une compassion sans faille envers autrui.
- Squire Western, voisin de Squire Allworthy et père de Sophia, qui s'avère n'être qu'un grossier personnage aux manières rustaudes et avec un penchant à l'ivrognerie.
- Mrs Western, sœur du précédent et tante de Sophia, chez qui cette dernière se réfugie après avoir fui le domicile familial.

#### Personnages secondaires
- Molly Seagrim, fille de Black George et premier amour de Tom. Belle et passionnée, sans grande pudeur ni vertu, elle devient enceinte et impute à Tom la responsabilité de son état. Bien qu'il ne soit pour rien dans cette affaire, Tom est plutôt heureux de passer pour le coupable.
- Mrs Seagrim (Goody Seagrim), mère de Molly, et de mèche avec elle pour attirer de nombreux hommes à des fins intéressées, elle s'efforce de cacher la grossesse de sa fille en lui faisant porter une robe ayant appartenu à Sophia.
- Mr Fitzpatrick, convaincu que Tom est l'amant de sa femme, il le provoque en duel et est blessé.
- Mrs Harriet Fitzpatrick, son épouse, cousine de Sophia Western.
- Parson Supple, vicaire de la paroisse, présent lorsque Squire Allworthy atteste que Tom est le père de l'enfant que porte Molly et également quand Tom est trouvé en compagnie de la jeune femme dans les bois. Plus tard, il accompagne Squire Western lors de sa poursuite de Sophia.
- Ensign Northeton (L'enseigne Northeton), militaire fruste et fort déplaisant qui attaque Tom dans une taverne, le blessant gravement à la tête. Ayant pris la fuite, il est ensuite retrouvé alors qu'il agresse une dame, Mrs Waters, que Tom réussit à sauver.
- Ensign Adderly (L'enseigne Adderly), rencontré par Tom dans l'unité où il a été recruté et avec lequel il finit par se battre.
- King of the Gypsies (Le Roi des Gitans), avec lequel Tom a une conversation très intéressante sur la monarchie absolue. Il se conduit avec sagesse quand Partridge commet un impair de taille.
- Lady Bellaston, dame résidant à Londres, vers laquelle se tourne Sophia lorsqu'elle s'échappe de chez elle. Elle s'éprend de Tom qui devient son amant et, se conduisant en perverse vicieuse et cruelle, fait tout son possible pour séparer les deux jeunes gens.
- Mrs Miller, veuve d'un homme d'Église, mère de Nancy Miller et cousine de Mr Anderson, le pauvre bandit de grand chemin amateur. Personne au grand cœur et d'une extrême bienveillance, chez qui Tom et Partridge logent à Londres, elle joue un rôle crucial dans l'évolution de Tom qui le conduit au succès final. Elle éprouve également une forte reconnaissance envers Squire Allworthy qui l'a aidée quelques années auparavant.
- Nancy et Betty Miller, ses filles. Nancy Miller est une gentille jeune femme qui s'éprend de NIghtingale, donne naissance à son enfant et finit par l'épouser.
- Mr J. Nightingale, leur logeur, qui épouse Nancy avec l'aide de Tom qui est devenu son fidèle ami.
- Mr Nightingale (Elder Nightingale, « Nightingale l'ancien »), père du précédent, qui manigance un mariage pour éloigner son fils de Nancy, mais, en raison des circonstances et de l'amicale pression d'Allworthy, se rend à la raison.
- Mr Nightingale, oncle du précédent.
- Mr Anderson, un homme frappé par la pauvreté, à la tête d'une famille nombreuse, qui, en un moment de désespoir, tente de voler Tom qu'il a rencontré sur un chemin. Au lieu de le poursuivre, Tom lui donne une bourse d'argent, et lorsqu'il se révèle qu'il est le cousin de Mrs Miller, lui apporte son aide pour retrouver l'estime de la dame.

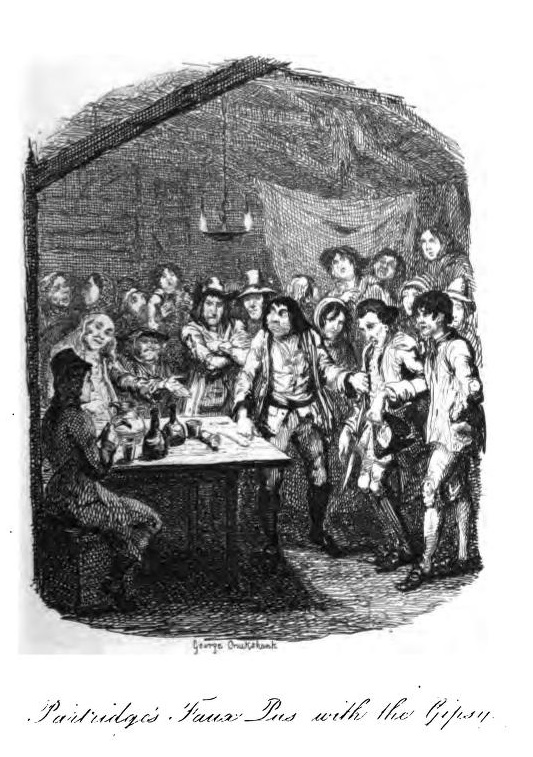
XII, xii : Partridge surpris par le mari en conversation galante avec une jeune bohémienne (George Cruikshank).

- Mr Dowling, avocat à Salisbury, qui a des affaires en cours pour Allworthy et Blifil, mais qui, cédant aux instances du second, se compromet dans des activités douteuses, tout en protégeant le secret de Miss Bridget.
- Lord Fellamar, gentleman aux idées socialisantes, qui s'éprend de Sophia Western et tente de la violer pour arracher son consentement. Lady Bellaston l'incite à la cruauté, mais plus tard, il recevra le soutien de Mrs Western.
- Mrs Arabella Hunt, jeune veuve très riche qui sollicite de Tom qu'il devienne son deuxième mari, ce qu'il refuse avec élégance et galanterie.
- Captain Egglane, militaire recruté par Lord Fellamar pour enrôler Tom de force sur un navire (par racolage ou press-gang).
- Mrs Abigel Honour, servante de Sophie Western à la loyauté sans faille. Elle fait en sorte d'être obligée de rendre son tablier pour rester avec sa jeune maîtresse. Il lui arrive de se donner des airs de grande dame et elle finira sa carrière auprès de Lady Bellaston.
- Little Benjamin, en fait le nom sous lequel est connu Partridge quand Tom le rencontre et qu'il garde au long de leurs pérégrinations.
- The Man of the Hill (« L'homme de la colline »), un vieil homme, rencontré par Tom au cours de ses pérégrinations. Il lui raconte l'histoire de sa vie qui l'a conduit à voyager pour s'instruire et lui a donné une philosophie fondée sur la sagesse et l'étude du divin[55].
- The Landlord and Landlady at Upton (« Le propriétaire à Upton et sa femme »), tenanciers d'une auberge où arrivent Tom et une jeune femme plutôt dévêtue, ce qui conduit à diverses aventures.
- Susan, leur bonne.
- Un Irlandais pair du royaume (The Irish Peer), rencontré en chemin dans une auberge, il dîne avec Lord Fellamar et lui déclare son intention d'obtenir une séparation entre Mr et Mrs Firzpatrick.
- Le marionnettiste (The Puppet Master), rencontré en chemin, il joue une pièce intitulée Le Mari trompé. Au cours du spectacle, il essaie de voler Sophie qui se trouve dans le public mais, informé de ce qui se passe par le clown Merry Andrew, Tom vole au secours de sa bien-aimée.
- Un clown Merry Andrew[N 5], chargé d'annoncer par un roulement de tambour le commencement du spectacle donné par le marionnettiste.
- Grace, femme de chambre.
- Mrs Etoff, bonne de Lady Bellaston, qui tient sa maîtresse au courant de tous les ragots concernant Tom.

### Caractérisation des personnages
Fielding, fidèle à la technique de la comédie, approche ses personnages par l'extérieur, à l'opposé de la méthode quasi confessionnelle de Richardson. Aussi Tom Jones s'intéresse-t-il d'abord à l'aspect extérieur : en conséquence, ses personnages restent « plats » (flat) et statiques, pour reprendre la terminologie de E. M. Forster. De plus, dans Joseph Andrews, Fielding assure peindre des types, des spécimens éternels, appartenant à un groupe social et une espèce morale bien définis.
En somme, Fielding peint ses personnages selon une nature bien cadrée par l'éthique chrétienne, êtres de bienveillance et de charité qui s'opposent à d'autres, voués à l'égoïsme. Leur caractérisation doit également beaucoup à l'expérience du théâtre, protagonistes identifiés dès le début, groupes familiaux mis en parallèle et en opposition, jeunes héros bien différenciés, l'énergie de l'un se heurtant à la réserve de l'autre, contours se dessinant par la prise de parole, affinement des caractères par la variété des scènes.
Paradoxe apparent, le but de Fielding est de présenter une vision théâtrale des êtres humains dominée par le rire, mais aussi les principes relevant de la philosophie, de l'esthétique et de la morale. Il n'essaie donc pas de créer des personnages totalement bons ou totalement méchants, il se contente de les décrire tels qu'ils sont. Ainsi, Tom Jones reste assez rudimentaire et commet des erreurs, exemples pour lui-même et édification pour les autres, mais il appartient surtout au domaine du comique, « l'arme décisive de Fielding demeurant en toutes occasions son ironie ».

## L'intrigue deTom Jones
L'intrigue va de la disharmonie et la disruption et, parallèlement, d'une relative pauvreté à la grande richesse.

### Construction

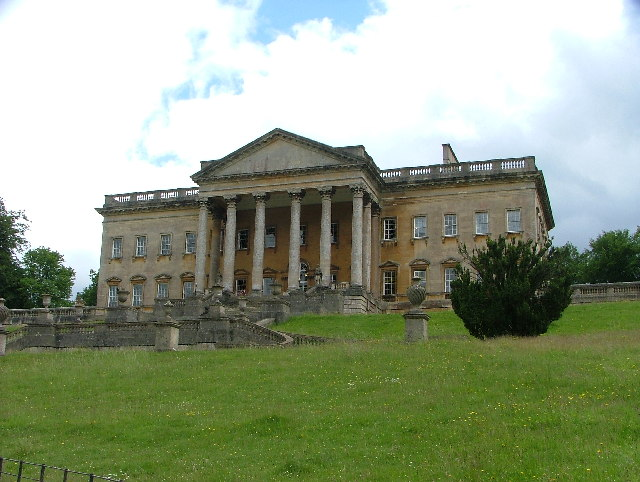
Prior Park House, le manoir de style palladien de Ralph Allen à Bath pourrait avoir servi de modèle à Paradise Hall.

L'action de Tom Jones se déroule, chronologiquement, dans trois lieux : Paradise Hall dans le Somersetshire, puis la route et l'auberge de Upton, nœud géographique de l'intrigue, enfin Londres, où se rejoignent tous les protagonistes. Chaque division est symétrique, trois parties, six livres par partie, présentant la cause de l'action, puis ses conséquences, enfin les événements conduisant à la résolution.

#### Paradise Hall(de I, II à VII, 10)
D'abord paraît la famille Allworthy, puis vient celle des Western ; dans leur sillage des comparses, Partridge et Jenny Jones, qui reviendront utilement lors de la résolution. Pendant ce temps, Sophia et Tom s'aliènent de leur groupe initial, l'un par son étourderie et son obstination, l'autre pour refuser la main de Blifil que son père lui impose ; dans les deux cas, les conflits se soldent par des exils : Sophia s'enfuit et Tom est jeté sur la route.
À ce point, héros et héroïne ayant quitté la matrice familiale, l'intrigue intègre un nouvel élément, l'amour naissant qui finira par les unir après une série d'épreuves que symbolise un objet ou un incident emblématique : l'oiseau, le manchon, Black George, l'accident de chasse. La relation entre Tom et Molly Seagrim sert à confirmer le sentiment de Sophia qui parle désormais de « malheureuse passion »,.

#### Les aventures de la route (de VII, 10 à XIII, 2)

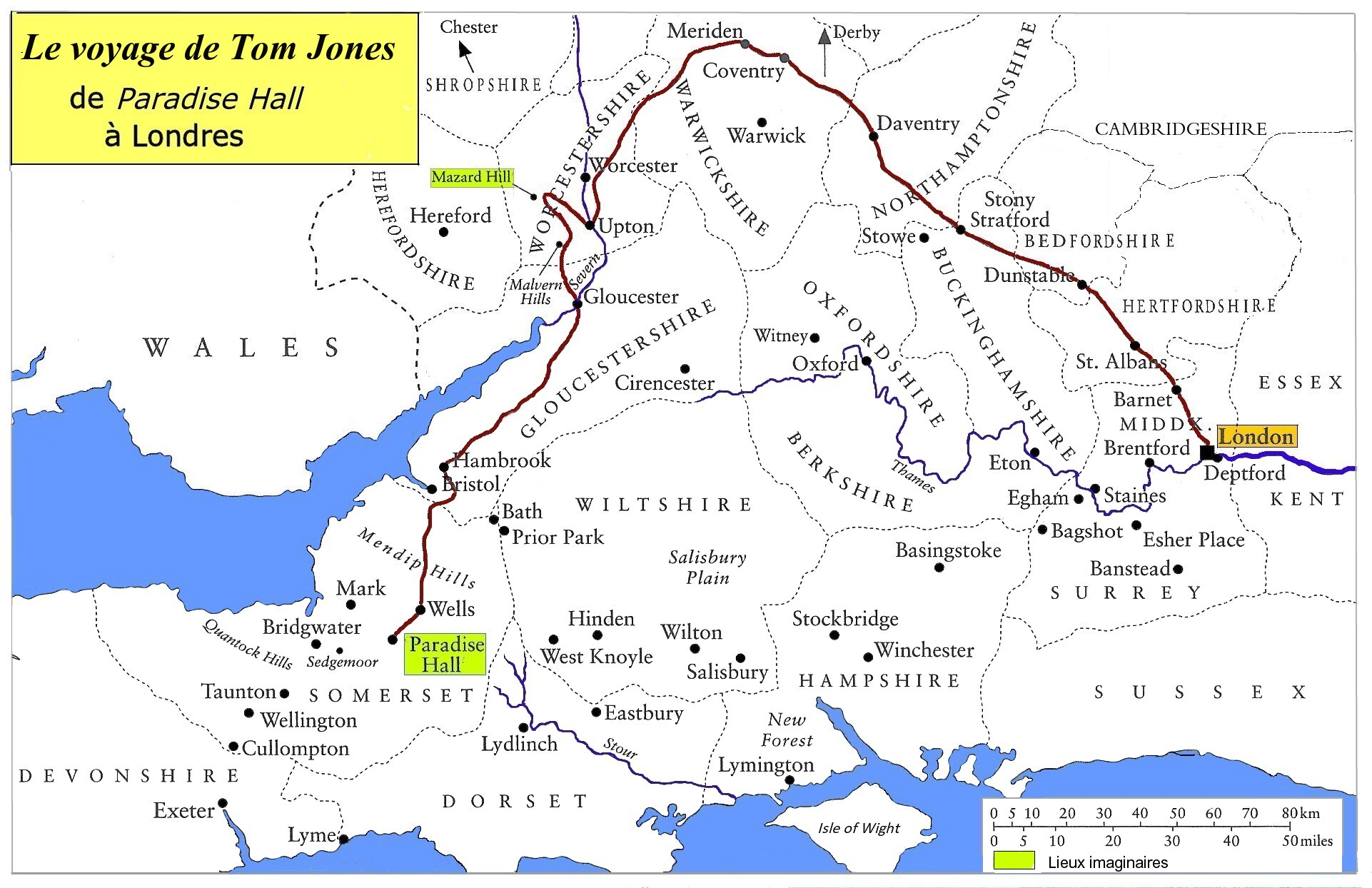
Itinéraire emprunté par Tom Jones lors de son voyage du Somersetshire à Londres

Partie conçue selon la tradition de Cervantes, Tom et Partridge sont lâchés sur la route, avec le bric-à-brac picaresque du voyage, scènes de nuit, auberges, bagarres, rencontres édifiantes, etc., d'abord sur la route de Bristol, puis à Gloucester et surtout à l'auberge d'Upton (Upton Inn), « le centre mathématique du roman ».
Cette deuxième partie devient satirique, car Tom et Partridge rencontrent des aubergistes (X, 3), des soldats (VIII), des hommes de loi (VIII, 8), des apothicaires (VIII, 3). Elle comprend en outre les histoires intercalées de « l'Homme sur la colline » et du récit de la vie de Mrs Fitzpatrick (XI, 3,7), plus deux chapitres à première vue indépendants, le marionnettiste (XII, 5) et les gitans (XII, 12).
Derrière ces digressions se cache l'action de la Providence, reportant sans cesse la révélation de l'identité du héros, puisque les personnages susceptibles de la connaître, Partridge, Mrs Waters et Jenny Jones, se manquent chaque fois de peu. Comble de malchance, Tom ne réussit pas à rejoindre Sophia et est victime des apparences lors de sa relation avec Mrs Waters (X, 5).

#### Londres (de XIII, 2 à XVIII)

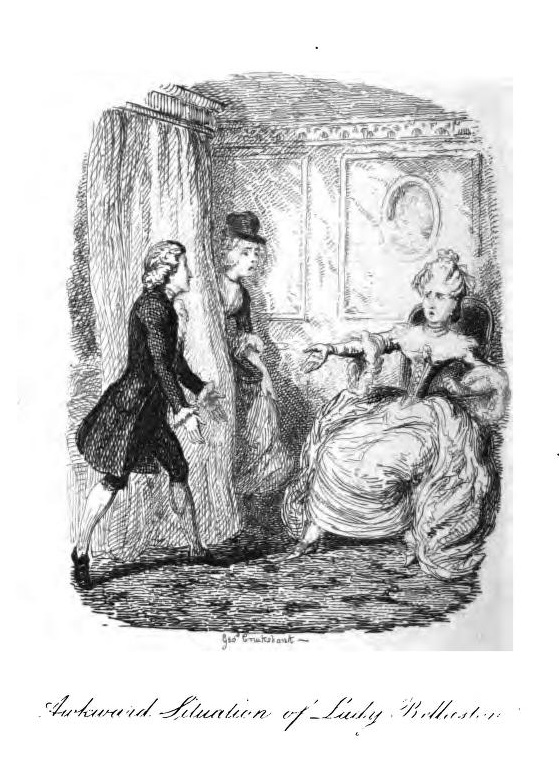
Lady Bellaston surprise de découvrir qu'une femme était cachée dans la chambre où elle est venue rejoindre Tom (George Cruikshank).

L'action s'est déplacée dans les cercles huppés de la capitale, surtout représentés par Lady Bellaston et Lord Fellamar, les deux tout aussi pervertis.
Tom voit s'éloigner l'amour de Sophia et n'est pas loin de perdre la vie dans le duel avec Fitzpatrick. Désormais, il passe pour un roué et un imposteur, voire un meurtrier, mais le lecteur sait qu'il reste bienveillant et généreux, comme en témoignent les épisodes avec Mrs Miller et Nightingale.
Cette troisième partie amorce la résolution de l'intrigue, car, pour la première fois, sont rassemblés auprès de Squire Allworthy tous les personnages détenteurs du secret de sa sœur et au fait de la vilenie de Blifil : le témoignage de Mrs Miller, la lettre de Square, la révélation de Dowling concernant la lettre de Bridget, la véritable signification de l'offre de mariage à Lady Bellaston, tout cela vient enfin rendre justice au héros.
Comme l'explique Dorothy Van Ghent, « tous les épisodes sont, du début à la fin, tissés dans une unique et vaste action », à l'architecture complexe mais équilibrée, symétrie et cohérence se dégageant de certains procédés structuraux qui illustrent les thèmes de base du roman.

### Procédés structuraux
Fielding a une dette envers l'esthétique du théâtre, ce qui explique sa propension naturelle à faire usage de procédés scéniques.
De là l'usage systématique de procédés scéniques affectant personnages et événements, comme l'opposition entre Allworthy et Western, Tom et Blifil, Sophia et Molly, Lady Bellaston et Mrs Waters ; ou le retour en parallèle de scènes quasi identiques : Square dans la mansarde de Molly et Lady Bellaston dans la chambre de Tom, les duels de Tom avec Northerton, puis Fitzpatrick, la générosité de Tom envers Anderson et celle de Lady Bellaston à l'égard de Tom, la rencontre de Tom avec le quaker déplorant la fuite de sa fille avec son amoureux et la situation de Tom, lui-même victime de la tyrannie de squire Western ; parallèle enfin entre objets ou personnes apparaissant, puis disparaissant aux moments cruciaux, le manchon de Sophie, son carnet, Dowling qui n'est jamais là où on l'attend.
Sourdent alors des thèmes importants, l'opposition entre nature et masque, bienveillance et hypocrisie, le leitmotiv de la prudence ; puis les thèmes secondaires du contraste entre ville et campagne, gens de basse et haute extraction, médiocrité et authentique distinction, etc.
Ainsi, tel Joseph Andrews s'interprétant comme un pèlerinage moral du héros chrétien sur les terres de l'égoïsme et de l'hypocrisie, Tom Jones se lit comme la fable d'un voyage initiatique conduisant le héros de l'étourderie fantasque (folly) et du manque de prudence à une certaine sagesse, puis in fine au bonheur.

### Le problème du temps dansTom Jones
Fielding prête au temps la plus grande attention, veillant au tempo et aux enchaînements, et théorise ce faisant sur le problème du temps.
Tout d'abord, il s'affirme libéré de sa tyrannie. À l'inverse du chroniqueur, il s'octroie « la liberté de faire toutes les lois qu'il [lui] plaît, et que ses lecteurs, qu'[il] considère comme ses sujets, sont tenus d'observer », si bien que s'instaure un décalage entre le temps du discours et celui de l'histoire : un seul jour occupe plusieurs chapitres et des années quelques lignes, le lecteur ne devant s'étonner que « [l']histoire paraisse tantôt sommeiller, tantôt avoir des ailes ».
Fielding se démarque ici de ses contemporains, son temps de narration n'adhérant pas forcément au temps narré, ce qui affecte chronologie et durée, tandis que Defoe suit scrupuleusement le calendrier et Richardson relate jour après jour les incidents de la vie quotidienne.

#### Chronologie dansTom Jones

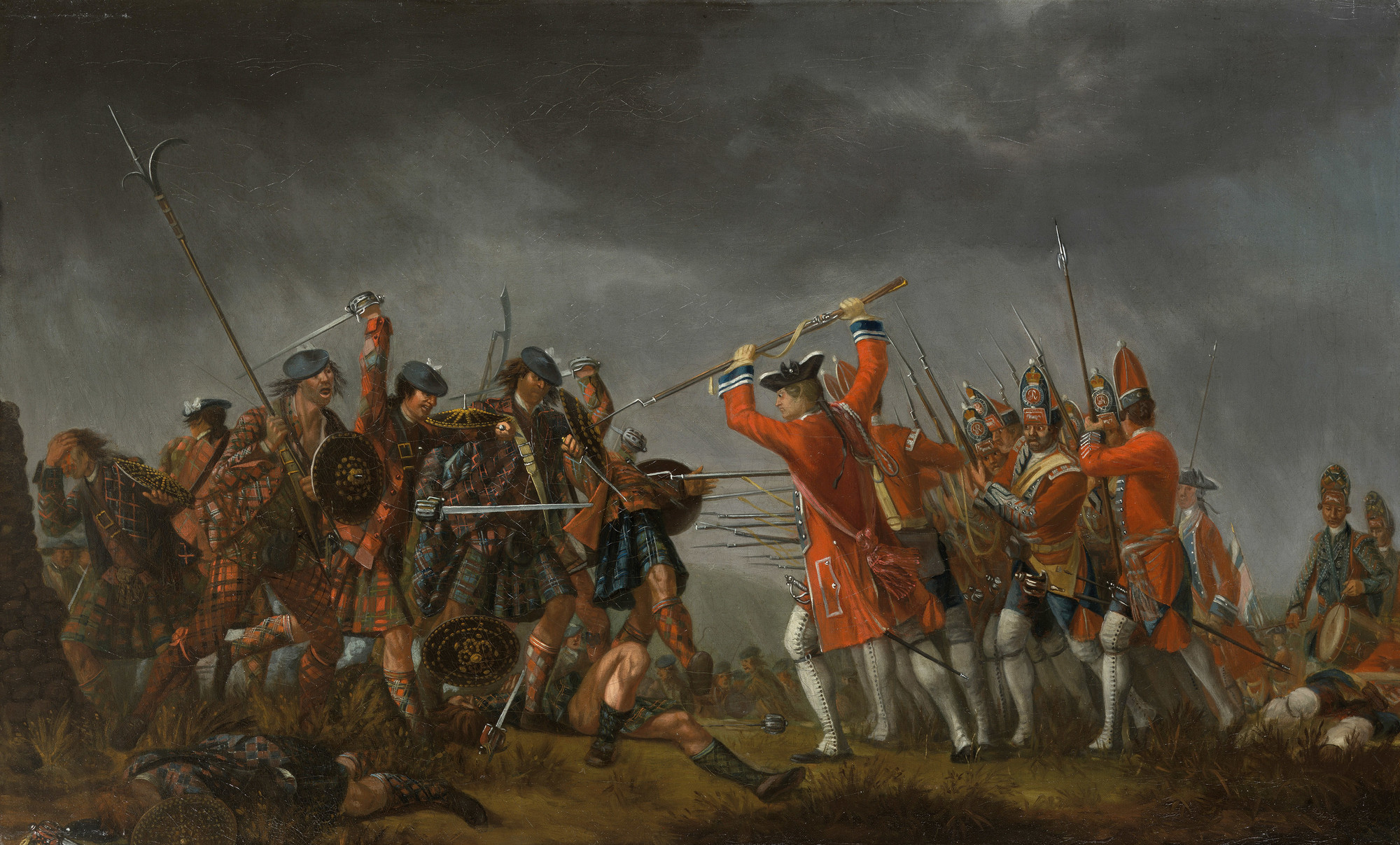
Bataille de Culloden scellant la victoire gouvernementale lors de la seconde rébellion jacobite, par David Morier.

Même si le glissement temporel tente de faire diversion, Fielding place son roman sous le règne de George II, et en ancre le récit dans ce qu'Ehrenpreis a appelé « la chronologie externe », d'où les nombreuses allusions à la rébellion en Écosse qui a fait rage de novembre à décembre 1745, technique héritée de Defoe dans Moll Flanders, encore que sa mémoire soit ternie par la distance narrative, puisqu'elle s'exprime quelque soixante ans après les faits.
Tom Jones pratique des ruptures temporelles analeptiques ou proleptiques. Lorsque le mouvement est analeptique, le narrateur n'est jamais autorisé à faire allusion à ce qui suivra. En revanche, l'auteur se permet de prendre la parole, en disant assez pour éveiller la curiosité, mais pas assez pour la satisfaire :« Quoique je l'aie appelé le pauvre Partridge, je désire que le lecteur attribue cette épithète à mon naturel compatissant et de n'en rien conclure en faveur de son innocence. S'il est innocent ou coupable, c'est ce qu'on saura par la suite, mais si la muse de l'histoire m'a confié quelques-uns de ses secrets, je ne me permettrai certainement pas de les divulguer avant d'en avoir reçu la permission. Ici donc, le lecteur doit suspendre sa curiosité ». Ici, l'auteur oblige le narrateur à rapporter des paroles qui s'adressent à lui sous le couvert du lecteur qui, à son tour, bénéficie par ce double intermédiaire des diktats du maître et apprend sa leçon. Ainsi, Tom Jones ne contient des références au passé que lorsqu'elles s'avèrent absolument nécessaires à la compréhension d'un personnage, en particulier, du protagoniste : alors, le récit des événements présents fait une pause, l'analepse prenant le relais dans la séquence narrative pour apporter l'explication manquante.
Parfois, le retour analeptique s'avère crucial pour le lecteur, par exemple lors de l'épisode de l'oiseau, narré au chapitre intitulé « Dans lequel l'histoire rétrograde et rappelle un incident arrivé quelques années auparavant, et qui, tout futile qu'il paraît, eut pourtant quelques conséquences », qui éclaire l'attitude de Sophia envers Blifil et, en fait, détermine le reste de l'histoire. Il en est de même avec le retour en arrière informant le lecteur de la lettre adressée par Mrs Fitzpatrick à Mrs Deborah Western : « Comme nous aimons à l'obliger autant qu'il est en notre pouvoir, nous allons lui apprendre comment l'écuyer campagnard était parvenu à découvrir sa fille. […] nous avons donné à entendre, car il n'est pas dans nos habitudes de dire jamais plus qu'il n'est nécessaire, que Mrs Fitzpatrick désirait vivement se réconcilier avec son oncle et sa tante Western en empêchant Sophia sa cousine de commettre la faute qui lui avait attiré le courroux de sa famille. Après bien des réflexions, elle résolut donc d'informer sa tante Western de la demeure de Sophia, et lui écrivit la lettre suivante ». Ainsi, le flashback opère une pause dans la chronologie, ce qui permet au lecteur de rétablir le lien entre cause et effet, et il arrive même que pour accentuer ce dernier, certains incidents antérieurs au roman soient intégrés à sa trame longtemps avant qu'ils se soient déroulés.
Fielding fait également usage de la paralipse, c'est-à-dire, selon la terminologie de Gérard Genette, la « rétention d’une information logiquement entraînée par le type [de point de vue] adopté », Il peut s'agir d'éléments primordiaux pour l'intrigue, tel le secret de Bridget Allworthy, ou d'autres, en apparence moins importants, mais créateurs d'attente, façon aussi de tester l'attention du lecteur, le surprendre ou le désarçonner, jeu narratif proche de la prolepse, puisque le narrateur insinue qu'un peu d'attention lui permettrait ne pas se laisser prendre en défaut par qui est censé l'informer et qu'il ne mérite pas la confiance aveugle qu'on veut bien lui faire. Fielding peut manipuler les faits de façon encore plus catégorique : ainsi, la faiblesse de Square pour les charmes de Molly est totalement oblitérée, le narrateur ne révélant que le philosophe l'avait remarquée à l'église que bien plus tard, alors qu'il se trouve dans la chambre de la jeune fille. Ici, le récit s'abrite ironiquement derrière le « silence » et la « discrétion » du personnage, c'est-à-dire son hypocrisie, pour justifier son « omission »,.
Dans l'ensemble, Tom Jones présente peu d'anachronismes, Fielding veillant à la séquence chronologique et se servant de l'analepse pour souligner la relation entre cause et effet, et de la paralipse afin de donner libre cours au suspens et à l'humour.

#### Durée dansTom Jones
La répartition en livres, puis en chapitres, montre que chacun est scrupuleusement délimité dans sa durée. Pour manipuler le temps historique, Fielding use de plusieurs procédés, d'abord l'ellipse lorsque rien de saillant n'est à rapporter, une phrase suffisant pour condenser plusieurs années. Cette brachylogie apparaît surtout dans la première partie de Tom Jones, alors que le héros grandit à Paradise Hall ; autre technique très proche, le résumé en quelques paragraphes de plusieurs mois ou années.
Les résumés de Fielding sont aussi l'occasion de commentaires, de digressions, d'apostrophes, voire d'invocations à l'adresse du lecteur. De plus, les paragraphes servant d'introduction à une scène parlée se chargent vite d'insinuations humoristiques ou de remarques philosophiques. Sur ce point, Fielding diffère de Defoe qui, dans Moll Flanders, assortit chaque prise de parole de « dit-il » ou « dis-je », procédé tendant à reproduire une conversation ordinaire.
Aussi les scènes parlées de Tom Jones sont-elles très variées, depuis la vivacité des échanges entre Sophia et Squire Western, jusqu'à la densité des rencontres entre Tom et Allworthy ou Sophia. Chaque fois, Fielding contrôle le déroulement, ralentit le tempo par quelques saillies humoristiques ou des digressions, ou encore l'accélère comme un chef d'orchestre selon son interprétation.

### Le point de vue et la voix
Émanant de la même instance, le point de vue et la voix peuvent rester l'apanage du narrateur, mais aussi se déléguer selon l'occasion, à un ou plusieurs personnages, à une présence supérieure, etc., tant sont infinis les choix mis à la disposition de l'auteur.

#### Le point de vue
La métaphore de Henry James sur les fenêtres percées dans la maison de la fiction illustre le problème du point de vue et de la voix dans Tom Jones :
« chacune d'elles a été percée dans la vaste façade ou est susceptible de l'être, par la nécessité d'une vision et sous la pression d'une volonté individuelle. Ces évasures, toutes de taille et de forme différentes, ont vue sur la race humaine et nous attendrions d'elles qu'elles en rendent compte de façon uniforme […] Cependant, et c'est leur marque distinctive, toutes sont dotées de deux yeux ou au moins d'une paire de jumelles, instruments d'observation fort précieux qui, bien que multipliés à l'infini, offrent chacun à leur utilisateur une perception différente de celle des autres »,.
La mention des jumelles implique le rapprochement possible et renvoie à la notion de distance, ou, en termes narratifs, de distanciation : le narrateur se positionne par rapport à son récit, tantôt proche ou lointain, impliqué ou indifférent, en son cœur ou le survolant. De ces variations dépendent le choix du discours narratif et de sa focalisation.

##### Le discours narratif
Le narrateur dispose de plusieurs types de discours, le discours narrativisé où paroles, pensées et sentiments sont présentés sous forme de récit, le style indirect lorsque ces mêmes éléments sont précédés d'un verbe tel que « penser » ou « dire », enfin le style indirect libre, en usage surtout dans les scènes comiques ou au contraire dramatiques, relayant le flux de conscience du personnage.
Tom Jones module cette panoplie selon les circonstances, passant d'un discours à l'autre sans préavis. Le narrateur à la troisième personne garde la haute main sur les personnages, surtout sur le héros dont il filtre les pensées, encore que, très rarement, il lui lâche la bride et le laisse à sa méditation, par exemple lorsque Tom est sur le point de quitter Paradise Hall et sa bien-aimée. S'opère alors un glissement du discours narrativisé vers le discours indirect libre, lui aussi à la troisième personne, avec, enchâssée à divers endroits entre les deux, une série de questions à la première personne. Alors, la distance s'amenuise peu à peu, puis disparaît et ne reste en scène que ce moi qui clame son chagrin en un véritable soliloque dramatique.
Il est rare en effet que Fielding laisse ses personnages s'exprimer ou dialoguer sans intervenir, surtout que s'affiche sans cesse sa volonté d'éviter les dérives tragiques, sentimentales ou mélodramatiques, comme en témoigne le titre du chapitre VII du dix-septième livre, qui prévient la surprise du lecteur en affichant le pathétique de la scène à venir. En cela, il place le lecteur devant le fait accompli.

##### Angle de perception (narrative focus)

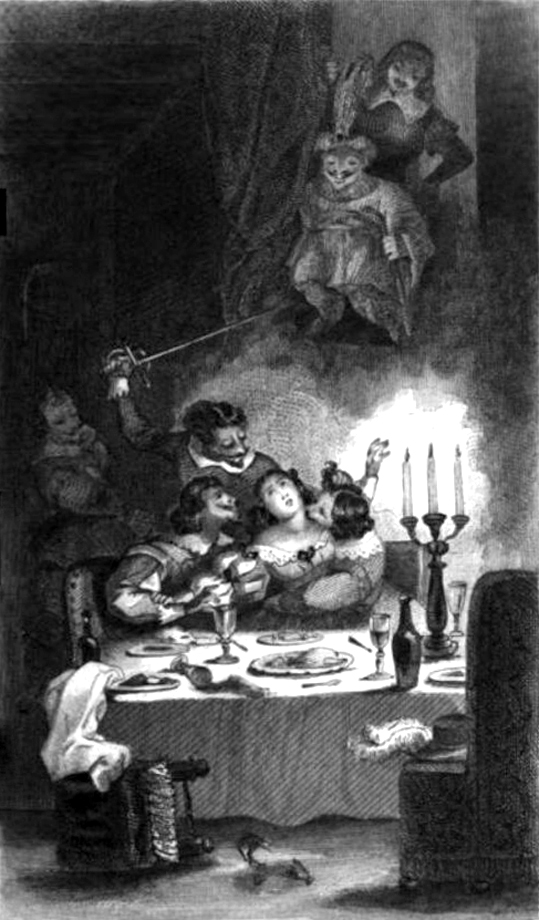
Asmodée et Leandro observant, invisibles, une scène galante après être passés par la cheminée (Le Diable boiteux).

Tom Jones présente un narrateur à la fois extradiégétique et homodiégétique, puisqu'il n'appartient pas à l'histoire racontée mais intervient aussi dans son récit, à la première personne. Omniscient et clairvoyant, selon la terminologie de Gérard Genette, il est le maître absolu des personnages, entre dans leur conscience et aucun secret ne lui échappe, non plus qu'au lecteur, si tant est qu'il veuille bien les partager avec lui. C'est la focalisation zéro : ici, le réel n'est jamais perçu en focalisation interne à travers un personnage s'exprimant à la première personne, comme dans Moll Flanders, ou plusieurs, à la façon de Humphrey Clinkers, cas de focalisation interne multiple.
Ainsi, le narrateur jouit de prérogatives divines et grâce à cette suzeraineté, le monde présenté est sans ambiguïté, plutôt rassurant, à l'image de celui qui le fabrique tout en le narrant. Dans la mesure où il en sait toujours plus que les personnages, il sélectionne à loisir ses descriptions, les assortit ou non d'un commentaire présenté comme s'il était objectif. Parfois, il s'amuse à rassembler l'éventail des possibilités à sa disposition, se plaçant à l'extérieur, entrant et sortant, s'immisçant dans les consciences, puis s'en échappant, etc.

#### La voix
Répondant au « Qui voit ? » du point de vue, se pose la question du « Qui parle ? » dans Tom Jones.
Dans Moll Flanders, le narrateur est le personnage principal ; dans Jonathan Wild, la distance entre auteur et narrateur varie ; dans Les Voyages de Gulliver, Swift se réfère à des croyances et des coutumes étrangères au XVIIIe siècle anglais ; mais avec Tom Jones s'installe une sorte d'intimité entre les deux instances, tant est fine la distance qui les sépare.
La voix du narrateur s'y adresse à deux lecteurs, la perspicacité du premier surpassant de loin celle du second (voir le traitement de l'ironie), mais la présence auctoriale évite ce que Wayne Booth appelle crippling disagreement (« un désaccord paralysant ») entre l'instance narrative et celui qui la reçoit, d'où ce sentiment de sécurité et d'ordre qui, associé à l'architecture d'une rigueur toute classique du dessein, contribue à la vision augustéenne de l'ensemble.

##### Présence du narrateur

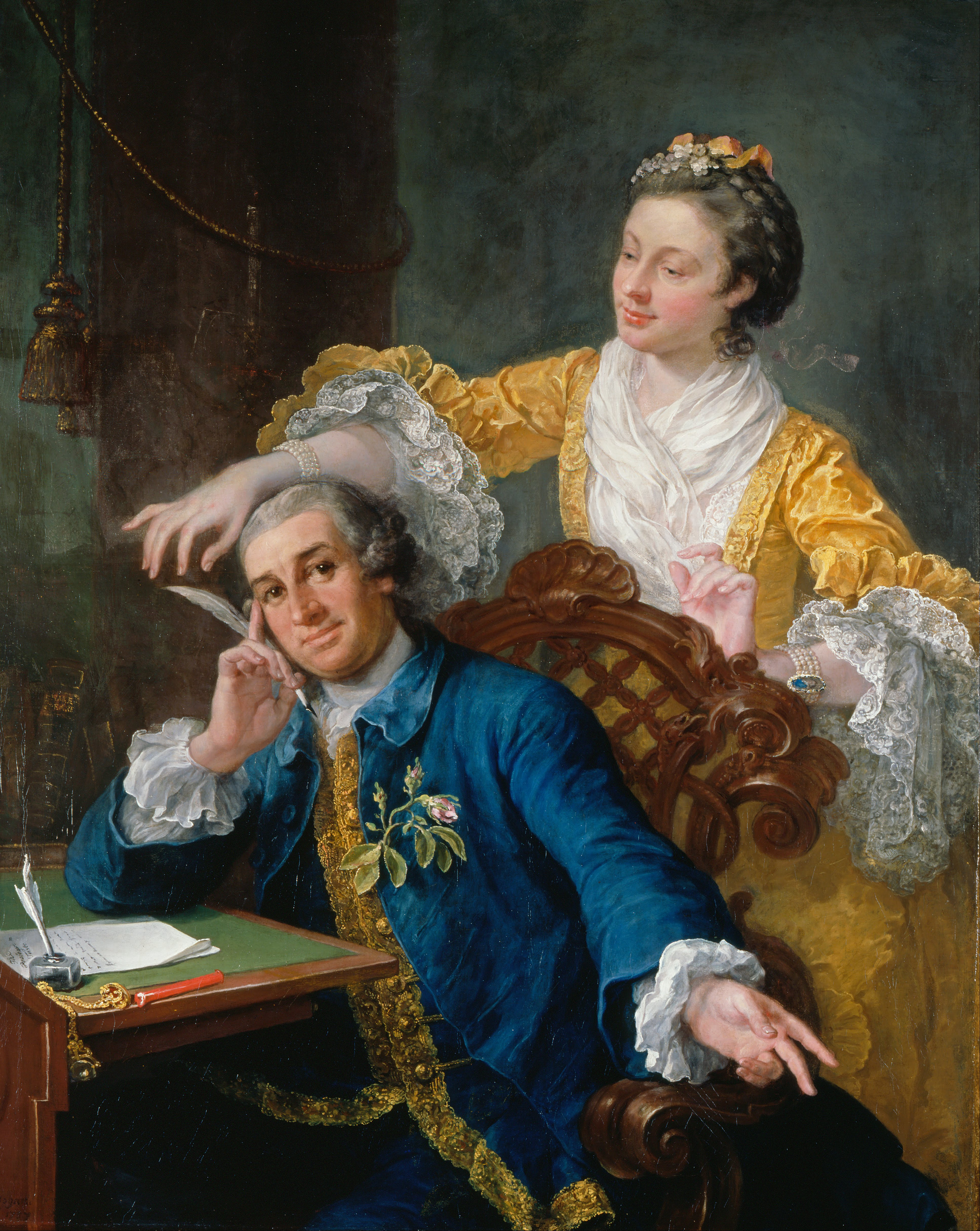
Garrick et son épouse, Eva Marie Veigel, par William Hogarth (Royal Collection, Windsor Castle)

Dans Tom Jones, la complicité entre le lecteur et le narrateur est telle que ce dernier donne l'illusion de devenir une personne réelle, ce que Fielding commente au chapitre I du livre XVIII en priant son lecteur d'accepter, après ce long compagnonnage, de partager sa joie de leur voyage commun.
Ainsi se découvre l'auteur implicite, homme dans la quarantaine, avec une certaine expérience du monde, connaissant la vie rurale et les mœurs urbaines, fin lettré à la vaste culture classique, passionné de théâtre, aimant à lire les œuvres destinées à la scène et familiers des grands acteurs, surtout de Garrick. Il se situe dans la classe moyenne supérieure, comme le montrent ses références au parler vulgaire qu'il déteste et aux gens de distinction qu'il fréquente. Se construit aussi son profil moral, plutôt bienveillant et compatissant, « franc et pudique », direct jusqu'à la brusquerie, ayant la flatterie en horreur, détestant le méthodisme, en définitive, ni vertueux ni sournois, déférent envers le clergé, un homme intègre en somme.

##### Fonction du narrateur

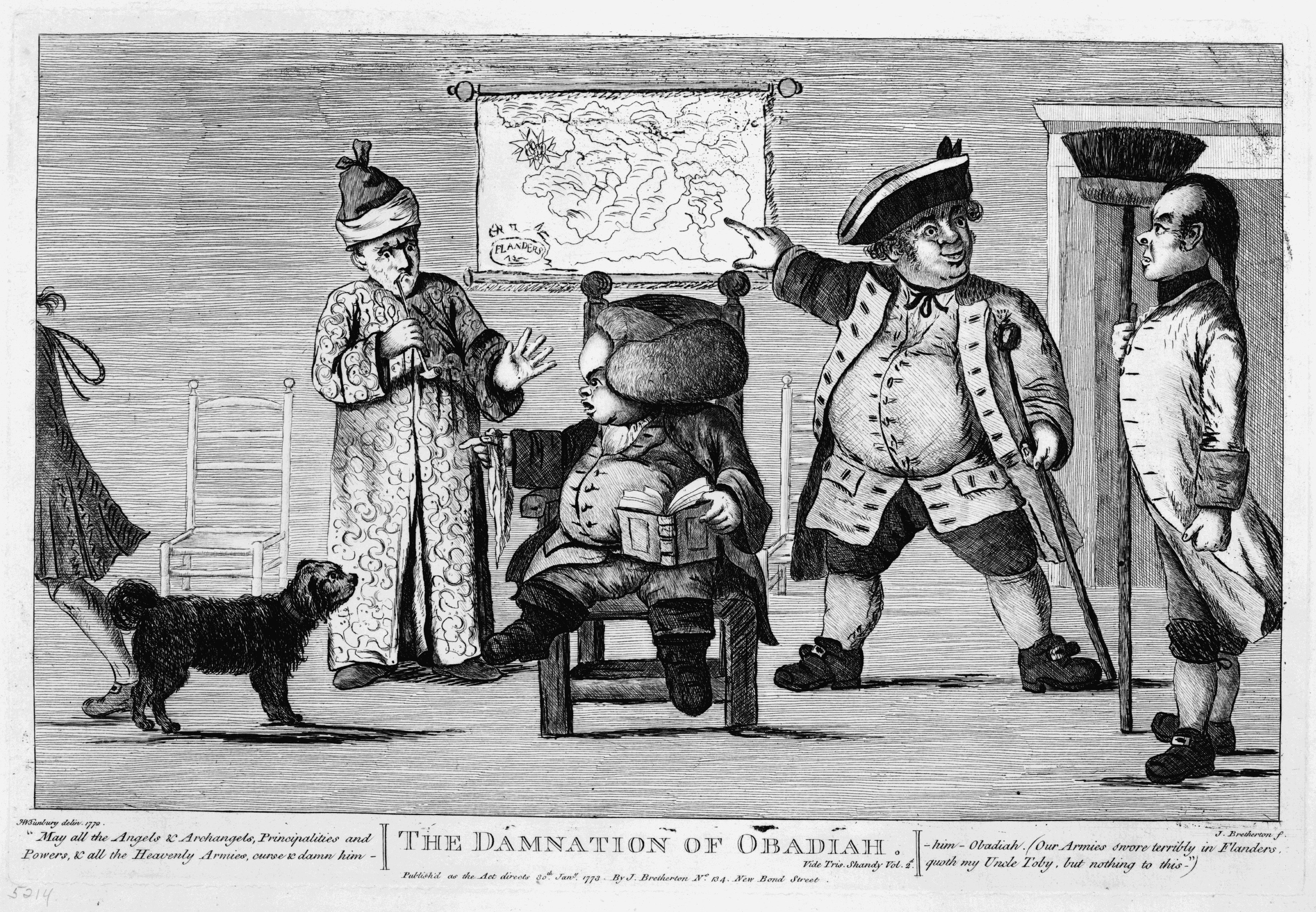
L'oncle Toby de Tristram Shandy, béquille sous l'épaule gauche, montre la carte des Flandres, par Henry William Bunbury (1750-1811).

L'intrusion d'un narrateur suscite de soudaines variations de niveaux narratifs, fréquentes dans certains romans du XVIIIe siècle, comme dans Tristram Shandy (1760) de Laurence Sterne où le réel et la fiction se rejoignent au point que le lecteur est prié de refermer la porte qu'Oncle Toby a laissé ouverte. Tom Jones se démarque de cette dérive, le narrateur prenant soin d'imposer l'univers fictionnel par la division en livres et chapitres. Après seulement, il s'autorise à revenir sur des incidents déjà mentionnés, de mettre un terme à une scène sentimentale par discrétion ou de soulager son propos d'un surplus de matière jugé indigeste pour le lecteur moyen, etc..
De plus, le narrateur exprime ses convictions morales et réagit aux voies du monde. Il juge la justice, l'éducation, l'armée, donne son opinion sur des sujets topiques tels que la rébellion jacobite de 1745. Domine cependant sa foi en la divine Providence qu'il imite en son livre où le hasard n'existe pas, chaque effet ayant une cause.

## La société dansTom Jones
Fielding n'a pas eu pour ambition de décrire la société de la première moitié du XVIIIe siècle anglais lorsqu'il a rédigé Tom Jones. Comme il l'écrit lui-même, il ne fait pas œuvre de « lourd et diffus historien ». Cependant, par ses constantes interventions dans le récit, il finit par offrir une vision, certes non objective, de l'ordre social et de ses différentes classes.

### Le contexte historique

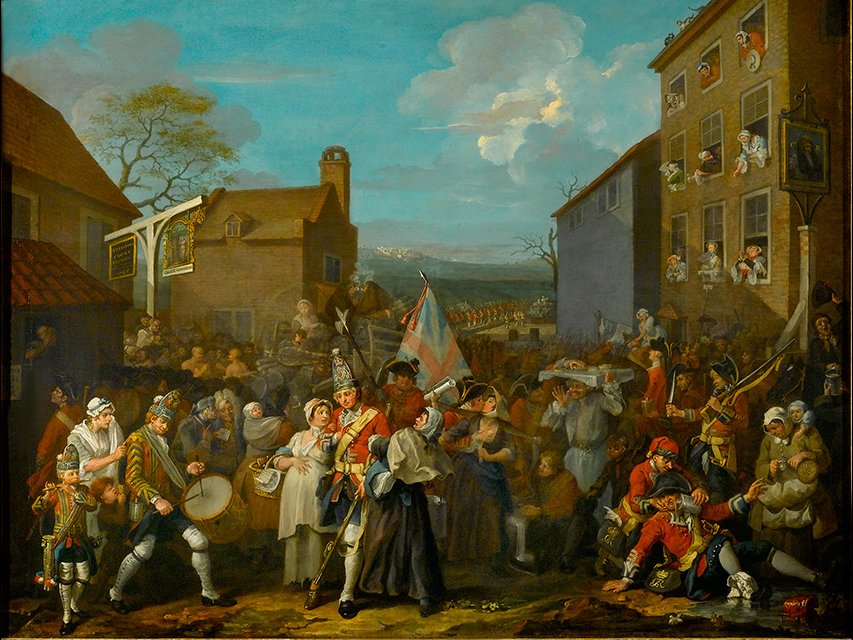
Marche des Gardes de Finchley par William Hogarth (1750), peinture satirique des soldats levés pour défendre Londres face à la rébellion jacobite en 1745.

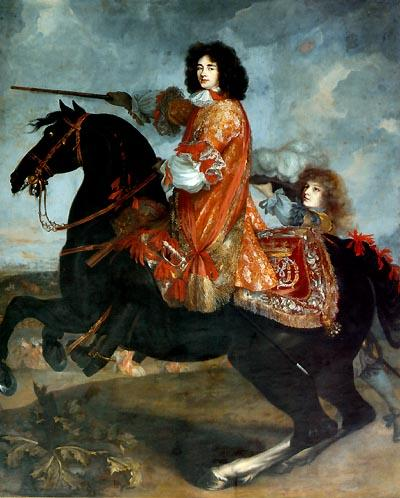
James Scott, premier duc de Monmouth.

Dans Tom Jones, les événements historiques sont évoqués par certaines allusions du narrateur ou des personnages. La rébellion jacobite de 1745 est dans tous les esprits,, et tout au long des livres VII-XII, où le mouvement des troupes et les rumeurs constituent l'arrière-fond du roman, les allusions historiques se multiplient. Sophia, prise entre un père jacobite et un amant hanovrien, se dit « en plus grand danger que la nation (VI, xiv) », et à ce compte, même la digression de l'Homme de la Colline participe de la même préoccupation puisqu'il rappelle la tyrannie des Stuarts pendant les années 1680, en particulier la brutale répression de la rébellion whig de Monmouth en 1685.

### La description

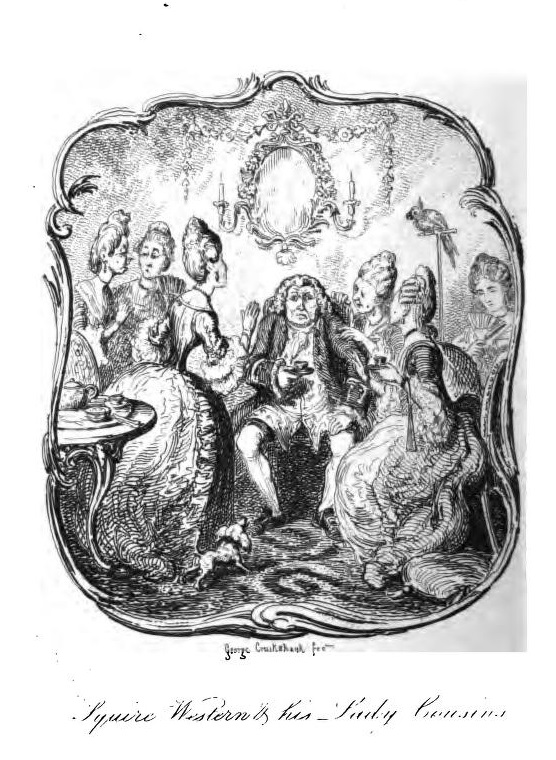
Squire Western chez sa sœur à Londres a l'impression d'être tombé dans un chenil de chiennes à paniers ! George Cruikshank.

Seuls les représentants des classes sociales, à condition qu'ils soient représentatifs de leur temps, sont vraiment décrits. Parmi eux figurent les personnages définis par leur naissance, noblesse citadine comme noblesse provinciale. La première réside de préférence à Londres, tandis que la seconde vit sur ses terres. Les citadins préfèrent le terme nobility et les ruraux celui de gentry.
La nobility est représentée par Lord Fellamar, Lady Bellaston et un pair irlandais épisodique, appartenant aux polite circles, autrement dit « le beau monde », imprenable forteresse pour qui n'a ni la naissance ni l'argent. Comment s'occuper, sinon par le vice, explique Fielding, et surtout par la frivolité, tant est vide la vie de qui a pour seul horizon l'oisiveté et le plaisir.
Cette classe sociale produit deux types, le gentleman et la demi rep, qui correspond à peu près à la demi-mondaine française du XIXe siècle. Pour être gentleman, il suffit d'avoir appris à ne rien faire. Quant à la demi rep, elle jouit d'une demi-réputation : titrée à souhait, elle hante les lieux de plaisir et les casinos, plus subtile, semble-t-il, que son homologue masculin, car sa mère lui a appris la vanité et l'ambition,.
Deux personnages représentent la noblesse rurale (landed gentry}, Squire Allworthy et Squire Western, présents de bout en bout du roman et y jouant un rôle majeur, le premier apparaissant comme le type du gentleman de campagne, le second incarnant celui du seigneur rural traditionnel. Mr Allworthy se situe au centre de la vie de la région, puisque prêtres, maîtres d'école, villageois sont en constante relation avec lui. Son influence tient des privilèges féodaux qu'il incarne, ceux de la loi et de la justice, mais son pouvoir s'exerce sans autre guide et garde-fou que sa seule prudence et sa sagacité.
Mr Western est l'héritier de la « vieille joyeuse Angleterre » (Merry Olde England), adonnée aux plaisirs des espaces ruraux, sans le moindre raffinement : chasseur constamment aux champs, à l'étable ou dans le chenil, le verbe haut et la bière coulant à flots. Rien ne le différencie des hommes de peine, sinon qu'il est leur maître. Il penche pour les Jacobites, mais n'en juge que par les manchettes du London Evening Post,. Fielding ne l'a pas dépeint avec sympathie, faisant de lui une sorte de barbare bien éloigné du squire d'Addison,.

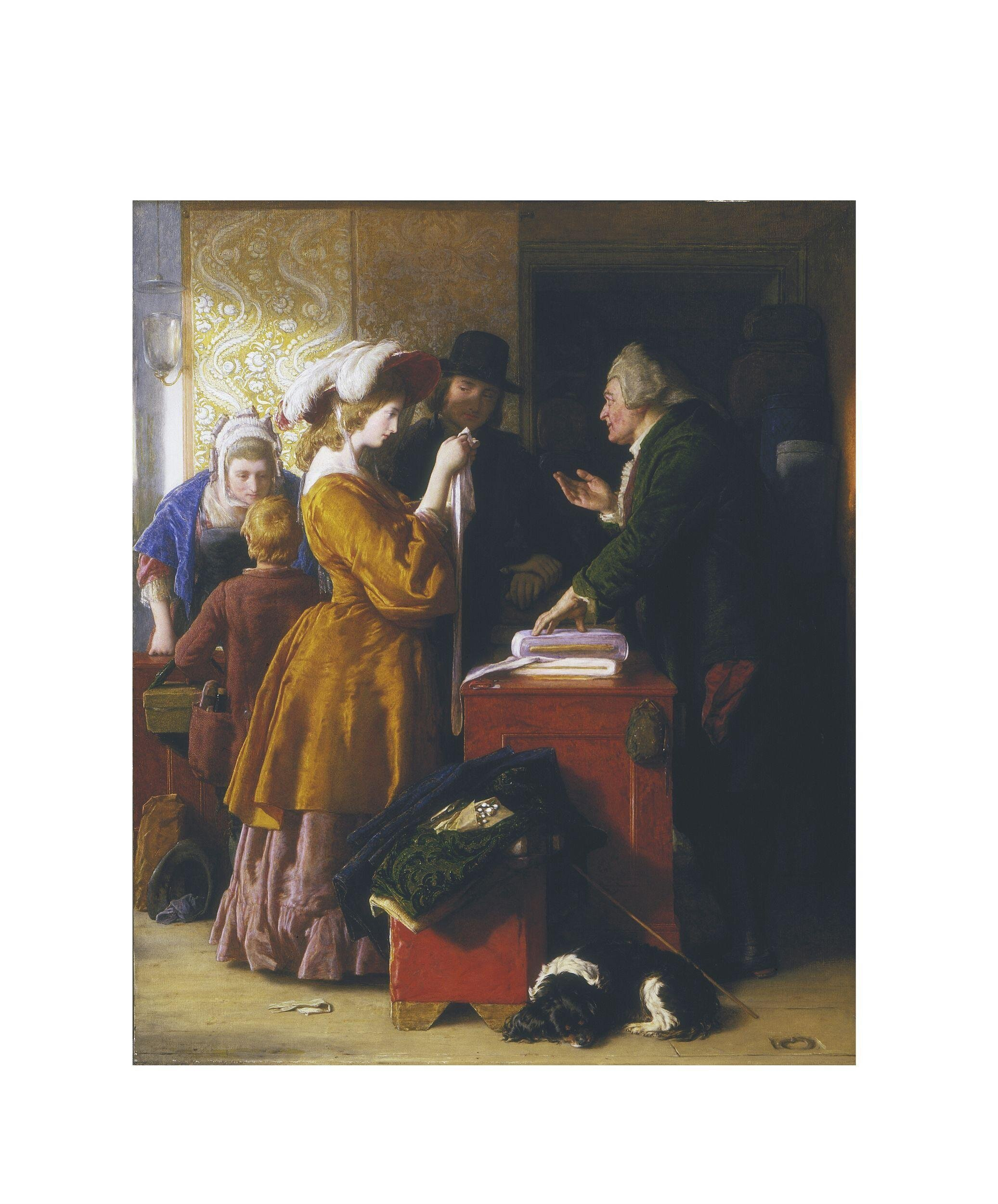
Choix de la robe de mariage de Mrs Mulready dans Le Vicaire de Wakefield d'Oliver Goldsmith.

Très nombreux dans Tom Jones sont les personnages définis par leur profession ; la préférence littéraire de Fielding leur est acquise, en raison surtout de leurs potentialités comiques,. Deux spécimens les représentent, Mr Nightingale, spécialiste du commerce de l'argent, et Mr Dowling, voué à la poursuite véreuse du gain. Tous les deux semblent avoir perdu tout contact avec la réalité, Nightingale ne songeant qu'à marier son fils à une fortune et Dowling se déclarant prêt à trahir son bienfaiteur pour servir ses desseins.

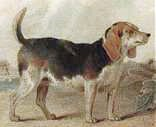
Beagle du XVIIIe siècle plus lourd que l'actuel

Le bas clergé, les maîtres d'école et les domestiques représentent les classes dépendantes. Supple travaille pour Western dont il est censé guider l'âme, mais le squire témoigne bien plus de gentillesse à sa meute de beagles qu'au pasteur. Partridge est un maître d'école contraint par la destinée à épouser l'une des deux prostituées du roman, l'autre ayant été allouée à Supple.
Les domestiques sont bouffis d'insolence et dévorés par le snobisme, comme le confirme l'arrivée hautaine de Mrs Honours à l'auberge, à l'opposé de l'entrée discrète de Sophia. Cette conduite trouve son origine dans la longue chaîne d'oppression courant du sous-sol à l'étage (downstairs-upstairs), à l'image de la voracité universelle.
Les appauvris, enfin, sont ceux qui ont perdu leur statut social et restent incapables de surmonter ce revers de fortune : Mrs Honours était fille d'un pasteur de campagne, Mrs Miller l'épouse d'un curé, et désormais veuves, l'une est femme de chambre, l'autre dépend de Mr Allworthy qui subvient à ses besoins. Ainsi, Tom Jones présente des gens soumis aux hasards de la fortune et susceptibles de passer d'une classe sociale à l'autre, du haut vers le bas, cependant, jamais en sens inverse.

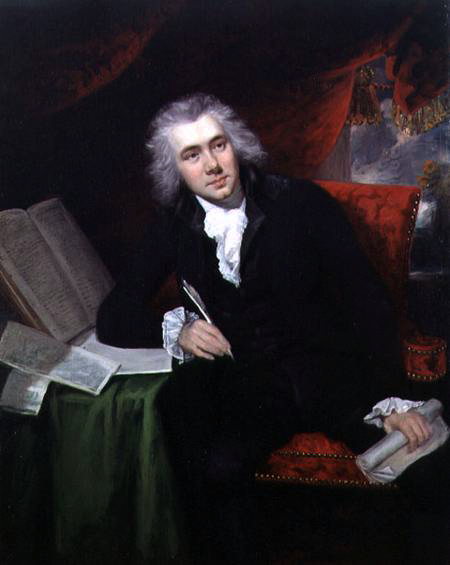
William Wilberforce par John Rising, 1790, représenté à l'âge de 29 ans.

Dans l'ensemble, la description de Fielding n'est pas malveillante ; pas de violence gratuite, prévalence de la charité, traits caractéristiques d'un âge soumis à une nouvelle forme de Puritanisme préconisant la charité du Nouveau Testament,.

### Comportements et relations sociales
Fielding rappelle que « Ce n'est qu'en vivant dans le monde qu'on peut apprendre à le connaître, et il faut voir les mœurs de tous les rangs pour les bien juger »,. Le roman concerne trois lieux principaux, la ville, la campagne et la route.
La vie urbaine n'est décrite qu'en la dernière partie du livre, lorsque Tom et Sophia ont réussi à rejoindre Londres. Fielding invite alors son lecteur dans certains lieux de divertissement, pubs, théâtres et soirées mondaines, mais il décrit aussi quelques codes de conduite.

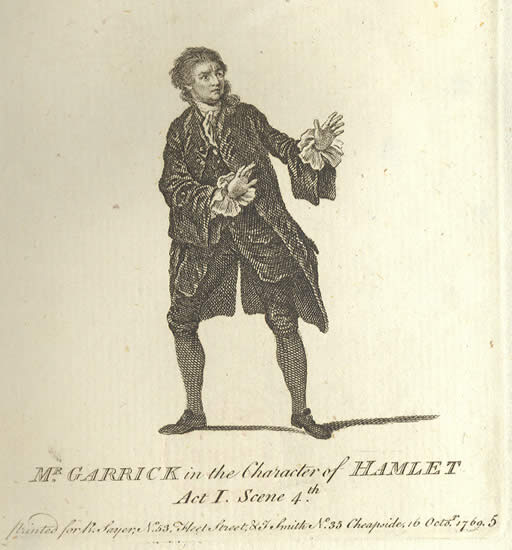
Garrick dans le rôle de Hamlet

La représentation de Hamlet à laquelle assiste Partridge se donne dans une salle richement ornée et le public se gausse de ce rustaud qui commente le spectacle à haute voix. La scène en dit long sur les goûts de Fielding qui montre qu'il admire les nouvelles façons de jouer, comme celles de Garrick alors que Partridge, comme le public, sont restés adeptes de la déclamation solennelle et rhétorique,. La masquerade, à l'origine représentation en scènes statiques d'une légende mythique, est devenue un jeu offert dans « le temple du plaisir » aux oisifs du grand monde qui s'y livrent à la chasse aux rendez-vous galants,.
Le mode de conduite urbain s'illustre de l'exemple de Mrs Western, la sœur du Squire, qui vit à la campagne, mais est très avertie des manières de la ville. Fielding consacre un chapitre entier à l'éducation qu'elle a reçue à Londres, à sa fréquentation de la Cour, ses voyages. Devenue experte en élégance du comportement, art de la conversation, respect des belles traditions, elle n'a cessé de cultiver son esprit et est en mesure de discuter des affaires de l'Europe, tout en restant « excellemment versée dans la science de l'Amour »,,.
L'opposition entre ville et campagne touche le comportement et la morale qui le sous-tend. Chez Squire Western, chasser est affaire du matin, boire l'occupation du soir. Les libations se font au manoir avec de grosses plaisanteries, même en présence de Sophia. On ne lit que le London Evening Post, et encore n'est-il pas souvent compris, mais il alimente le stock de slogans permettant au squire de vociférer ses prétendues opinions politiques. Paradoxe, cet homme ignare a un faible pour la musique « légère et aimable » (light and airy), que lui joue à contre-cœur sa fille, mais ce penchant ne se manifeste qu'au gré des rasades et Squire Western est de ceux qui passent naturellement « de la bouteille au clavecin »,,. Au village règnent le commérage et la jalousie. La rumeur rôde et s'amplifie : en un temps record, Jenny Jones se voit soupçonnée d'avoir deux bâtards et par Mr Allworthy d'être la mère de Tom. Les héritages sont l'occasion de stratagèmes et de calculs sordides et soulever le jupon des filles reste un plaisir partagé sans grand souci de leur virginité.

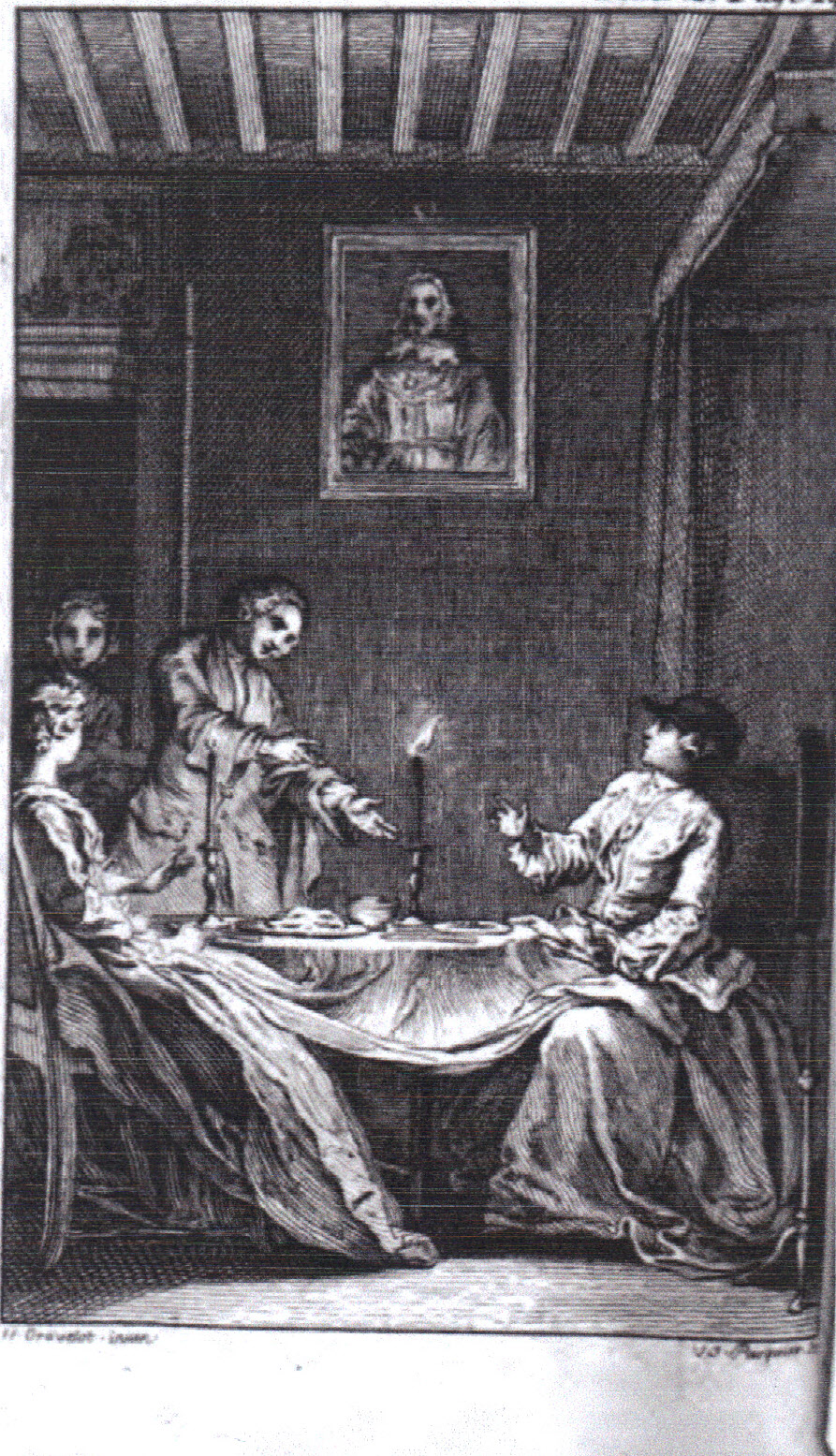
L'aubergiste, prenant Sophia pour Jenny Cameron, jure qu'il ne la trahira pas (X, iv) (Hubert-François Gravelot).

La route est un centre d'action et d'animation, où règnent deux types de professions, l'aubergiste et le bandit de grand chemin. Le premier se montre affable et obséquieux envers les gens de qualité, arrogant et mesquin à l'égard des classes dites inférieures. Quant au second, si le seul bandit de Tom Jones est le pauvre bougre apparenté à Mrs Miller, il domine la route dans Joseph Andrews où Joseph et Parson Adams sont souvent bastonnés et délestés de leur argent.
La route reflète la vie du pays alors que fait rage le soulèvement de 1745 : les gens se précipitent sur les grands axes, de folles rumeurs circulent sur un débarquement des Français ou l'arrivée imminente des Highlanders. Sophia est prise pour l'une des héroïnes de la rébellion jacobite en Écosse, ayant pris une route secrète pour échapper à l'armée du duc de Cumberland,.
Fielding a consacré une page entière aux lieux d'habitation, parmi lesquels se trouvent, comme « […] à toutes les époques, chez tous les peuples […] des lieux de rendez-vous publics où les citoyens se rencontrant trouvent de quoi satisfaire leur curiosité »,.
Parmi ces endroits figurent le salon du barbier et les cafés ; les femmes fréquentent la boutique du fournisseur (chandler), « entrepôt bien connu de toutes les nouvelles »,. Les gens se rencontrent également au spectacle de marionnettes, dans les tripots et les salles de boxe,.
La jalousie court de bas en haut de l'échelle sociale, l'insolence faisant le chemin inverse. Tout le monde est obsédé par la naissance, l'éducation, le statut social. La noblesse méprise les pauvres gens, la gentry méprise les marchands, les marchands méprisent les domestiques, les domestiques méprisent et singent à la fois tous ceux qui les méprisent.
Seul facteur positif, la charité domine chez ceux qui peuvent s'en acquitter, car ils sont bons de nature et en ont les moyens. Ici aussi se forme une chaîne, mais de solidarité : Mr Allworthy subvient aux besoins de Mrs Miller, de Partridge et Black George ; Tom se sacrifie pour sauver le même Black George ; Sophia aide tous les gens alentour, etc..
Sophia représente l'idéal féminin selon Fielding, avec une noblesse de comportement innée et une fine intuition qu'étaye une grande culture.
Dans l'ensemble, il dépeint une société qui prend plaisir à vivre sans aspirer au progrès ni se demander si quelque chose ne va pas dans l'ordre qui la régit.

### La critique de Fielding

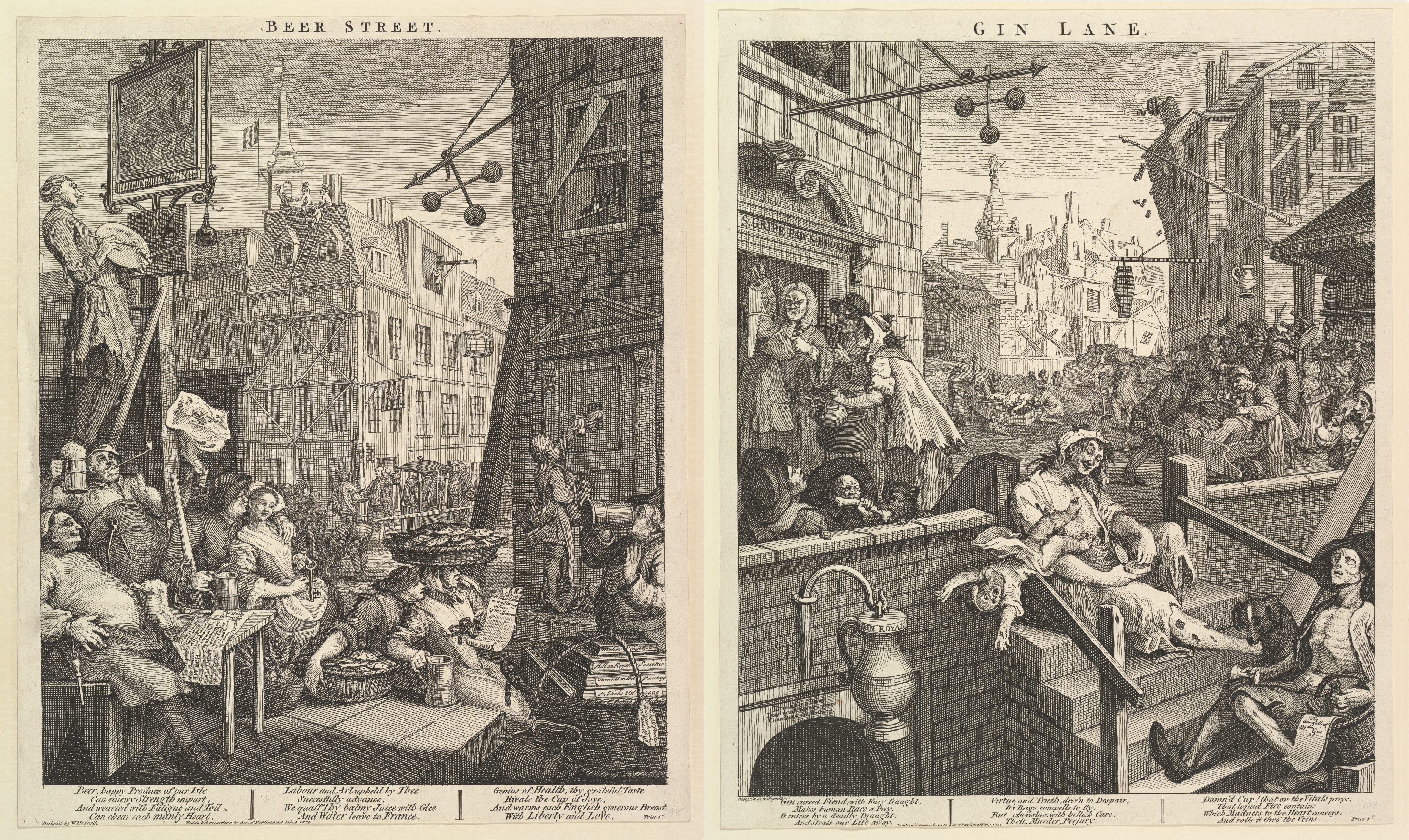
Beer-street-and-Gin-lane, par Hogarth.

Elle a ses limites dans Tom Jones, certains détails manquant d'exactitude, au regard des comptes rendus historiques de la période, ou s'avérant absents.
Par exemple, Fielding ne tient pas compte de l'éloignement de la capitale, ce qui rend la fréquentation de la « saison londonienne » par les deux squires peu vraisemblable. De même, ne se trouve aucune allusion aux efforts déployés pour améliorer les terres par de nouvelles méthodes de culture. De plus, les auberges présentent quelques détails inexacts, le vin à volonté par exemple, alors que c'est le gin qui alcoolise la population,.
La vie du village et des familles est peu abordée, non plus que celle de la haute aristocratie qui intéresse peu Fielding, car il la trouve ennuyeuse et dépourvue d'humour. Enfin, Tom Jones semble se dérouler sans décor, sur un monde dépourvu de relief où il n'y a rien à voir ni à toucher.
Cela dit, le rendu de la société reste conforme à la réalité, avec sa pléthore de personnages contemporains, rationnels et pratiques, sans idéal ni mystère ou passion, hommes et femmes ordinaires jouant leur rôle sobrement.
La satire de Fielding est traditionnelle, car elle prend pour cible aussi bien certains types sociaux que les grandes institutions du royaume.

#### Types sociaux
Les médecins. Trois docteurs interviennent dans Tom Jones, chacun affublé d'une faconde intarissable sur l'anatomie, la gravité de la mine jurant avec l'inanité du propos.
Les pédants. Les élucubrations des pédants comme Twackum et Square ne les protègent pas des travers et défauts de tout un chacun ; et leur enseignement se solde par Blifil, voyou hypocrite, toute religion et vertu en apparence(III, v), en fait comploteur et potentiel meurtrier. Fielding en profite pour condamner les excès de la religion mal comprise et les dangers de toute pensée dogmatique.
La domesticité. Aucune sympathie n'est témoignée à la gent domestique. Vieille harpie sans cœur, Mrs Wilkins recommande au nom de la religion à Mr Allworthy de déposer le petit Tom à la porte du marguillier, et lors de la maladie et des dernières paroles du squire, ses larmes ne sont dues qu'à sa déception d'avoir une part d'héritage trop maigre pour son immense mérite.

#### Institutions
La satire se concentre essentiellement sur l'armée, le clergé et la justice.

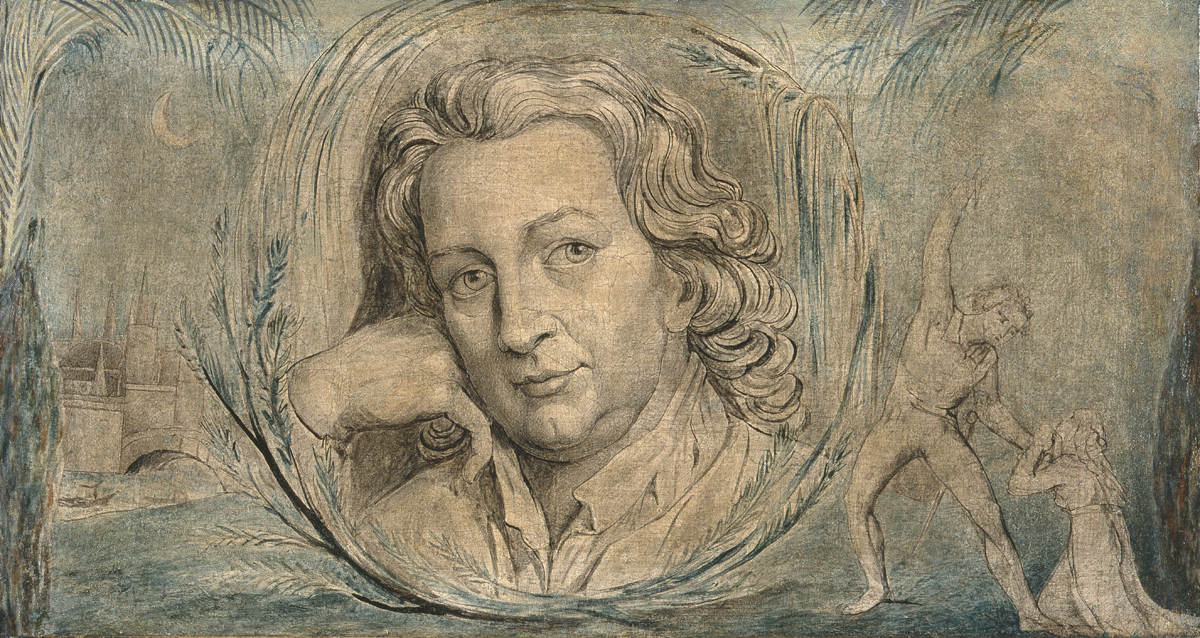
Thomas Otway, par William Blake.

Fielding se joint à la cause des soldats qui protestent contre des officiers sans expérience, des gamins dont les pères étaient encore en nourrice quand eux ont été incorporés. De plus, règne la corruption : pots-de-vin, droit de cuissage.

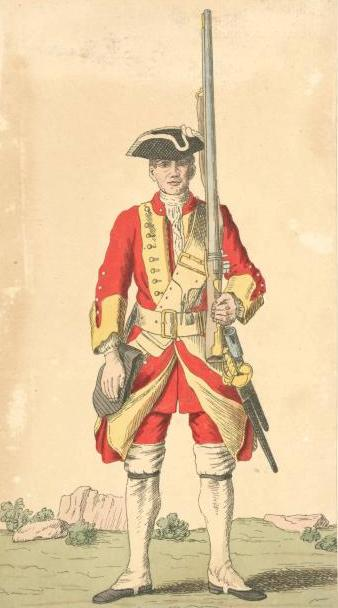
Redcoat du, qui participa à la bataille contre la rébellion jacobite de 1745.

Fielding blâme ouvertement la stupidité de certains officiers et la brutalité des hommes, ressentiment généralement partagé par le peuple.

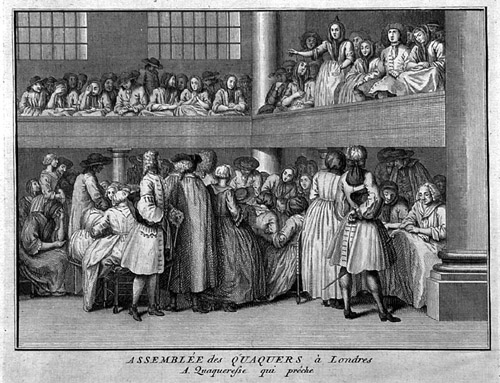
Femme Quaker en train de prêcher, Londres, 1723, par Bernard Picard.

Le clergé est le premier à partager les superstitions d'« absurdes doctrines » et les Quakers prêchent la charité sans la mettre en pratique. L'ignorance des clercs n'a rien à envier à celle des squires de campagne et leur veulerie peut aller jusqu'à la cruauté, comme lorsque Mr Western s'acharne à marier sa fille avec leur complicité sans son consentement.

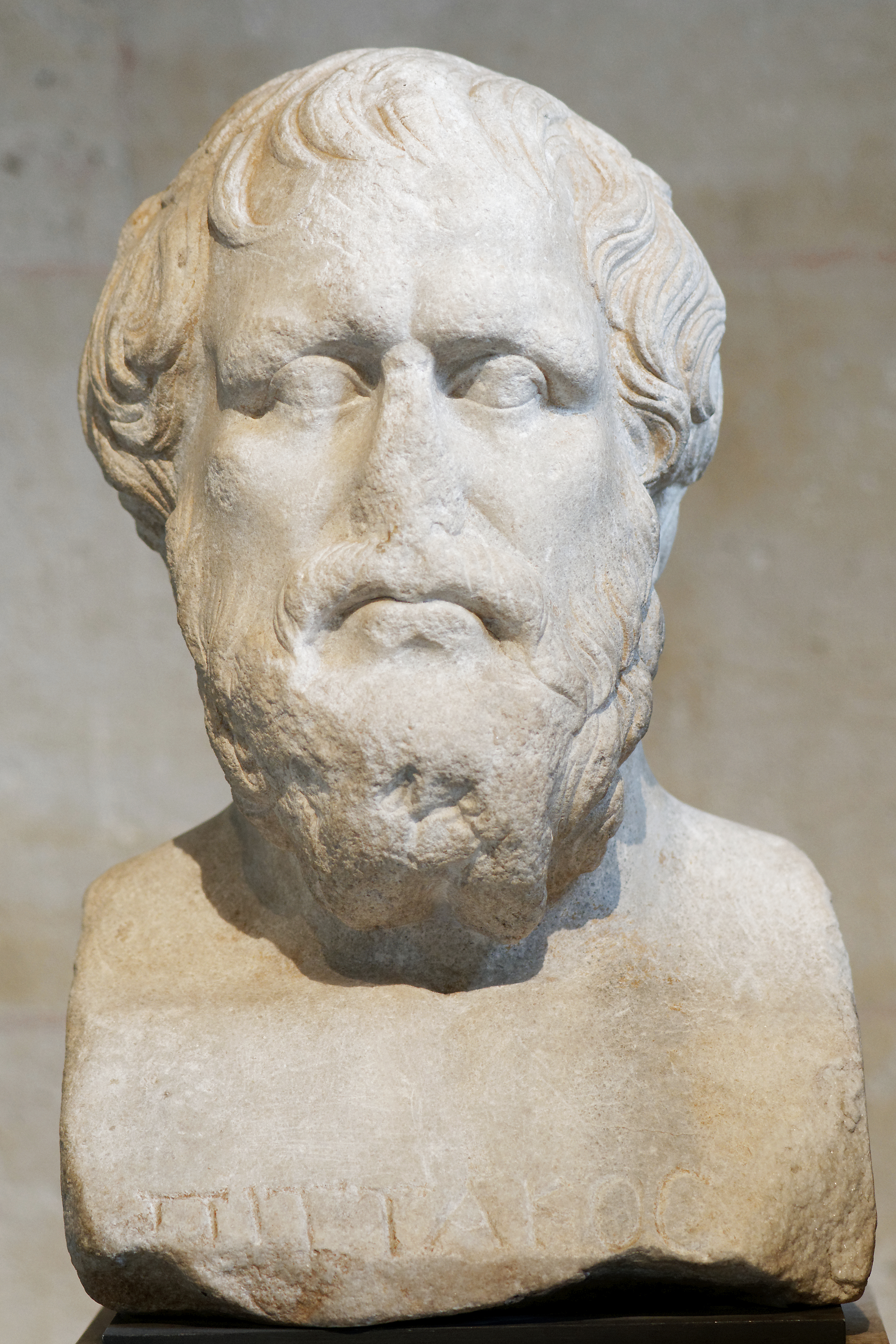
Pittacos, Louvre.

Le droit est de loin ce qui intéresse le plus Fielding dans son œuvre.
Tom Jones, dont la rédaction coïncide avec ses débuts de justice de paix à Westminster (novembre 1748), ne comporte aucune critique directe de la loi, mais des commentaires fortuits sur certains règlements parfois d'une extrême précision. Cependant, ce n'est pas tant la teneur des lois qu'il déplore, que l'usage qui en est fait, leur « grande sagacité et sagesse » (II, vi) se voyant trop souvent détournées par leurs exécutants.

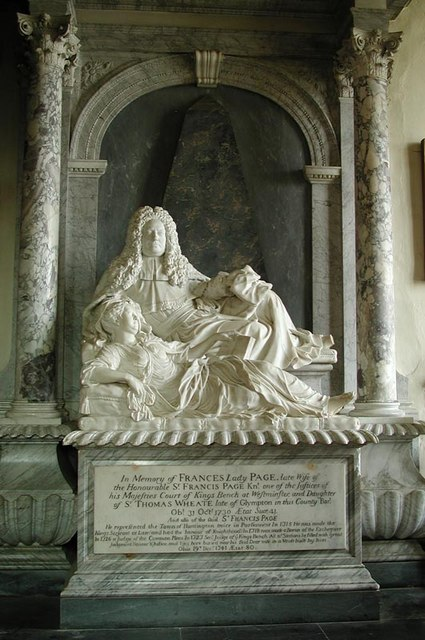
Mémorial de Sir Francis Page et sa seconde épouse en l'église St Pierre à Steeple Aston, Oxfordshire, par Henry Scheemakers.

Nombreux, en effet, sont les acteurs de la loi dans Tom Jones, et le lecteur est tenu informé de leurs émoluments comme de leur honnêteté et de leur efficacité. Si certains s'avèrent dignes de leur charge, beaucoup sont ignorants et stupides, ou dénués de scrupule, comme Dowling, expert à recueillir de faux témoignages ; d'autres excellent à contourner la procédure.
La loi transparaît dans le discours même de Fielding, chaque page ou presque contenant un terme légal, du plus simple au plus technique. De plus, le monde juridique sert de référence suprême tant analogies, comparaisons et métaphores fleurissent dès qu'il est question des critiques littéraires (« de mauvais juges », II, v), et de la mort (« l'inexorable juge », II, 9), etc..
Dans l'ensemble, Fielding affiche son respect des lois, mais adhère au sentiment partagé que les litiges profitent rarement aux plaignants, mais font la fortune des juristes. Enfin, en ce domaine comme en d'autres, il privilégie l'expérience par rapport au savoir livresque : « Ni la médecine ni le droit ne peuvent se pratiquer avec une connaissance livresque »,,.

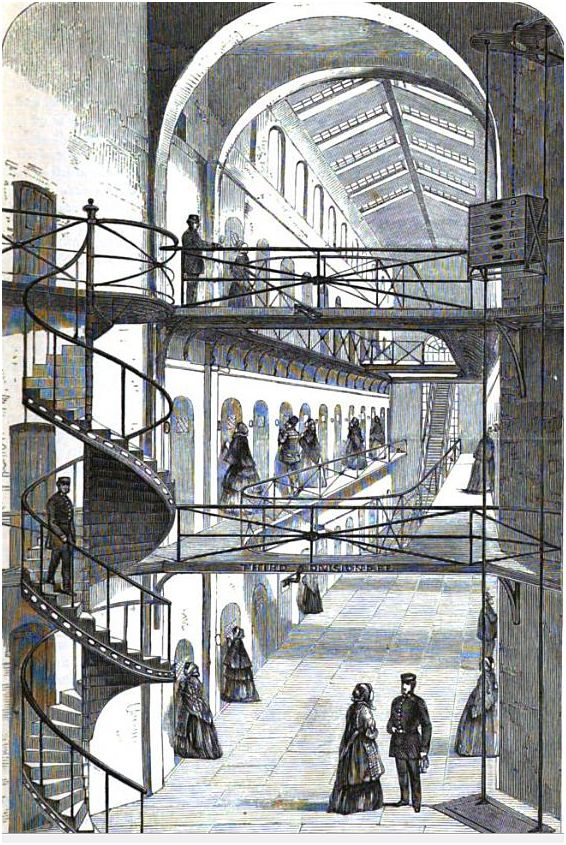
Prison de Clerkenwell, heure de la visite (1882).

Deux portraits antinomiques de juges de paix (justices of the peace) sont présentés dans Tom Jones, ceux de Mr Western et de Mr Allworthy. Dans les deux cas, Fielding s'attarde plus sur leurs manques que sur leurs qualités, leur reprochant surtout leur ignorance. Par exemple, Mr Western veut envoyer une bonne à la prison de Clerkenwell pour insolence et son secrétaire a toutes les peines du monde à l'en dissuader ; Mr Allworthy a tendance à outrepasser les limites de son autorité, par exemple lorsqu'il fait incarcérer Molly Seagrim pour immoralité. En somme, ces magistrats se croient nantis de tous les pouvoirs et, cela vaut surtout pour Mr Western, s'exemptent eux-mêmes des obligations qu'ils imposent aux autres.
Squire Western apparaît en effet comme l'exemple même de ce qu'un juge ne doit pas être.
Square et Twackum, bien que n'ayant officiellement aucun lien avec la loi, sont aussi appelés parfois à rendre la justice ; chacun affiche, comme sur toutes choses, des vues tranchées, le premier s'en remettant à la différence entre le vrai et le faux, le second laissant à Dieu l'exercice de la compassion, mais tous les deux d'accord sur l'utilité du bâton.
Squire Allworty, malgré ses manquements à la sagacité et sa tendance à voir le mal là où il n'existe pas, d'où son traitement de George, se situe à l'opposé de son homologue campagnard, ses qualités morales compensant ses insuffisances de jugement : aussi sait-il distinguer entre les petits écarts et les actions contraires à la morale et s'efforce-il chaque fois qu'il est possible de persuader plutôt que de sévir, ce qui l'entraîne dans de longs discours édifiants. En définitive, ces deux juges ne représentent pas l'idéal de Fielding qui leur préfère la magnanimité de son héros ou la sagesse du roi des Gitans.
C'est pourquoi le dernier chapitre lui donne l'occasion de s'en remettre à la justice distributive (poetic justice) pour rendre à chacun son lot, acte littéraire rendu indispensable par la tradition du dénouement heureux. Là, la transgression se répercute sur le transgresseur, et dans la dédicace à Lord Lyttelton, Fielding fait remarquer que tôt ou tard, le vice génère l'anxiété et la terreur. Ainsi, la conception générale de la justice est subordonnée à l'éthique générale du roman dont il devient une media via.

#### Le message de Fielding
Fielding semble regretter la fluidité sociale de son époque et aspirer à une plus grande stabilité de l'ordre social. À l'un de ses chapitres, il ajoute une note quasi nostalgique : « C'est la deuxième personne de basse extraction que nous rencontrons dans cette histoire à être issue du clergé. Espérons que de tels cas paraîtront à l'avenir, lorsque sera mise en place l'aide aux familles du bas clergé, plus étranges qu'on ne saurait aujourd'hui l'imaginer »,,.
Déplorant aussi les préjugés, il fait en sorte que la bâtardise supposée de Tom soit compensée par sa bonté, son élégance physique et morale, sa distinction naturelle ; de même, il réprouve que le mariage soit imposé à Sophia et place dans la bouche de sa tante une vérité que le squire a trop souvent oubliée : « Ne vous ai-je pas dit combien de fois au contraire que, dans un pays libre, on ne devrait pas exercer sur les femmes une autorité aussi arbitraire ? Nous sommes libres comme vous, les hommes »,,.
Pour réussir, chacun a besoin d'argent mais aussi de prudence et de circonspection (III, vii). Il convient aussi de faire connaître au monde la bonté portée en soi,. D'autre part, la pauvreté est un obstacle sur le chemin de la sagesse. Si la richesse ne remplace pas cette dernière, elle contribue à son efficacité. L'ascétisme ne mène nulle part tandis que la prospérité aide à la santé morale. Au siècle suivant, l'argent deviendra suspect et des auteurs comme Thackeray et Dickens n'auront de cesse d'en dénoncer le pouvoir corrupteur.
Tom Jones ne propose pas de réformes sociales d'envergure, mais sa satire s'aiguise lorsque sont décrites les mœurs dépravées de l'époque de George II. Dans l'ensemble, Fielding reste conservateur, préférant la société telle qu'elle est aux individus pris isolément qui l'ont peu à peu bâtie. Pour autant, la Providence a veillé à assigner à chacun sa place dans l'ordre du monde et il n'est nul besoin de contredire son dessein. Il est bon que prévale la hiérarchie, cette « échelle de dépendance » (ladder of dependence) qu'évoque Joseph Andrews (II, xiii), garante d'une architecture solide et harmonieuse. Si réformes il faut, elles s'appliqueront à favoriser le développement de l'individu, non à bouleverser la structure sociale.

## L'éthique dansTom Jones
Tom Jones relate les aventures d'un jeune homme chassé de son paradis (Paradise Hall) et aussitôt confronté à la perversité du monde et aussi à ses propres défauts, mais qui conquiert l'amour et le bonheur après une série d'épreuves, et s'en revient à la maison avec la sagesse de l'expérience. C'est l'histoire d'une évolution morale où jamais ne se détectent l'amertume, le cynisme ou la violence. La bonté naturelle triomphe de l'égoïsme et de l'hypocrisie, la vertu l'emporte sur le vice. L'orientation religieuse du roman se fait sentir dans la présence de certains thèmes, la charité, la chasteté, l'honneur, etc., une conception de la nature humaine à partir de laquelle Fielding crée un univers moral.

### La bonne disposition et la bienveillance

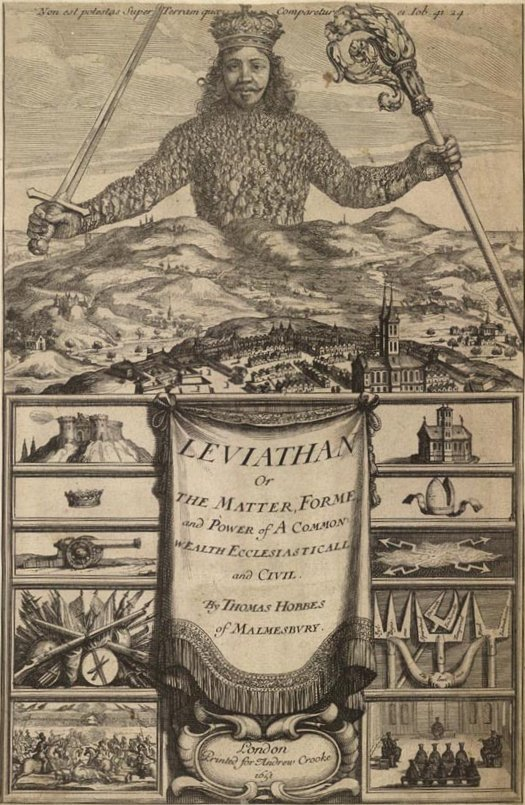
Le frontispice du « Leviathan », par Abraham Bosse

Les personnages sont facilement classés en bons et en méchants ; les méchants peuvent être rongés par l'ambition avec le masque de la noblesse d'âme, mais les bons le sont par nature, grâce à leur « bonne disposition » ou « bon tempérament » (good nature).
Dans son Essai sur la connaissance et les caractères des hommes (1739-1740), Fielding décrit le bon tempérament comme une disposition d'esprit bienveillante et aimable qui nous incite à ressentir la détresse d'autrui et nous réjouir de son bonheur, et cela sans contemplation abstraite de la vertu ni recours à la religion,.

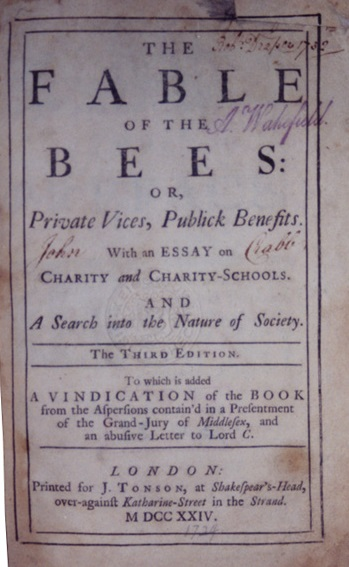
Édition de 1724 chez Tonson

Cette notion n'a pas été inventée par Fielding, puisqu'elle suscitait un débat philosophique depuis la fin du XVIIe siècle entre les pessimistes et cyniques d'une part et de l'autre les optimistes. L'école cynique était représentée par Thomas Hobbes (1588-1679) ou Bernard de Mandeville (1670-1733). Selon Hobbes, le fondement de tout savoir réside dans la sensation, ; l'instinct de conservation nous pousse à réagir sans cesse, ce qui fait de l'homme une entité égoïste.
Mandeville, auteur en 1714 de La Fable des abeilles (The Fable of Bees, Private Vices, Public Benefits), prône l’utilité de l’égoïsme, les faibles devant se soutenir mutuellement en se protégeant des plus forts,. Par exemple, dans le domaine économique, « [la] prodigalité [du libertin] donne du travail à des tailleurs, des serviteurs, des parfumeurs, des cuisiniers et des femmes de mauvaise vie, qui à leur tour emploient des boulangers, des charpentiers, etc. », ce qui profite à la société en général.
L'école optimiste s'appuie sur Shaftesbury (1671-1713), pour qui l'homme a des « affections » non seulement envers soi, mais pour les autres membres de la société ; comme il distingue le juste du faux, le bien du mal, la beauté de la laideur, il est doué d'un « sens moral », mais ne parvient à la vertu que si son « affection » demeure totalement désintéressée,.

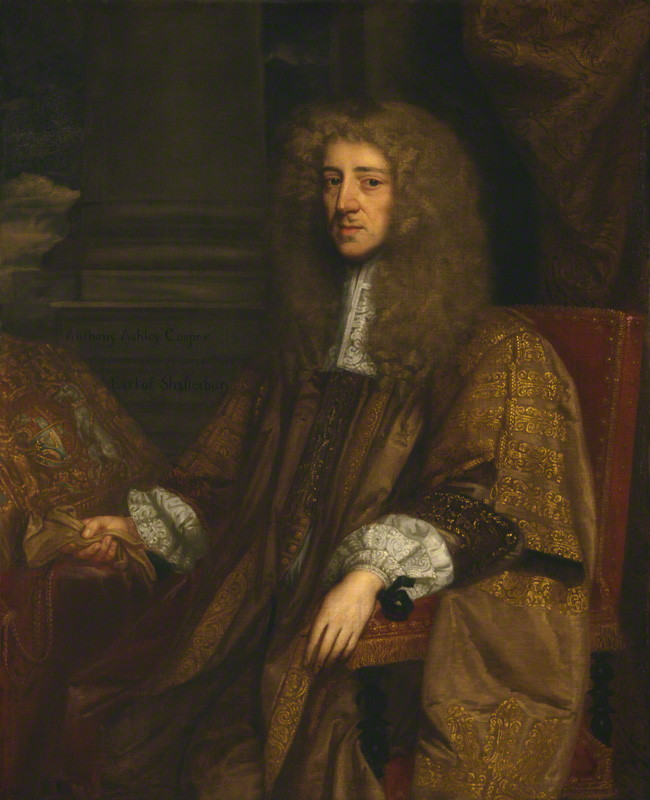
Comte de Shaftesbury
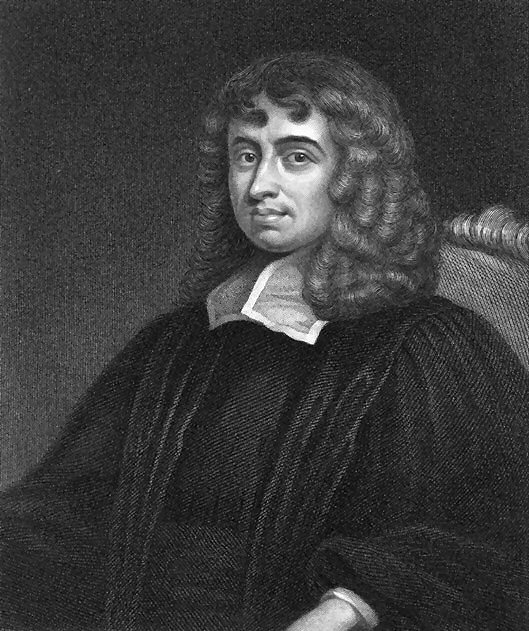
Isaac Barrow
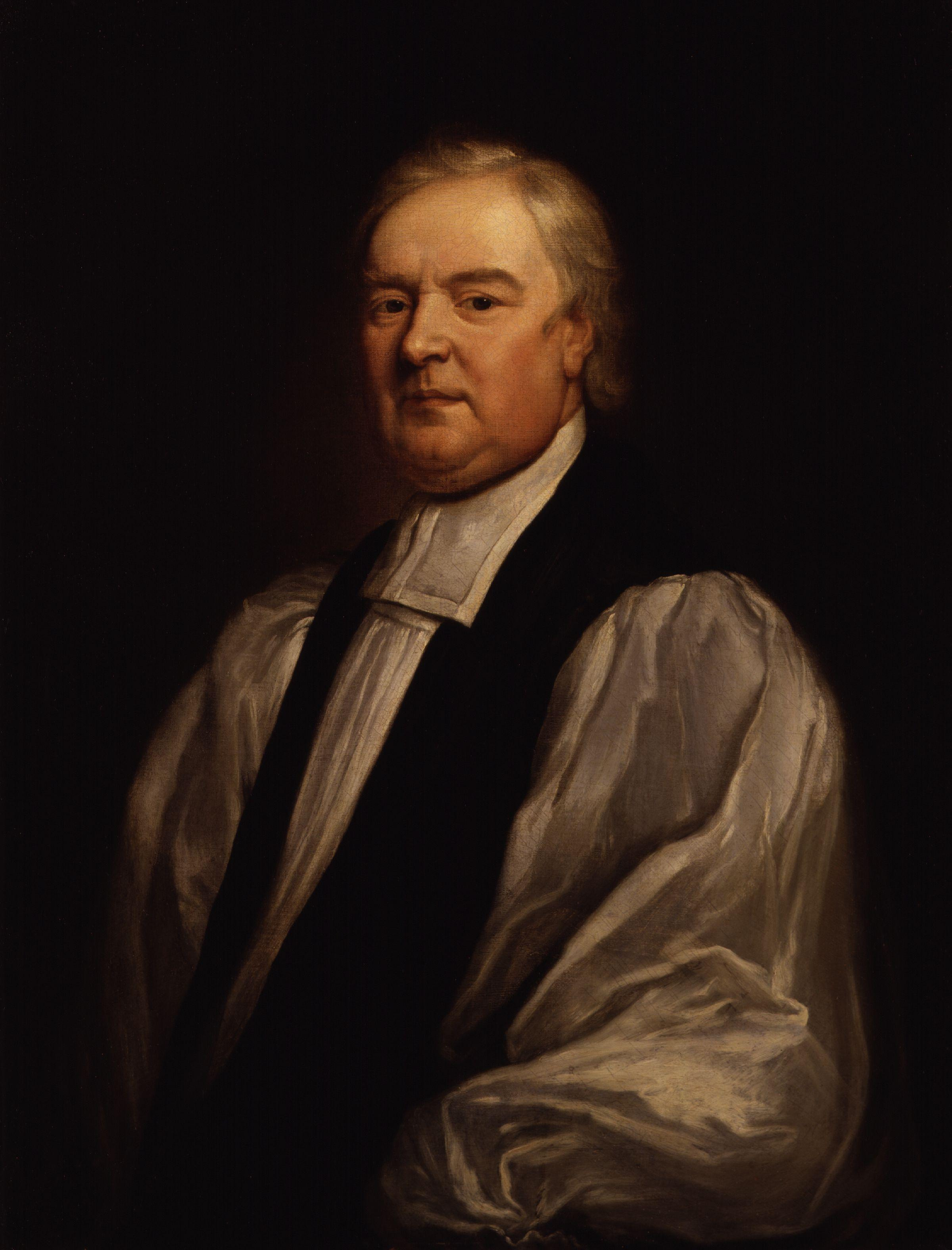
John Tillotson par Godfrey Kneller (v. 1691-1694).
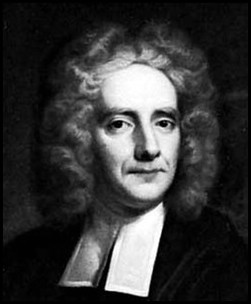
Samuel Clarke.
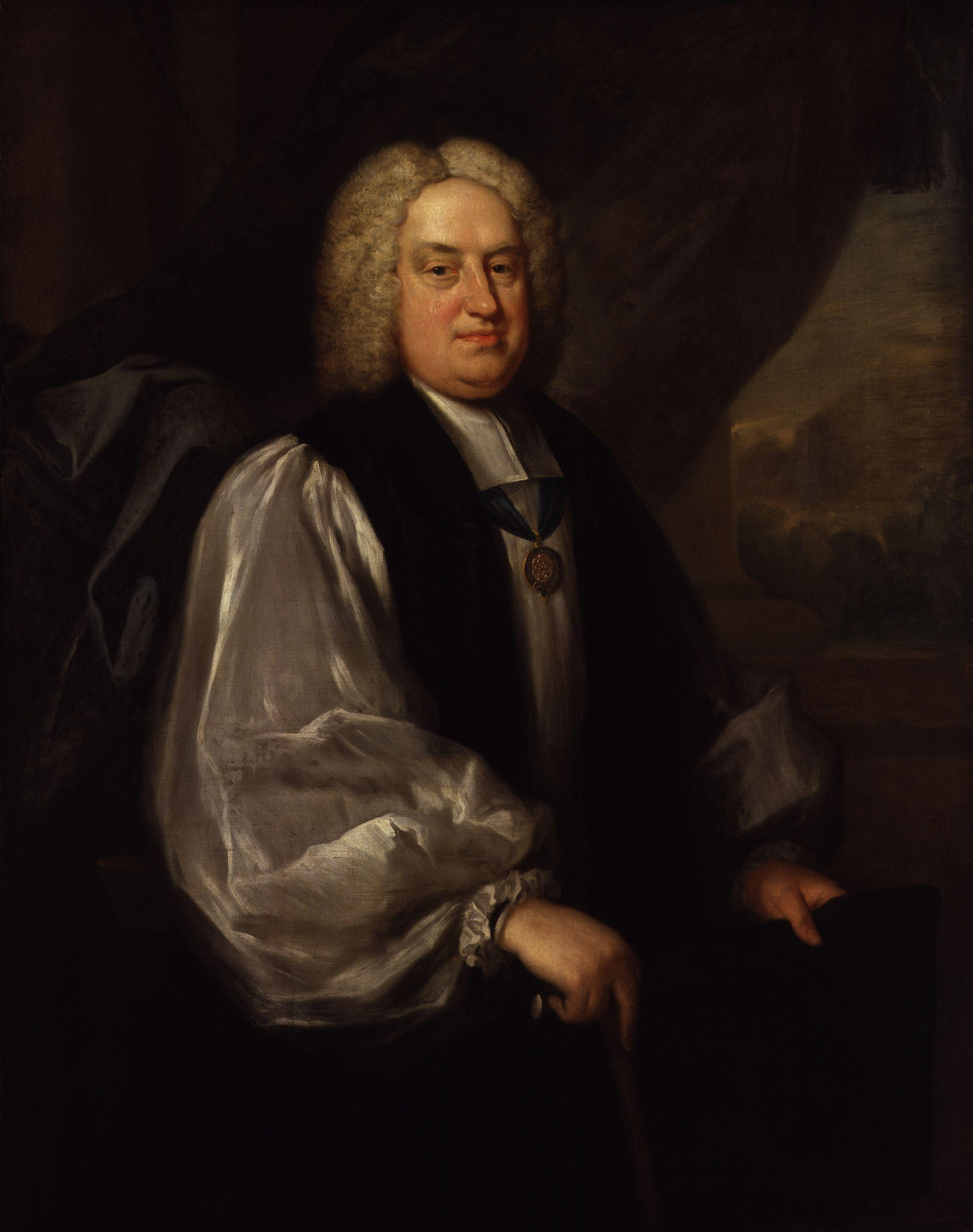
Benjamin Hoadly, par Sarah Hoadly.

Tom Jones se fait l'écho de ces controverses philosophiques. Twackum croit en la nécessité de la grâce comme unique voie de salut. Quant à « l'homme sur la colline », il allie un déisme diffus à une méfiance hobbesienne de la nature humaine. Après une vie d'échecs et d'illusions, il s'est réfugié dans une haine de l'homme mêlée à l'adoration de la création, condensée en un Être suprême,.
Fielding ne suit ni les calvinistes ni les cyniques, penchant plutôt pour les latitudinariens, groupe de clercs de l'Église anglicane qui se dressent contre les partisans de théories contraires à l'Anglicanisme ; plutôt que la référence au dogme, ils défendent une approche pratique de la religion, fondée sur la raison et le bon sens tels que Isaac Barrow, John Tillotson, Samuel Clarke ou Benjamin Hoadly qui mettent l'accent sur la compassion et l'humilité, la tendresse du cœur (tenderheartness), « tendances naturelles » chez l'homme le portant à l'altruisme. Ainsi, le mal résulte d'une erreur de jugement, puisque la vertu est source de bonheur. Tom Jones se fait l'écho de certains aspects de cette doctrine : ce qui caractérise le héros est justement sa « tendresse de cœur », qui le conduit à « la joie doucement enivrante que procure la vertu »,.

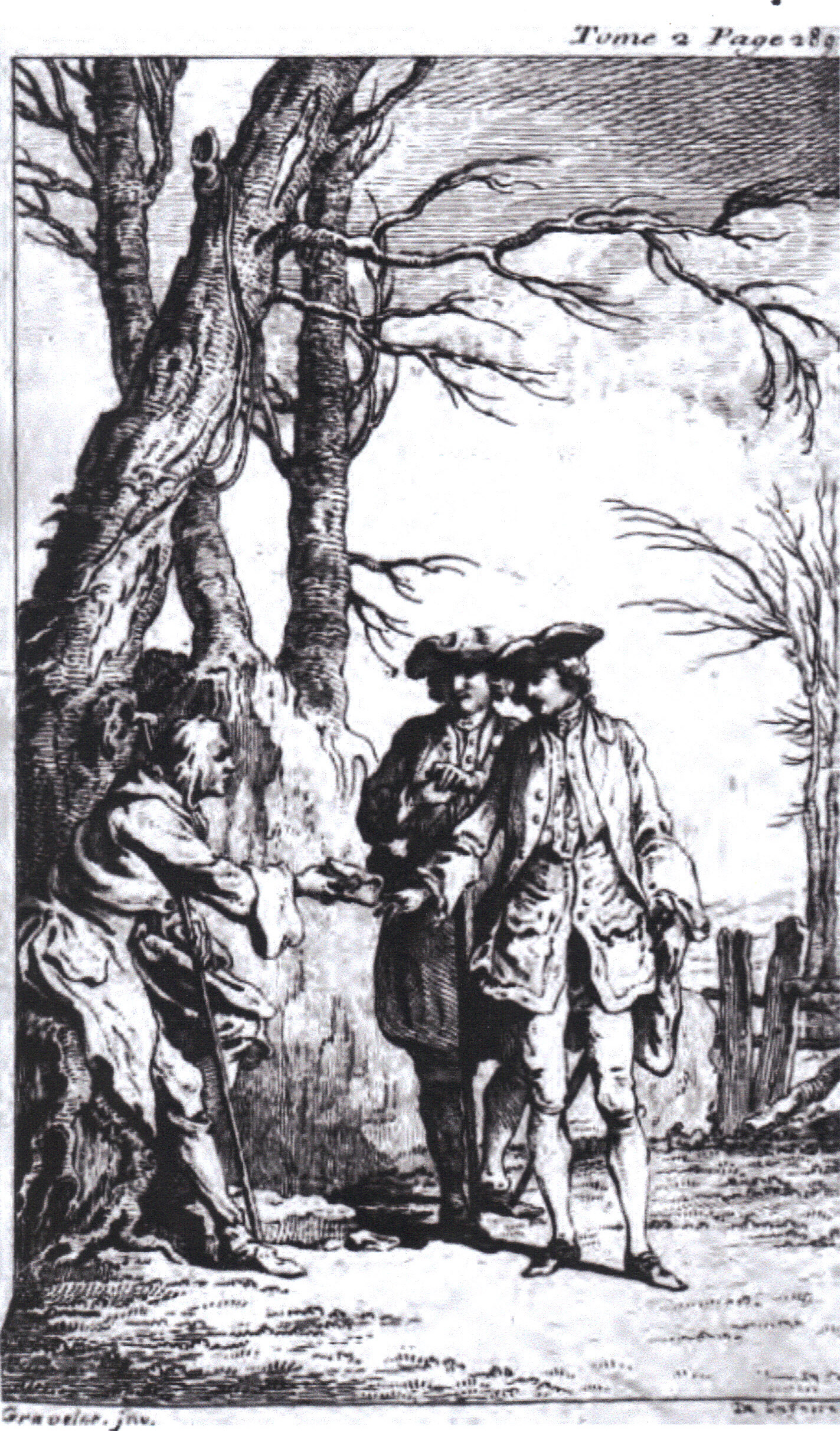
Tom est récompensé immédiatement d'un acte charitable (estampe de Gravelot pour l'édition en français, T. 2, 1750).

La satire de Fielding tourne en ridicule des débats abstraits de Square et de Thwackum. Le premier disserte sur la « beauté naturelle de la vertu », l'« intangible règle et de l'ordonnance éternelle de toutes choses » (III, iii) ; l'homme sur la colline s'extasie devant la « splendeur du firmament, image de l'Être suprême », et Blifil, fin connaisseur des Écritures, proclame que la charité ne se réduit pas à une « pitoyable distribution d'aumônes » (II, vi). La religion se réduit aux controverses stériles de soi-disant érudits, ne servant plus qu'à alimenter la vanité des pédants.
D'où la nécessité d'une forme de charité active, que ne pratiquent pas toujours les membres de l'Église, Parson Supple donnant l'exemple même de ce qu'un pasteur ne devrait pas être et la charité se portant généralement mieux entre les mains d'un laïc. Squire Allworthy, se faisant sur ce point le porte-parole de Fielding, résume sa conception partagée par nombre de latitudinaires dans leurs homélies : « il y a une sorte de charité qui semble avoir quelque apparence de mérite ; c'est quand, par un principe de bienveillance et d'affection chrétienne, nous donnons à autrui ce dont nous avons réellement nous-mêmes besoin »,,.
Selon Fielding, l'absence de passion est la marque de l'hypocrisie ou le signe d'un déséquilibre moral, et réfréner ses tendances profondes est contraire à la nature. Dès le début du XVIIIe siècle, la passion s'est vue réévaluée, comme dans le recueil de Charles Hickman (1700) où apparaissent des phrases telles que « Ce n'est pas un signe de bonté qu'un homme ne ressente aucune passion »,. Ainsi chez Blifil, le manque apparent d'« esprits animaux » et le contrôle de soi révèlent à coup sûr une nature viciée, alors que tous les bons ou à-moitié bons sont victimes de leurs passions.
Pour autant, Fielding n'approuve pas les frasques sexuelles de Tom et dans Tom Jones, les relations charnelles sont l'apanage du mariage. La digression qu'il propose sur la nature de l'amour au début du livre VI précise que ce sentiment se fonde sur l'estime et la gratitude animées de bienveillance,. Tom, cependant, ne se conforme pas à ces principes lorsqu'il honore Molly Seagrim ou Mrs Waters, autant de manquements imputables à son imprudence ; cependant, ces passades n'étant pas motivées par l'ambition ou gardées secrètes, Fielding leur accorde son indulgence amusée, d'autant plus volontiers qu'à son époque la chasteté s'impose chez les jeunes filles, mais passe pour ridicule chez les garçons.

### La prudence
Le bon tempérament a besoin d'un guide et parfois d'un censeur : tel est le rôle de la prudence et de la circonspection, « nécessaires aux meilleurs des hommes, même les plus honnêtes : elles servent en quelque sorte de garde à la vertu »,,.
Fielding emploie souvent le mot avec une connotation ironique lorsqu'il l'applique à la pruderie, la couardise ou l'ambition, mais le principe reste dans l'ensemble la règle d'or de la conduite. Il existe cependant une fausse prudence incarnée par Squire Allworthy qui se trompe sur tous les membres de sa maisonnée, car il semble trop enclin à s'en remettre à la seule raison comme critère de la conduite, vivant exemple « que la prudence de la meilleure tête est souvent paralysée par la tendresse du cœur le plus aimant »,,.
La bonne et vraie prudence s'incarne en Sophia, dont le nom explique le personnage. Sa bienveillance naturelle ne l'empêche pas de sonder les esprits et les cœurs, comme lors de l'épisode de l'oiseau où elle est la seule à ne pas se tromper sur Blifil.
L'insistance de Fielding sur la nécessité de la prudence s'est parfois vue critiquée, car témoignant d'une conception étroite de la moralité. Vertu chrétienne issue d'une longue tradition, en 1678, John Bunyan la décrit comme une « vertu cardinale » qui, avec ses deux sœurs, la piété et la charité, répond à la recommandation de Mathieu : « Voici que moi, je vous envoie comme des brebis au milieu des loups. Soyez donc prudents comme les serpents, et candides comme les colombes ».
Les romans de Fielding illustrent certains thèmes fondamentaux, la grandeur dans Jonathan Wild, la charité et la chasteté dans Joseph Andrews. Le cas de Tom Jones est plus complexe : s'y décèlent des échos de certaines publications antérieures, tel le Covent Garden Journal and Other Essays consacré entre autres au bon tempérament, à la religion, à la distinction, etc.. D'un point de vue moral, Sophia est présentée en héroïne exemplaire, et Tom offre lui aussi un exemple à imiter lorsqu'il atteint la maturité. Les deux réunis incarnent une certaine conception de la sagesse et du bonheur, devenant plus cohérente une fois replacée dans la mouvance latitudinarienne assimilée par un membre intelligent et ouvert de la petite noblesse du XVIIIe siècle, la gentry,.

## Ironie et styles dansTom Jones

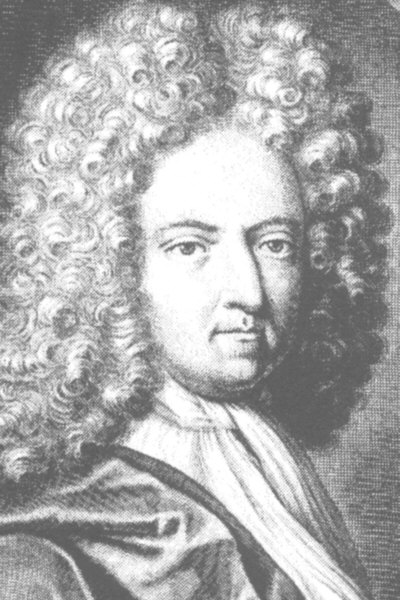
Daniel Defoe, auteur de The Shortest Way
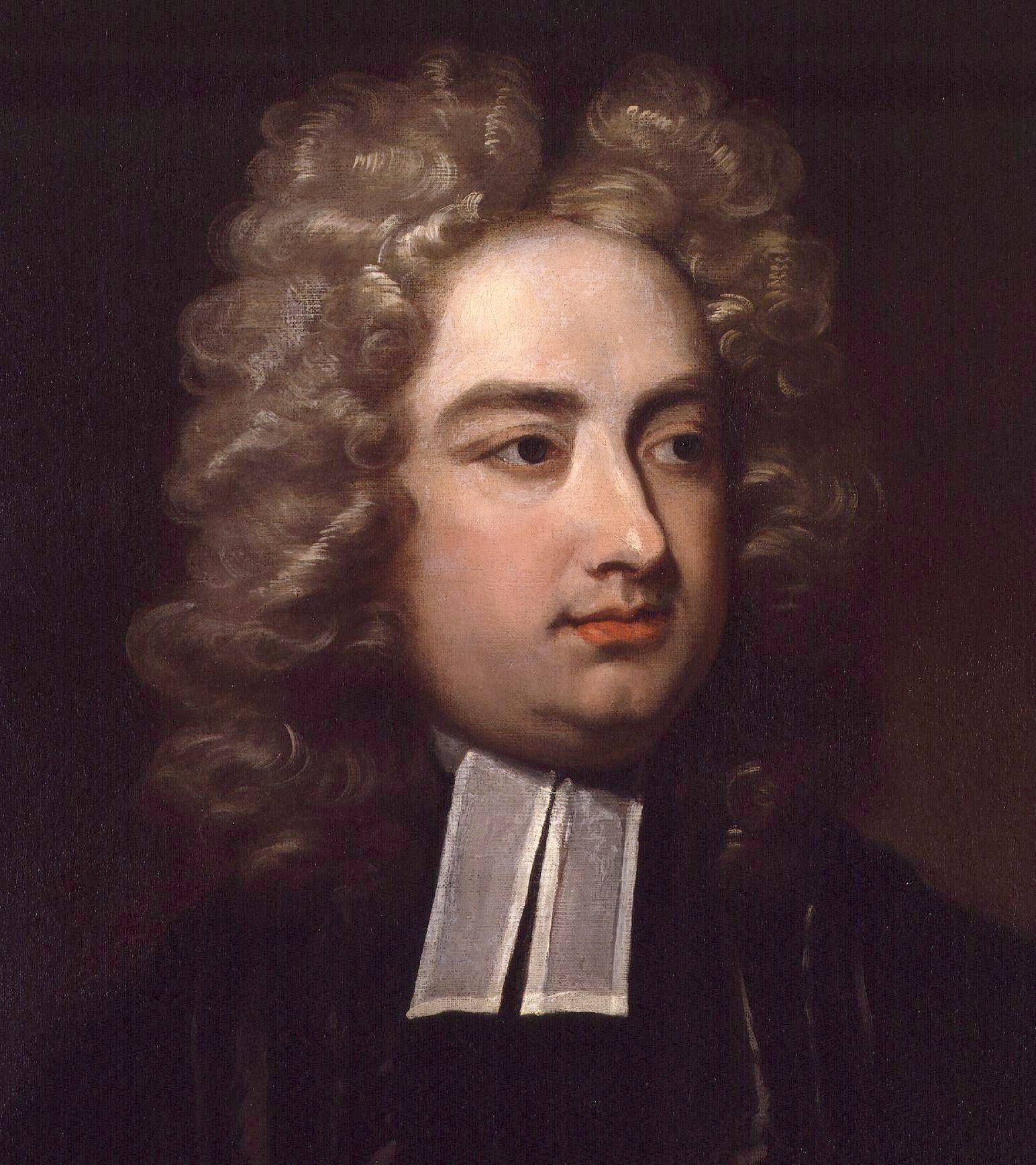
Détail d'un portait de Jonathan Swift par Charles Jervas, 1718.
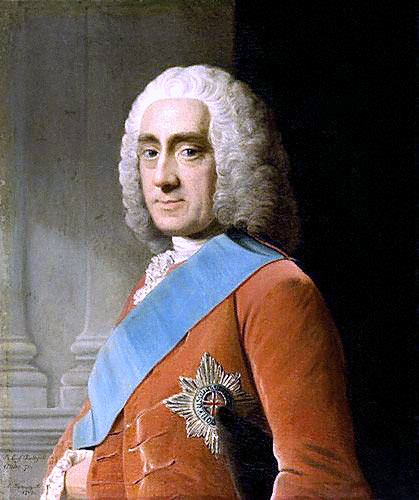
Lord Chesterfield par Allan Ramsay, 1765.
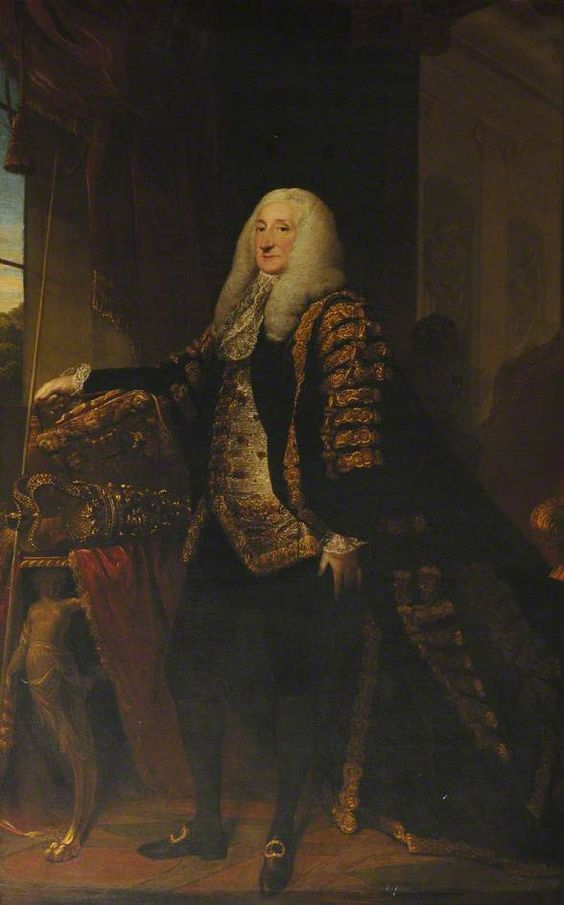
Lord Bathurst.

### L'ironie
Si, écrit Humphreys, la première moitié du XVIIIe siècle anglais est l'âge d'or de l'ironie, « comparée à Swift, l'ironie [de Fielding] est moins intellectuelle […] fruit d'un zèle réformiste plutôt pragmatique »,, « ironie d'intégration, non de désintégration »,.

#### L'arsenal ironique
En gros, deux postures principales constituent le cadre ironique : l'éloge par le blâme ou astéisme, et son contraire, le blâme par l'éloge ou antiphrase. Dans Tom Jones, Fielding utilise seulement l'ironie dite « verbale », par opposition à celle dite « rhétorique » impliquant un déguisement. Ici, il parle en son nom, et son ironie oscille de la dénotation à la connotation.
L'ironie dénotative se retrouve comme subrepticement au détour d'une phrase : par exemple lorsque « Tom commença à regarder [Molly] avec les yeux de l'affection »,, le mot affection évoque évidemment le désir, mais s'y ajoutent le respect, la délicatesse, marques de sa véritable nature. De même, quand Mrs Wilkins se lance dans une violente diatribe condamnant la mère inconnue de Tom, apparaît en son milieu le mot « vertu » ; en réalité synonyme de « hargne » et d'« hypocrisie ».
L'ironie connotative diffère de la précédente par une fine marge de subtilité. Certains mots, tels « gentleman », « prudence », « modeste », « miss » ont perdu leur sens du XVIIIe siècle, ce dernier, par exemple, appelant selon les circonstances le compliment ou la condamnation. Par exemple, Mrs Wilkins, l'incarnation de la mesquinerie, est présentée comme une « dame » gentlewoman, alors que sa délicatesse relève de la « prudence » partagée avec Lady Bellaston, Mrs Waters et Bridget Allworthy, en réalité précaution d'hypocrite servile, aux antipodes de la générosité.
Fielding se sert de l'euphémisme, par exemple lorsque le narrateur se refuse à décrire la beauté de Bridget Allworthy sous prétexte que Hogarth s'en est déjà chargé, ce qui constitue une méiose, soit une figure rhétorique rapetissant l'importance d'une réalité, procédé proche de la litote, comme celle qualifiant le dégoût qu'inspire Blifil à Sophia de « manque plutôt modéré d'aversion » (IV, v).
Dans l'arsenal de Fielding figure aussi la « fausse équation » retardant puis renversant la conclusion attendue : ainsi le renvoi de Partridge se termine par le raccourci contrasté entre « mourir de faim » et « compassion universelle ».
La « défense ironique », proche de la reductio ad absurdum, souvent associée au burlesque, se trouve aussi dans le roman.
Il est en ainsi de la satire exercée à l'encontre des médecins qui se développe en quatre étapes :
- rien de plus injuste que l'opinion vulgaire qui représente les médecins comme des amis de la mort (affirmation générale présentant, en un renversement ironique, les médecins comme capables et sûrs) ;
- au contraire, je crois que si l'on pouvait compter ceux qui doivent leur santé à la médecine, et celles qui en sont les martyrs, le premier l'emporterait de beaucoup sur le second (argument spécieux accréditant le fait que les médecins tuent un certain nombre de malades) ;
- quelques médecins sont même si prudents que, pour éviter de tuer le malade, ils s'abstiennent de tout moyen de guérison, et n'ordonnent que ce qui ne peut faire ni bien ni mal (nouvel argument spécieux laissant entendre que le succès n'est dû qu'à la non-interférence et ainsi, laissée à la seule Nature) ;
- j'en ai entendu quelques-uns déclarer qu'il faut laisser agir la nature et que le médecin n'est là que pour l'applaudir et l'encourager (vision burlesque du médecin inerte à côté de la Nature et se donnant le ridicule de la féliciter d'avoir accompli sa mission[196],[197].

Enfin, la dernière arme employée par Fielding est le chleuasme ou prospoïèse, soit l'auto-dépréciation dans l'espoir d'une réfutation implicite de l'interlocuteur. Les exemples abondent dans Tom Jones avec pléthore de « je ne saurais dire » (I would not presume to say), « je ne sais d'où cela vient » (I know not whence it is ), « je ne sais pour quelle raison » (I know not for what reason), appliqués respectivement à la religion du capitaine Blfil, l'insolence des aubergistes, l'impudeur de Mrs Waters.
Le catalogue n'est pas exhaustif ; ainsi, les erreurs délibérées dans la traduction de certaines citations latines, quitte à y revenir plus tard et souligner l'étourderie du lecteur qui n'a rien remarqué ; sans compter les métaphores burlesques ou les comparaisons grotesques, puis l'aveu qu'en effet, tant de jonglerie verbale peut décontenancer les gens sérieux.

#### L'ironie dramatique
Fielding a commencé sa carrière littéraire comme auteur de farce et de comédies, et la dette qu'il doit à cette première carrière, outre certains procédés classiques tels que scènes parallèles ou contrastées, regroupement des personnages, virtuosité des dialogues, etc., se manifeste surtout dans sa maîtrise de l'ironie dramatique. L'ironie dramatique apparaît lorsque le spectateur dispose d'informations essentielles aux personnages que ces derniers ignorent ou interprètent mal. Bien exploitée, elle pose une question à laquelle le public attend une réponse, ce qu'Yves Lavandier appelle la « question ironique » : « Le personnage finira-t-il par découvrir ce qu'il ignore, et si oui comment ? ».
Ainsi, le procédé repose sur l'omniscience conjointe de l'auteur et du lecteur. L'ironie dramatique implique l'usage d'un discours à double-sens et la mise en scène de situations ambiguës, aussitôt repérées sauf par le principal intéressé. Elle contribue à l'ordonnance architecturale, car elle engendre le suspense et génère de nombreux effets, la récurrence de scènes, des situations et des coïncidences. D'autre part, elle est liée au thème de la « fortune », la bonne comme la mauvaise, car les personnages restent aveugles aux dangers. De la sorte, l'ironie dramatique contribue à l'accession progressive à la « prudence » : Tom, dépourvu de ce que Fielding appelle « le bon sens », ne parvient pas à éviter les obstacles, alors que le lecteur les repère aussitôt.
L'ironie (εἰρωνεία), soit l'ignorance feinte, a pour premier rôle dans Tom Jones de servir le narrateur dans sa recherche permanente de la vérité. Aussi s'efforce-t-il par un chemin indirect de mettre à nu les véritables motivations, visant surtout les hypocrites et les égoïstes qui simulent la vertu pour mieux exercer leur vilenie. À ce compte, la « distinction » de Honour, l'« honneur » de Lady Bellaston, la « prudence » de Blifil, la « religion » de Square se voient démystifiés. En revanche, il n'est pas utile que l'ironie, dans ce monde manichéen, s'acharne sur les « bons », Tom le fantasque, Partridge le couard, Allworthy le crédule, etc., autrement que pour s'amuser de leurs travers, car ils ne suscitent pas l'indignation moraliste.

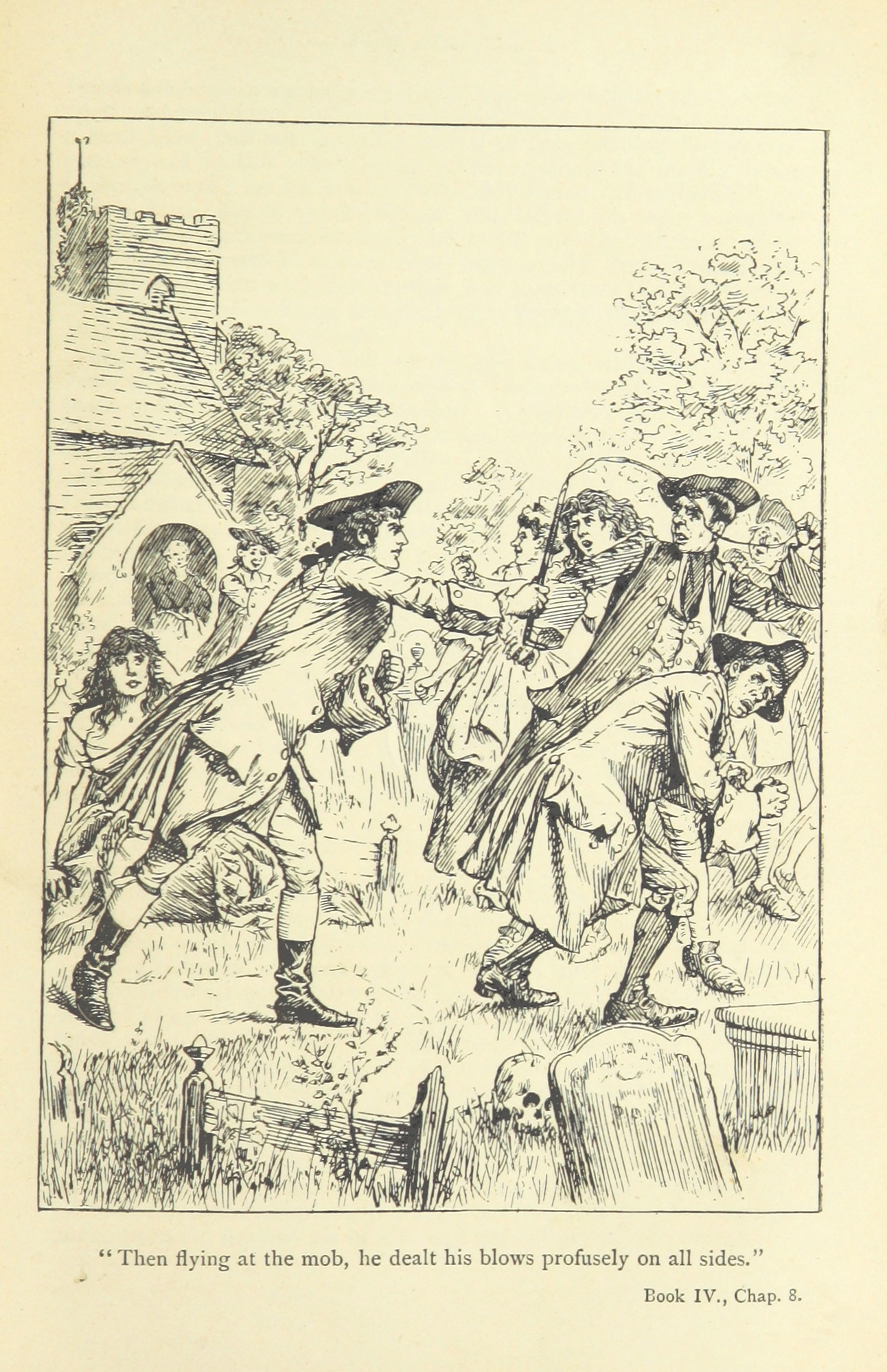
Tom chasse à coups de fouet ceux qui s'en sont pris à Molly (Townsend, 1895).

La distanciation comique qu'apporte la posture ironique empêche l'histoire de sombrer dans le sentimental ou le tragique. Aussi la parodie se substitue-t-elle à la représentation et le lecteur sagace et instruit ne se borne pas au premier degré de la compréhension. Le roman contient donc plusieurs scènes à clins d'œil, avec des apartés, de furtives allusions évoquant Pamela, par exemple le portrait de Sophia (IV, ii, 140-142), la promenade au bord du canal (V, vi, 211-213).
Et même dans les épisodes dramatiques, comme lors de la tentative de viol par Lord Fellamar (X, v, 701-702), le narrateur garde ses distances et ponctue le récit d'évocations voilées à des tragédies domestiques dont la classe moyenne fait ses délices. De temps à autre, la parodie littéraire mime le style pseudo-héroïque (mock-epic), fort prisé au XVIIe  au XVIIIe siècle, geste de distanciation ironique évident, comme dans les scènes évoquant en termes guerriers Molly Seagrim molestée dans le cimetière ou Mrs Waters amoureusement aux prises avec Tom.

#### La relation entre narrateur et lecteur
La relation entre le narrateur et le lecteur pose un problème critique complexe. Wayne-Booth qualifie ce dernier de « pseudo-lecteur » ou « lecteur postulé » ; Miller préfère parler de « vrai lecteur » et de « lecteur implicite » : quant à Coolidge, il utilise les mots « lourdauds » et « heureux élus »,.
Au vrai, deux formes de lecteurs semblent bien exister, l'un externe et l'autre interne ; à l'auteur, correspond le lecteur externe à qui il s'adresse en termes de « je », « vous », « nous » ; au narrateur, correspond le lecteur interne qui, comme l'auteur, est intégré à la fiction narrative. De fait, ce lecteur interne, même s'il partage avec le narrateur l'appartenance à la classe supérieure et une éducation urbaine, reste moins cultivé que lui, plus distrait aussi : il lui arrive de ne pas comprendre une allusion ou la signification d'une attitude, parfois de paraître aveugle aux choses les plus limpides. À l'opposé, le lecteur externe, c'est-à-dire le véritable lecteur, le dépasse en perspicacité et en subtilité, sachant d'emblée reconnaître l'enflure verbale, le sentimentalisme ou l'ironie. Fielding s'adresse au lecteur interne bien plus souvent qu'à son homologue externe, et les occasions ne manquent pas de se moquer gentiment de lui. Par exemple, lorsqu'il évoque sa sagacité, le compliment est à prendre avec précaution, car les apartés qui suivent révèlent qu'elle est encore loin du compte. De plus, le lecteur interne manque de raffinement dans ses façons d'être, comme le révèle cette remarque glissée furtivement sur sa façon de cogner à la porte privée de sa dame. Dans l'ensemble, ce lecteur interne s'avère paresseux, comme en témoigne ce paragraphe concluant un chapitre : « La tâche est facile, et tu t'en tireras sans notre aide. Allons ! À l'ouvrage ; […] nous ne voulons pas favoriser ta paresse »,,.
Ainsi, nous, les véritables lecteurs, les plus avertis, les plus attentifs aussi, sommes-nous infiniment supérieurs à ceux auxquels Fielding s'adresse généralement, créés comme faire-valoir d'intentions ironiques à double étage, un premier degré facile et un second plus subtil.

#### La corruption du langage
Au-delà de la caractérisation des personnages, de l'établissement d'une distanciation comique et narrative, voire de la satire sociale, Fielding vise à passer en revue le vocabulaire moral de son époque et à contribuer à en dénoncer la corruption. En effet, les mots semblent avoir perdu leur vrai sens, ce que Fielding signale déjà en 1743,,. Ainsi, des mots comme religion, greatness (« grandeur ») ont été vidés de leur substance. Des pasteurs se trouvent disserter sur la charité et la foi, et tous jonglent avec un vocabulaire naguère lourd de sens, aujourd'hui devenu dérisoire. De cette corruption, Fielding rend la classe moyenne responsable ; à moitié instruite, elle utilise les mots sans en saisir le sens profond qu'elle déforme insidieusement. C'est pourquoi ses plus féroces attaques s'en prennent à ceux qu'il accuse de corrompre le sens premier, en priorité les écrivains, politiciens, prétendus gentlemen, juristes et hommes d'église.
Les écrivains font un emploi abusif du style pseudo-héroïque qui, selon Fielding, affaiblit l'anglais avec une fausse rhétorique et une emphase éloignant les mots des idées ; les critiques littéraires polluent la langue pour plaire aux incultes. Les politiciens pratiquent une rhétorique de l'équivoque et de la persuasion qui réduit le langage à des séries de slogans,. Les prétendus gentlemen corrompent la notion de gentility (« distinction ») qu'ils prétendent représenter, pérorant en phrases encombrées d'adjectifs précieux et d'adverbes recherchés ; ce ne sont que des « beaux messieurs » qu'accompagnent de « belles dames ». Les hommes de loi et d'Église cachent leur ignorance et leur hypocrisie sous une logorrhée vide de sens, car ils se sont repliés sur des rituels de langage : l'argutie contourne la justice, la dissertation sur la charité remplace l'action charitable, l'amour du prochain est devenu indifférence et cruauté.

#### Conclusion
L'ironie de Fielding sert non seulement sa satire, mais aussi son éthique. Avec Tom Jones, elle s'est approfondie et affinée ; jamais gratuite, elle participe du schéma général, contribuant à l'intégration de l'individu dans la communauté et montrant la voie vers l'équilibre et le bonheur. Fielding reste un critique bienveillant, persuadé que chaque homme porte en lui une bonté de cœur qui finit toujours par émerger. Il convient donc de faire preuve d'indulgence, de savoir sourire des petites ironies de la vie, d'associer l'humour à la critique sans tomber dans le sentimentalisme et en gardant la juste mesure entre l'intellectualité et l'émotion.

### Les styles deTom Jones
Tom Jones abrite plusieurs styles que relie l'ironie. Ainsi, l'attention du lecteur se trouve sans cesse sollicitée, « activité préhensile de l'esprit maintenue sans cesse en éveil »,,

#### La verve comique

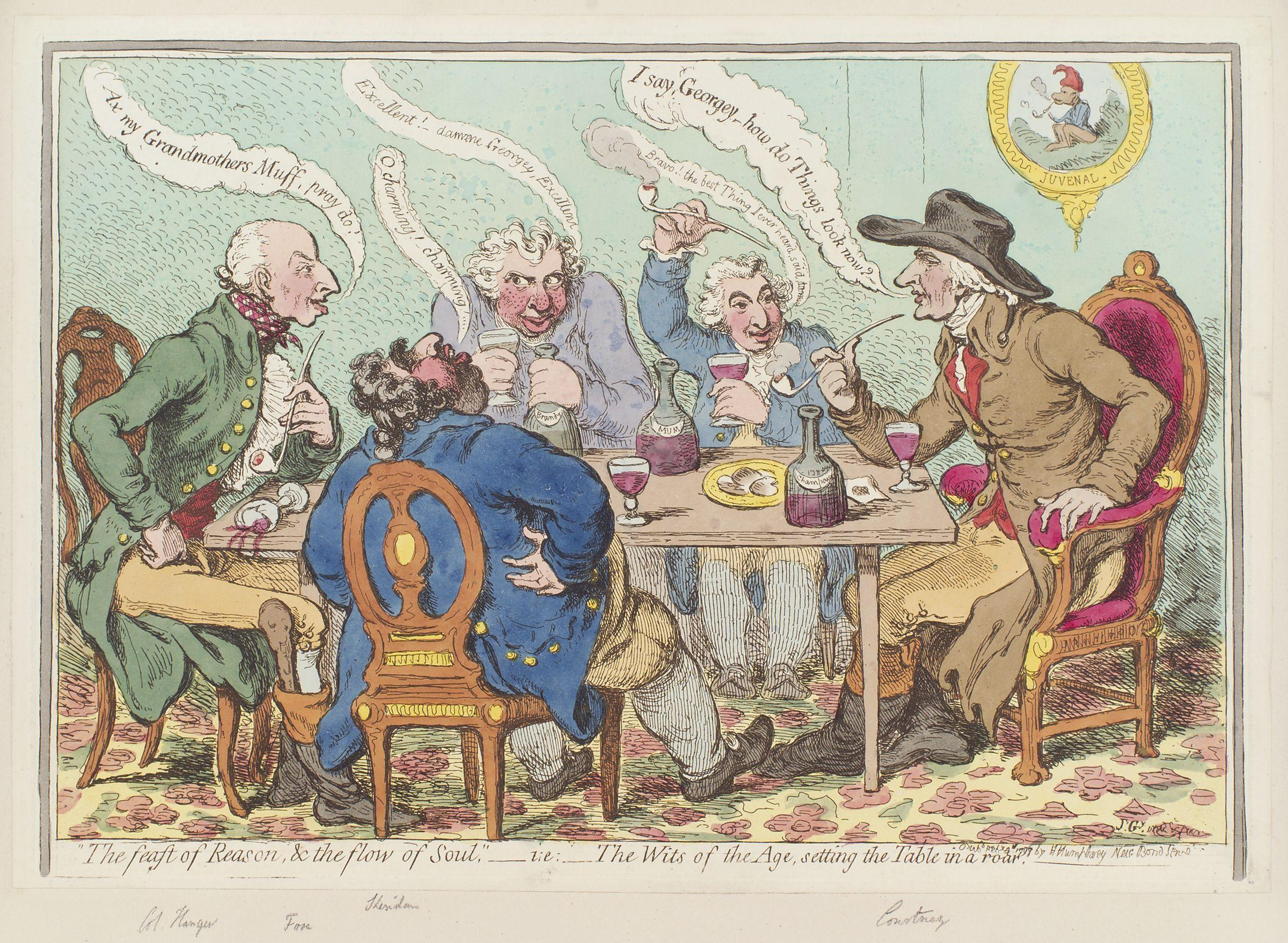
Les amis de l'esprit à table en un éclat de rire, par James Gillray (1797).

Fielding est relié à la veine comique issue de Cervantes, plus qu'à la tradition nationale anglaise de Defoe et Richardson ou de Mrs Haywood. Pour autant, Tom Jones n'est pas un roman comique, l'ambition de Fielding visant à présenter une vision morale du monde. Cette vision extrêmement sérieuse privilégie néanmoins le sourire et le rire, utilisant tous les procédés disponibles pour le susciter.
La farce n'est pas absente de Tom Jones, ne serait-ce que lorsque Square est découvert dans la mansarde de Molly Seagrim. Même si de telles scènes relèvent de la tradition de Cervantes ou de Scarron, Tom Jones s'appuie surtout sur la tradition de Merry England, soit une Angleterre gourmande et paillarde, celle de Squire Western, antithèse du gentleman urbain, où la vie apparaît exubérante et sexuellement libre : façon d'être dans laquelle Tom se réconcilie avec lui-même sans rien perdre de sa distinction naturelle. Cependant, Fielding, avocat et magistrat, déteste le désordre et se bat contre la pauvreté parce qu'elle menace la société.
Dans cette farce, le comique relève le plus souvent de la parodie et de l'ironie. La parodie apparaît dans les descriptions en style pseudo-héroïque et burlesque, comme la bataille du cimetière au livre IV, ou au travers d'allusions plus subtiles qui s'adressent au lecteur érudit. Lorsque Square est surpris dans la chambre de Molly ou Mrs Waters dans celle de Tom, le narrateur feint l'ignorance et reste ambigu, utilisant force euphémismes et litotes.
Enfin, sur l'ironie se greffe souvent un humour indulgent. Lorsque Sophia est en butte à la dureté de sa famille ou de ses ennemis, une allusion humoristique ou un jeu de mots arrivent à point pour éviter le sentimentalisme.
L'invariable ton de Tom Jones résulte d'un choix esthétique. Fielding présente les personnages de l'extérieur. Aussi, ni confessions, ni anxiété ou tourment suscitant la sympathie directe. Ici, aucune simultanéité entre le temps de la narration et celui de l'histoire, ce qui réduit les possibilités de débats intérieurs. Lorsque Fielding a recours au style direct, c'est en général pour des scènes comiques d'arguties ou de querelles : dans l'ensemble domine le style indirect ou indirect libre.
Cette approche par l'extérieur s'accompagne d'intrusions auctoriales dans les chapitres introductifs, les parenthèses, apartés, digressions ou apostrophes au lecteur. Ainsi s'établit un dialogue entre celui qui parle et celui qui écoute, préservant le récit de tout drame, vu que le destin perd tout mystère, et privilégiant le comique qu'autorise la distance d'avec les personnages.
Paradoxalement, l'élément comique implique un retour à l'ordre, par la réconciliation générale une fois les imposteurs expulsés de l'espace diégétique. Nulle catharsis n'est donc nécessaire, le rire restant l'arme suprême contre défauts et travers, démasquant les menteurs comme Blifil, les comploteurs comme Lady Bellaston, tous punis d'abord par le ridicule. Tom retourne à Paradise Hall, l'ordre et l'harmonie sont confirmés.

#### La tradition rhétorique
La rhétorique se dénonce au premier abord dans le style périodique des chapitres introductifs, les exhortations ou sermons passionnés de Squire Allworthy. De plus, « tout au long de Tom Jones, les personnages discutent, débattent, conseillent, exhortent, louent, blâment, sermonnent, rendent de petits jugements sur tous les sujets et le déroulement de chaque action »,,.

##### Les procédés rhétoriques
Tous ces participants au dialogue universel ont recours à des figures de rhétorique et des procédés stylistiques auxquels Fielding est rompu. Dans l'ensemble, le style est oratoire et le terme oration (« discours ») revient régulièrement. Rien n'est écrit en style relâché, et ce style se construit naturellement selon les lois des genres rhétoriques, particulièrement le démonstratif et le délibératif : les interventions de l'auteur, le portrait de Sophia, la présentation de Mr Allworthy appartiennent au genre démonstratif, et les débats et controverses, tels que la conversation entre Sophia et Honour (VII, vii), la plaidoirie de Partridge envers Tom (XII, vi), les sermons sur la charité (II, v), l'honneur (III, iii), la chasteté (I, vii), le mariage (I, xii), l'exhortation de Tom à Nightingale (XIV, vii), etc. appartiennent au genre délibératif.
Dans le cadre de ces genres, Fielding utilise des procédés rhétoriques tels que l'amplification, l'exemplum, l'actiologia et la correctio.
L'amplification nécessite souvent l'apport de la métaphore, différente selon que le narrateur désire souligner le côté positif ou négatif d'une situation : ainsi, l'amour est présenté comme un appétit ou une maladie, une opération militaire ou une poursuite : le cœur de Tom devient une citadelle que submerge le sentiment, la dureté de Squire Western le geôlier de la prison de Newgate, le désir amoureux de Mrs Waters un banquet ou une orgie,.
Lorsque Fielding veut prouver la vérité de ce qu'il avance, il a recours à l'exemplum et se réfère à des autorités, certaines très sérieuses, comme Aristote : « C'est, je crois, l'opinion d'Aristote, ou du moins celle d'un sage dont l'autorité pourra fort bien avec le temps valoir la sienne », ; d'autres sont plutôt ironiques, comme l'appui d'Osborne, d'Aristote (La Politique), de Bayle (Hélène), d'Homère (L'Odyssée), lorsqu'il évoque le premier émoi de Sophia envers Tom,.
L'actiologia est si fréquente dans Tom Jones qu'elle frise le maniérisme. Elle consiste à apporter des explications : « car », « par conséquent », « ainsi », « d'où », « de même », etc., ce qui contribue à l'impression d'ordre et de logique, reflet de l'harmonie universelle.
La correctio se présente sous la forme de parenthèses pouvant prendre plusieurs formes, l'épanorthose (ou rétroaction), cette « correction ironique qui contredit un premier énoncé » et l'anthorisme, une « réplique qui reprend de manière cinglante les paroles d'un adversaire ». Fielding l'introduit par un mot tel que nay (« non »), rather (« plutôt »), ou une expression comme that is to say (« c'est-à-dire »), in reality (« en réalité ») , in plain english (« en bon anglais »). La correctio, avec son effet-retard et son renversement, est généralement utilisée pour éclairer le lecteur sur des apparences trompeuses, sous la forme de l'humilité, voire de l'ignorance : se disant incapable, par exemple, de comprendre pourquoi Mrs Waters refuse d'accepter le manteau de Tom, alors que le lecteur averti a bien saisi qu'elle ne songe qu'à mettre ses charmes en valeur, le narrateur sollicite le pardon pour son incompétence. Cette attitude peut aller jusqu'à l'autodérision ; Fielding en profite souvent pour éviter l'impertinence ou l'indécence, se contentant alors de « Il ne serait pas nécessaire […] » ou « Je ne prendrai pas le risque de décrire […] », autant de clins d'œil au narrateur comme au lecteur.

#### Un «poème héroïque en prose»?
Tom Jones est présenté par l'auteur comme un « poème héroïque et historique en prose »,. L'emploi du mot heroic incite E. L Tillyard à se demander s'il ne s'agit pas d'une d'« épopée en prose »,.

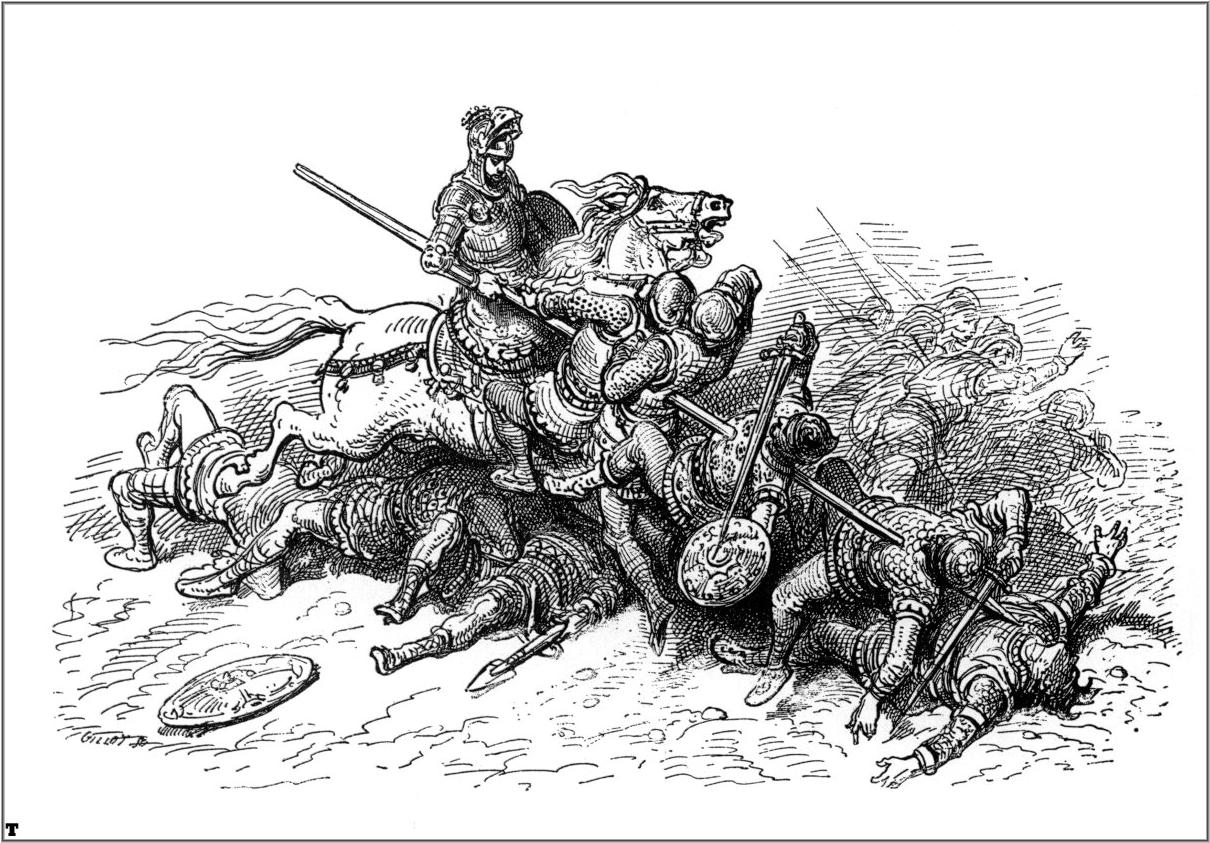
Gustave Doré, illustration pour l'édition de l'Orlando furioso de 1878.

Tillyard montre que le roman s'inscrit dans la veine des romans de chevalerie du Moyen Âge et de la Renaissance : Tom appartient à la lignée des héros chevaleresques, et comme le chevalier se doit d'avoir un écuyer, Tom en trouve rapidement un en Partridge, héritier de Sancho Panza ; le secret de sa naissance est longtemps préservé, mais peu après l'arrivée à Upton, Fielding le présente comme un mélange d'Hercule et d'Adonis ; quand Tom manque de peu Sophia à l'auberge et ne peut la rattraper, il se met dans une rage comparée à celle d'Orlando furioso de L'Arioste ; la lutte de Thwackum et Blifil contre Tom reprend le motif du bon chevalier-errant aux prises avec des bandits ; Allworthy serait en partie issu de l'Eubulus de l'Arcadia de Sir Philip Sidney, et sa visite tardive à Londres rappellerait l'arrivée d'Eubulus à Arcadia pour dispenser la justice autour de lui. En conclusion, Tillyard cite Fielding lui-même qui, se référant au Margitès perdu d'Homère, affirme : « mon histoire appartient à cette branche de la tradition héroïque »,,.

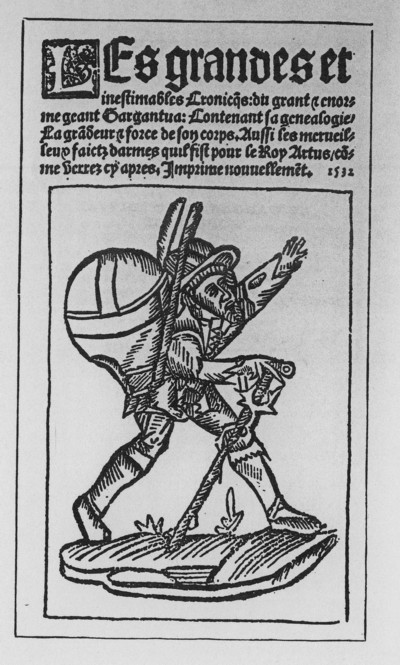
Gargantua, frontispice de l'édition originale de 1532.

Tillyard va plus loin lorsqu'il montre que la conception de la comédie épique de Fielding a ses partisans au XVIIIe siècle. Par exemple, le critique Lord Monboddo écrit à propos de romans comme Joseph Andrews et Tom Jones, qu'ils sont à la comédie ce que l'épopée est à la tragédie, avec pour seule différence que dans l'épopée, personnages et actions épiques ont une plus grande noblesse. Deux siècles plus tard, Orlo Williams remarque que Fielding écrit comme depuis l'Olympe, « s'amusant en compagnie des dieux, et [qu']il y a quelque chose de surhumain, de presque inhumain dans l'expression comique venant de si haut ». Quant à Aurélien Digeon, il exprime l'idée que Tom Jones ressortit au genre épique pour avoir exprimé en profondeur l'âme d'une génération tout entière, que c'est « un moment de vie collective », « un fragment de la légende des siècles » à l'égal de Gargantua ou de Don Quichotte, « l'Angleterre de l'époque »,.
Enfin, Tillyard essaie de répondre à la question de savoir si le roman porte en lui le souffle épique. Certes, écrit-il, son indéniable anglicité (Englishness) va bien au-delà de la simple comédie de mœurs et le contrôle que Fielding a de son matériau est à l'égal de celui de Thackeray dans La Foire aux vanités ou de Meredith dans L'Égoïste. En effet, son art du mot juste au moment approprié est souverain et son rendu en quelques phrases, par exemple dans la lettre que Sophia écrit à Tom au livre VI, de « la grâce de l'éducation, la délicatesse du sentiment, la chaleur du cœur » témoigne d'une « intensité imaginative portée à son apogée ». Cependant plane sur l'histoire et le récit une instance critique tranquille et bon-enfant, traçant son chemin comme à loisir,.
Il en conclut que le souffle n'est sans doute pas assez soutenu pour atteindre à la dimension épique, mais que l'ironie omniprésente pousse le roman en direction du genre pseudo-héroïque, en marge duquel il se situe en permanence pour y entrer chaque fois que menacent le drame ou la tragédie.
Le genre pseudo-héroïque semble surtout servir de contre-feu au risque de dramatisation. Alors tropes, comme la métaphore homérique, et figures de style, comme l'hyperbole, prennent le relais. Ainsi la bataille rangée livrée dans le cimetière par Molly Seagrim seule contre toutes, parodie de scènes guerrières de l'Iliade ou de l'Odyssée ; ou le pastiche de la diction poétique, la tombée de la nuit prenant des allures de faux lyrisme, avec la multiplication des catachrèses, des périphrases ampoulées,.
Il arrive que la parodie révèle les intentions que cachent les mots de certains personnages. Ainsi en est-il de Mrs Waters alors qu'elle se lance à l'assaut de Tom (IX, v) ; ou encore de la marche par les rues du village qu'entreprend Mrs Wilkins pour enquêter sur l'identité de la mère du petit bâtard. En général, lorsque le personnage est grotesque ou simplement comique, la comparaison homérique, placée en début de paragraphe, mine son entreprise dont la petitesse apparaît d'emblée inversement proportionnelle à l'enflure verbale qui la décrit.

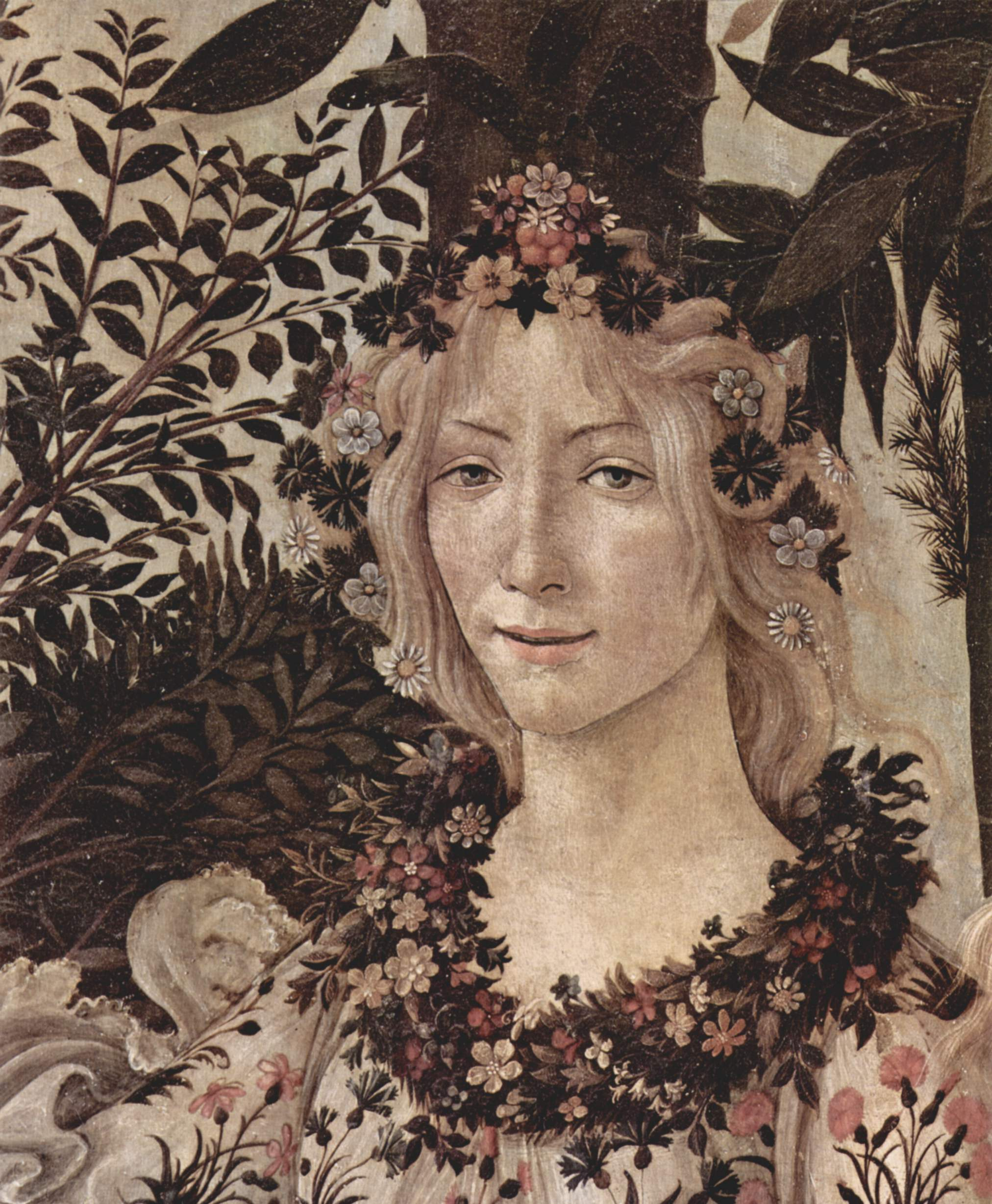
Flore dans La Primavera de Sandro Botticelli.
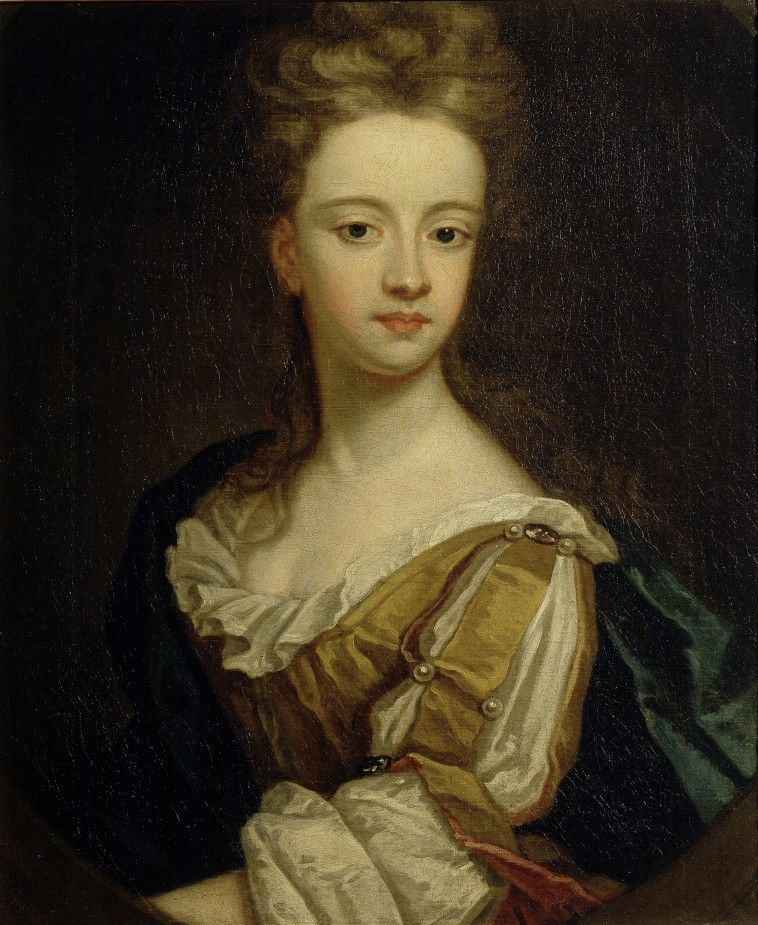
Lady Mary Bentinck, vers 1700, par Sir Godfrey Kneller (v. 1700).
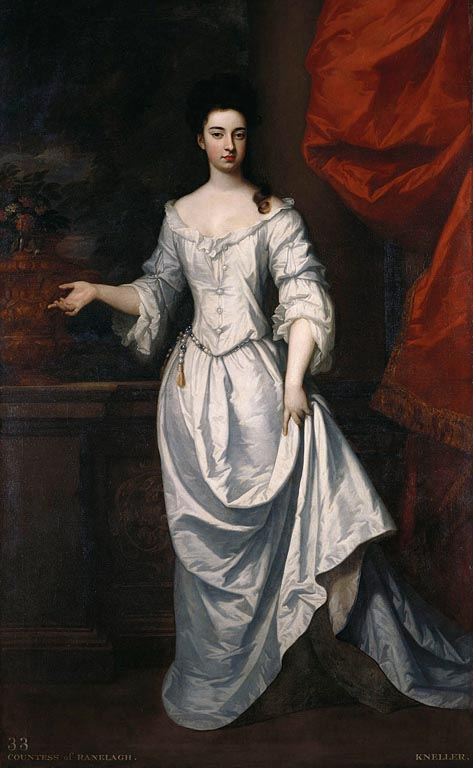
Margaret Cecil (1672-1728), future Lady Stawell, puis Lady Ranelagh, par Sir Godfrey Kneller.
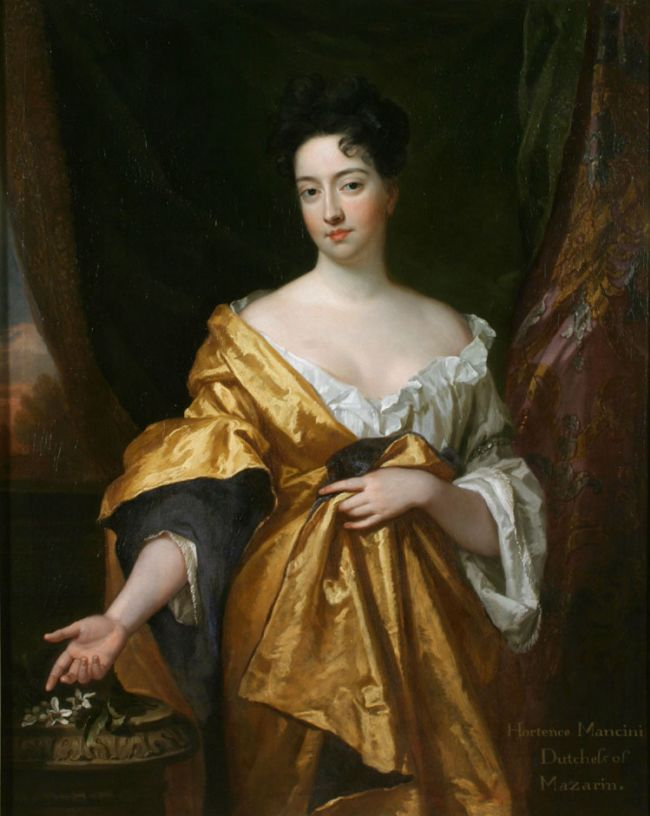
Hortense Mancini par Sir Godfrey Kneller (1671).

La parodie conduit parfois à l'humour bienveillant, comme lorsque Fielding invoque l'aide de la Muse pour entreprendre son portrait de Sophia. Le titre du chapitre concerné apporte déjà sa dose d'autodérision : « Essai de ce que nous pouvons faire dans le genre sublime »,. Alors, poursuivant dans cette veine, il invite Borée (le vent du Nord), Eurus (le vent d'Est), Zéphyr (le vent d'Ouest), Flore, les chantres ailés de la nature, Händel, la Vénus de Médicis, la galerie de portraits féminins de Hampton Court de Sir Godfrey Kneller, le club de Kit-Kat (nommé d'après les pâtés de mouton de Christopher Catt, aubergiste de Shire Lane à Londres), Margaret Jones, comtesse de Ranelagh, deuxième épouse du comte de Ranelagh dont les jardins sont ouverts au public depuis 1742, la duchesse de Mazarin, le poète John Suckling et, pour terminer la prestigieuse liste, « le célèbre Dr Donne » (the celebrated Dr Donne) : il y a là une accumulation dont la légèreté accentue l'effet ironique, comme si le grand sérieux de l'affaire était à prendre avec le sourire des gens de bonne compagnie sachant se moquer d'eux-mêmes.
À l'évidence, un narrateur omniprésent et omniscient comme celui de Fielding exerce une autorité sans partage sur le discours des personnages qui est transcrit dans sa totalité ou en fragments, pour autant qu'il révèle leurs qualités ou leurs défauts.

#### Un large éventail
Aussi Fielding déploie-t-il un large éventail de discours narratifs, panoplie excluant le monologue intérieur. Si le discours rapporté (les dialogues) ne pose pas de problèmes particuliers, l'usage des styles direct, indirect et indirect libre, et surtout le passage de l'un à l'autre, dépendent des exigences du récit. Par exemple, les paroles d'un personnage dominateur comme Squire Western seront transcrites directement ou en style indirect libre. En revanche, celles d'un personnage en position d'infériorité réelle ou supposée se trouveront rapportées en style indirect.
Si le passage du style direct au style indirect est aisément identifié par ses substitutions de personne, de temps et de déictique, la différence entre style indirect libre et style indirect est moins facile à repérer, car en plein style indirect, le narrateur insère la transcription de paroles normalement rapportées en style direct, par exemple des adverbes ou exclamations (« bien sûr » of course), (« bon » well) relevant du style direct. Dans ce fragment extrait du livre XIII, « il entendit […] la voix d'une femme qui le conjurait, pour l'amour du ciel, de descendre pour empêcher un meurtre »,, l'expression For Heaven's Sake est un bref substitut de style direct dans un discours rapporté au style indirect.
Parfois, Fielding se sert de signes de ponctuation normalement limités au style direct à l'intérieur de son style indirect, comme dans ce passage où il garde les guillemets : « … et dit "ne pas savoir quoi en penser" »,,. Souvent aussi, il insère dans le style indirect une comparaison idiosyncratique, comme lorsqu'il écrit : « … pour utiliser l'expression du squire, il laissait après lui une piste bien marquée »,,.
Dans un article sur Joseph Andrews, A. McDowell note que Fielding préfère parfois résumer plutôt que passer du style direct au style indirect, quitte à mâtiner sa phrase de style indirect libre : « Dès qu'elles eurent pris leur thé, Sophia proposa de se mettre en route, la lune brillant alors de tout son éclat : quant au froid, elle le craignait peu »,. Dans cet exemple, le résumé se termine à « se mettre en route », la référence à la lune étant une pensée de Sophia ou une intrusion du narrateur, et la mention du froid la parole de Sophia indirectement rapportée dans l'ordre où elle l'a prononcée.

#### Conclusion
Tous les styles, toutes les formes de discours évoqués sont entièrement au service de l'ironie de Fielding, et il suffit parfois d'un seul mot pour évoquer une connotation qui s'impose aussitôt. Dans Joseph Andrews se trouve un court passage à propos d'un juge qui « n'avait qu'un homme et sa femme à envoyer à Bridewell »,,. Ici, la substitution du mot woman à wife suffit à révéler l'indifférence du magistrat à l'égard des tourments d'autrui et, en premier lieu, de sa propre épouse.
Dans l'ensemble, le discours est extrêmement important dans un roman comme Tom Jones, sans doute en raison de l'expérience théâtrale de Fielding. Cependant, sa technique narrative nécessite une constante manipulation des paroles prononcées par les personnages, le discours narrativisé et le style indirect dominant dans son rendu. Le style indirect libre n'apparaît que comme une modulation ou une substitution passagères, pour mettre un mot ou une réflexion en exergue, toujours un attribut ou un trait de caractère.
D'autre part, l'étude des styles de Tom Jones révèle l'extraordinaire culture de son auteur, au fait de tous les arcanes de la rhétorique. Cependant, il n'applique jamais de recettes, mais intègre comme naturellement des figures de style ou de pensée que son dynamisme créateur renouvelle et rajeunit. En ce sens, il apparaît comme un précurseur, et beaucoup sauront suivre son exemple en l'adaptant à leur propre génie, de Jane Austen à Joseph Conrad, en passant par Charles Dickens qui n'a cessé de revendiquer sa filiation.

## Influence
L'Élysée des romanciers, écrit Charles A. Knight, s'est déclaré héritier de Henry Fielding et, en particulier de Histoire de Tom Jones, enfant trouvé. De son temps, Smollett et Fanny Burney se réclament de leur influence, et au siècle suivant, Jane Austen, Walter Scott, Thackeray et Dickens, même Trollope et Meredith font de même. En dehors des frontières de la Grande-Bretagne, Stendhal en France, Pouchkine et Gogol en Russie, puis les modernistes Brecht, Thomas Mann, Gide et Proust saluent l'œuvre comme un modèle. Toujours au XXe siècle, des romanciers aussi différents que Evelyn Waugh, Kingsley Amis, Muriel Spark, Fay Weldon et David Lodge, sans compter P. G. Wodehouse et Tom Sharpe, voire des post-modernistes comme Gombrowicz, Kundera, Rushdie, etc., reconnaissent leur dette. Tous ces écrivains le font pour différentes raisons, tant est universel l'art de Fielding. Le narrateur, l'ironiste, le maître du comique, le créateur de schémas narratifs prégnants de sens, le moraliste et l'immoraliste, telles sont les facettes de son génie qui, tour à tour, ont influencé les uns ou les autres.
Pour trouver à ce sujet des développements substantiels, il convient de se référer au chapitre « Fielding's Afterlife » de Charles A. Knight que Claude Rawson propose en conclusion de son Cambridge Companion to Henry Fielding, figurant dans la bibliographie de cet article.
Ci-après, deux exemples concernant des auteurs aussi différents que Voltaire et Jane Austen.

### Voltaire
Quoique indirectement, car le modèle retenu serait la traduction adaptée de Tom Jones par Pierre-Antoine de La Place (1707-1793), Voltaire se serait inspiré de Tom Jones lors de la conception de Candide, ou l'Optimisme, publié en 1759. Cette thèse est défendue par l'universitaire canadien Edward Langille, qui déclare notamment qu'« un examen scrupuleux du conte de Voltaire révèle un réseau impressionnant d'analogies verbales, thématiques et narratives »,.
Cependant, La Place a éliminé l'ironie prévalente de Fielding au profit d'un sentimentalisme appuyé touchant surtout le thème de l'amour, tant et si bien que Voltaire aurait parodié la veine sentimentale et la philosophie dominante de l'optimisme, tout en raillant la confiance en la divine Providence dont Fielding fait l'un des piliers de son univers personnel et fictionnel,.
Selon la même source, l'enfance dorée de Candide aurait été inspirée par celle de Tom à Paradise Hall et son voyage d'initiation plus ou moins copié sur celui du héros de Fielding, quoique son caractère cosmopolite fût dû à une autre œuvre, justement intitulée Le Cosmopolite, ou le Citoyen du monde, de Louis-Charles Fougeret de Monbron.

### Jane Austen
Il est admis que Jane Austen s'est inspirée de Tom Jones et de son demi-frère Blifil pour créer le personnage de George Wickham, le mauvais garçon d'Orgueil et Préjugés ; et de la relation conflictuelle entre ces deux personnages pour établir celle entre Wickham et Darcy. Enfin, le beau domaine de Pemberley rappelle le Paradise Hall de Squire Alworthy : comme Tom et Blifil, Darcy et Wickham, « nés dans la même paroisse, au sein du même domaine », ont bénéficié de la même éducation et de l'affection du propriétaire.
Au début de son roman, Jane Austen donne à Wickham l'apparence du héros : beau garçon aux manières distinguées qui plait aux demoiselles, en particulier à l'héroïne, Elizabeth Bennet, il paraît injustement traité par Darcy, comme l'est Tom-le-bâtard, aimé de Sophia, que le sévère et prétentieux fils légitime a réussi à faire bannir du domaine. Mais, tandis que Tom s'amende au fil de ses mésaventures, Wickham ne se corrige pas, car il cache une âme corrompue sous sa belle apparence, et il finit, comme le jaloux et perfide Blifil, par être définitivement banni du « paradis » de son enfance.

## Adaptations

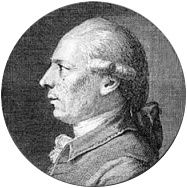
André Philidor

### Théâtre et opéra
Un roman aussi riche que Tom Jones ne pouvait qu'inciter à des adaptations dès sa parution, tant en Grande-Bretagne qu'en France. L'opéra-comique Tom Jones de François-André Danican Philidor est créé avec succès au Théâtre italien le 27 février 1765. Le 22 octobre 1782 a lieu, toujours au Théâtre italien, la première d'une comédie en cinq actes et en vers, Tom Jones à Londres, de Desforges.
Cette œuvre a depuis inspiré d'autres compositeurs, comme Edward German qui présenta en 1907, d'abord à Manchester puis à Londres, un opéra-comique sur un scénario de Robert Courtneidge et Alexander M. Thompson, et des chants de Charles H. Taylor, ou encore Stephen Oliver en 1975.
Adapté pour le théâtre par Joane Macalpine en 1980, Tom Jones a tenu la scène du 25 au 29 mars 1980 au Hampton Court Theatre, Hampton Court House, Surrey,.

### Sur les écrans
Le cinéma n'a pas été en reste : 1963 a vu la création de Tom Jones, film britannique récompensé par plusieurs Oscars, sur un scénario de John Osborne et une mise en scène de Tony Richardson, avec Albert Finney dans le rôle de Tom. Cette réalisation a elle-même inspiré en 1976, le film The Bawdy Adventures of Tom Jones mis en scène par Cliff Owen, avec Nicky Henson, Trevor Howard, Terry-Thomas et Arthur Lowe ; puis l'année suivante la mini-série britannique en cinq épisodes The History of Tom Jones, a Foundling, produite par la BBC, dramatisée par Simon Burke, avec Max Beesley dans le rôle-titre.

#### Texte deTom Jones
- (en) Henry Fielding, Tom Jones, New York et Londres, W. W. Norton & Company, 1995, 804 p. (ISBN 0-393-96594-5), notes, appendices, commentaires par Sheridan Baker
- (en) Henry Fielding, Tom Jones, Ware, Hertfordshire, Wordsworth Editions Ltd, 1999, 768 p. (ISBN 1-853-26021-5), introduction et notes par Doreen Roberts
- (en) Henry Fielding, Tom Jones, Harmondsworth, Penguin Editions, 1999, 976 p. (ISBN 978-0-140-43622-8), introduction et notes par Thomas Keymer et Alice Wakely, édition de référence

#### Autres romans de Fielding utilisés
- (en) Henry Fielding, Joseph Andrews, Mineola, New-York, Dover Publications, Inc., coll. « Dover Thrift Editions », 2001, 248 p. (ISBN 978-048641588-8)
- (en) Henry Fielding, Jonathan Wild, Oxford, Oxford World Classics, 2004, 352 p. (ISBN 0192804081)

#### Traductions deTom Jonesen français

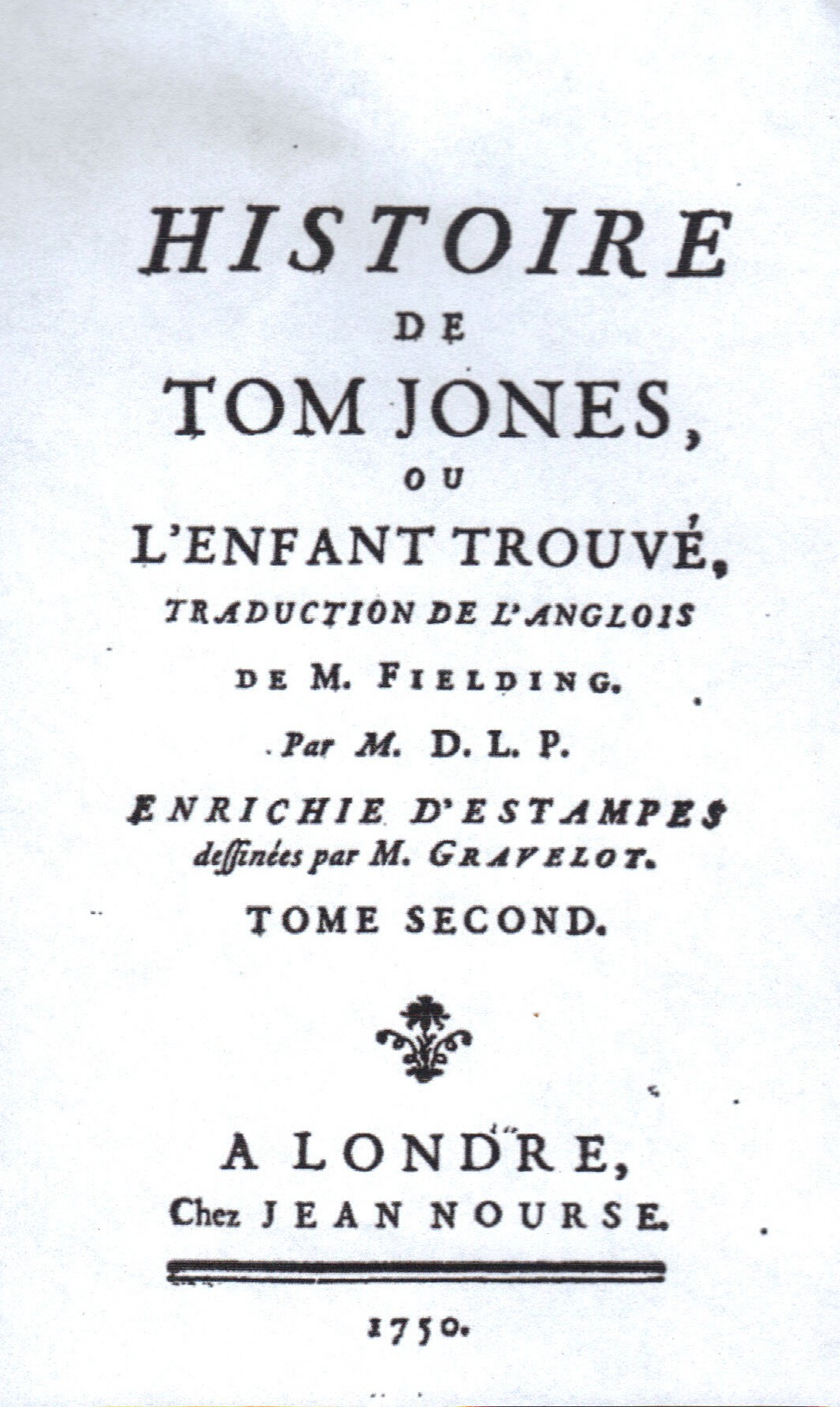
Première de couverture du tome II de l'édition de 1750, illustrée par Gravelot.

Les traductions du roman en français sont pléthoriques, pratiquement dès la publication, puis tout au long du XIXe siècle. Avant les années 1830 les traductions ne sont que des adaptations, « pâles copies […] où Fielding a perdu sa physionomie anglaise ». Certaines sont des imitations ou des versions simplifiées pour enfants.
- Henry Fielding (trad. Pierre-Antoine de La Place), Histoire de Tom Jones ou L'enfant trouvé, imitation de l'anglois, Londres, Jean Nourse, 1750, 4 volumes. Illustrations de Hubert-François Gravelot, fréquemment réédité (1767, 1777, 1782, 1783, 1784, 1797, 1801, 1823…)[274].
- Henry Fielding (trad. Guillaume Davaux), Histoire de Tom Jones ou L'enfant trouvé, traduction nouvelle, dans laquelle on a rétabli les morceaux supprimés dans celle de Laplace, Paris, Desenne, Louvet et Devaux, 1795, réédité en 1796 (an IV)[275].
- Henry Fielding (trad. Louis-Claude Chéron de La Bruyère), Histoire de Tom Jones ou L'enfant trouvé, Paris, 1804, 6 volumes.
- Henry Fielding (trad. Henri Huchet, comte de la Bedoyère), Tom Jones ou Histoire d'un enfant trouvé, Paris, Firmin Didot, 1833 (lire en ligne), orné de douze gravures en taille-douce
- Henry Fielding (trad. Auguste-Jean-Baptiste Defauconpret), Histoire de Tom Jones ou L'enfant trouvé, Paris, Furne, 1835, 2 volumes.
- Henry Fielding (trad. Léon de Wailly), Histoire de Tom Jones ou L'enfant trouvé, Paris, 1841, avec une préface de Walter Scott
- Henry Fielding (trad. M. Defauconpret), Tom Jones, Paris, Club français du livre, 1967, 958 p., réédition de la traduction de 1835 avec une préface de Gilbert Sigaux (édition de référence)
- Henry Fielding (trad. Francis Ledoux), Histoire de Tom Jones : enfant trouvé (t.1) et Histoire de Tom Jones : Armance (t.2), Paris, Gallimard, 1990 (ISBN 978-2-070-38264-4), 6 volumes.

#### Autres romans divers utilisés
- (en) Tobias Smollett, The Adventures of Roderick Random, Oxford, Oxford World Classics, 2008, 481 p. (ISBN 978-0-19-955234-4)
- (en) Samuel Richardson, Pamela; or, Virtue Rewarded (1740), Londres, Penguin Classics, 1981, 544 p. (ISBN 0140431403, EAN 978-0140431407), introduction et notes par Peter Sabor.

#### Ouvrages généraux
- Gérard Genette, Figures III, Paris, Éditions du Seuil, coll. « Poétiques », 1972, 285 p. (ISBN 2020020394), « Discours du récit ».
- (en) Michael Stapleton, The Cambridge Guide to English Literature, Londres, Hamlyn, 1983, 993 p. (ISBN 0-600-33173-3).
- (en) Margaret Drabble et Paul Harvey, The Oxford companion to English literature, Oxford New York, Oxford University Press, 1985 (1re éd. 5), 1155 p. (ISBN 978-0-198-66130-6).
- (en) Andrew Sanders, The Oxford History of English Literature (Revised Edition), Oxford, Oxford University Press, 1996 (ISBN 0-19-871156-5).
- Henri Suhamy, Les figures de style, Paris, PUF, coll. « Que sais-je ? », 2004, 128 p. (ISBN 2130620418)
- (en) Claude Rawson, The Cambridge Companion to Henry Fielding, Cambridge, Cambridge University Press, 2007, 202 p. (ISBN 0-521-67092-6).

#### Ouvrages spécifiques
Cette section s'efforce de classer les ouvrages par centres d'intérêt, le roman et la place de Fielding et de Tom Jones dans ce genre, l'art de Fielding et enfin un recueil d'articles et d'essais.

##### La place de Fielding et deTom Jones
- (en) Irvin Ehrenpreis, Henry Fielding: Tom Jones, Londres, Edward Arnold (Publishers) Ltd, 1964 (ISBN 0713150971).
- (en) F. H. Dudden, Henry Fielding, His Life, Works and Times, vol. 2, Hamden, Connecticut, Archon Books, 1966, 2e volume plus spécialement consacré à Tom Jones.
- (en) Ian Watt, The Rise of the Novel, Londres, Chatto and Windus, 1967, 319 p. (Chapitre VIII, consacré à Fielding).
- (en) Arnold Kettle, An Introduction to the English Novel, vol. 2, Hutchinson, Hutchinson University Library, 1951 (Plus particulièrement, part II, vol. 1, ch. 4).
- Louis Gondebeaud, Le roman picaresque anglais de 1650 à 1730, Lille, H. Champion, 1977 (Voir particulièrement p. 5-58).
- (en) Wayne C. Booth, The Rhetoric of Fiction, Chicago, The University of Chicago Press, 1966, 455 p..
- (en) Dorothy Van Ghent, The English Novel, Form and Function, Harper Trenchbooks, 1953, 276 p. (Voir particulièrement p. 65-81)
- (en) Douglas Brooks, Number and Patter in the Eighteenth Century Novel, Londres, Routledge and Kegan Paul, 1968, 198 p. (Voir particulièrement chapitres IV et V).
- (en) G. J. Raussen, Henry Fielding, Londres, Routledge and Kegan Paul, coll. « Profiles in Literature », 1968, 162 p..
- (en) Hamilton Macallister, Fielding, Londres, Evans, coll. « Literature i, perspective », 1967, 140 p. (Voir particulièrement chapitres VII et VIII)
- Christian Pons et Jean Dulck, Samuel Richardson (Pamela) et Henry Fielding (Joseph Andrews), Paris, Colin, coll. « U2 », 1970, 261 p.
- (en) John Richetti, Felicity Nussbaum (édition) et Laura Brown (édition), The New English Century: Theory, Politics, English Literature, Londres, Routledge, 1987, « Representing the Underclass: Servants and Proletarians in Fielding and Smollett ».
- (en) Angela J. Smallwood, Fielding and the Woman Question, New York, St. Martins, 1989.
- (en) John Richetti, Eighteenth Century Fiction, vol. 2, Londres, 1990, « The Old Order and the New Novel of the Mid-Eighteenth Century Fiction: Narrative Authority in Fielding and Smollett », p. 99-126.
- (en) Patricia Meyer Spacks, Desire and Truth: Functions of the Plot In Eighteenth-Century English Novels, Chicago, University of Chicago Press, 1990.

##### L'art de Fielding dansTom Jones
- (en) M. Johnson, Fielding's Art of Fiction, Philadelphie 19104, University of Pennsylvania Press, 1961, 172 p.
- (en) H. K. Miller, Philological Quarterly, n° 45, Iowa City, University of Iowa, 1966, « Some Functions of Rhetoric in Tom Jones », p. 207-235.
- (en) R. Alter, 20th Century Interpretations of Tom jones, Upper Saddle River, New Jersey, Prentice Hall, Inc., 1968, « Fielding and the Uses of Style ».
- (en) George R. Levine, Henry Fielding and the Dry Mock: A Study of the Techniques of Irony in His Early Works, Boston, Walter de Gruyter, 1967, 160 p. (ISBN 3111037533)
- (en) Irvin Ehrenpreis, Henry Fielding: Tom Jones, Londres, Edward Arnold (Publishers) Ltd, 1964 (ISBN 0713150971).
- (en) Glenn W. Hatfield, Henry Fielding and the Language of Irony, Chicago, The University of Chicago Press, 1968, 220 p.
- (en) Robert Alter, Fielding and the Nature of the Novel, Cambridge, MA 02138, Harvard University Press, 1968, 211 p.
- (en) E. H. Thornbury, Henry Fielding, Theory of the Comic Prose Epic, New Yotk, Russell and Russell, 1966, 201 p.
- (en) Andrew Mc Dowell, Language and Style, n° 6, New York, N.Y, Southern Illinois University at Carbondale; Queens College, 1973, « Fielding's Rendering of Speech in Joseph Andrews and Tom Jones », p. 83-96.

##### Recueils d'essais et d'articles
- (en) R. Paulson (éd.), The Critical Heritage, Londres, Routledge and Kegan Paul, 1969, 453 p., « Henry Fielding ».
- (en) R. Paulson (éd.), A Collection of Critical Essays, New Jersey, Prentice Hall, coll. « Twentieth Century Views », 1962, 185 p., « Fielding ».
- (en) M. C. Battestin, Twentieth Century Interpretations of Tom Jones, New Jersey, Prentice Hall, 1968, 119 p.
- (en) I. Williams (éd.), The Criticism of Henry Fielding, Londres, Routledge and Kegan Paul, 1970, 377 p. (recueil d'essais par Fielding sur son art).
- (en) Neil Compton (éd.), Casebook Series, Londres, Macmillan, 1970, 267 p., « Tom Jones ».
- (en) Louis Gondebeaud et Robert Ferrieux, Tom Jones, Pau et Perpignan, Université de Pau et des pays de l'Adour et Université de Perpignan Via Domitia, coll. « Cours de CAPES et d'Agrégation d'anglais », 1981, 104 p.

### Citations

#### Citations du texte original deTom Jones
1. ↑  « Lookee, Mr Nightingale, […] I am no canting hypocrite, nor do I pretend to the gift of chastity, more than my neighbours. I have been guilty with women, I own it; but am not conscious that I have ever injured any.—Nor would I, to procure pleasure to myself, be knowingly the cause of misery to any human being ».
2. ↑  « but most of all she resembled one whose image never can depart from my breast, and whom, if thou dost remember, thou hast then, my friend, an adequate idea of Sophia ».
3. ↑  « Foretel me that some tender maid, whose grandmother is yet unborn, hereafter, when, under the fictitious name of Sophia, she reads the real worth which once existed in my Charlotte, shall from her sympathetic breast send forth the heaving sigh. ».
4. ↑  « The world will not, I believe, make me the compliment of thinking I took it from myself. I care not: this they shall own, that the two persons from whom I have taken it, that is to say, two of the best and worthiest men in the world, are strongly and zealously my friends ».
5. ↑  « Tuscan and French are in my head: / Latin I write, and Greek -- I read ».
6. ↑  « I am at liberty to make what laws I please therein ».
7. ↑  « Heroic, historical, prosaic poem ».
8. ↑  « prosaic-comic-epic ».
9. ↑  (« universally hated and dreaded ».
10. ↑  « deviation from our nature ».
11. ↑  « A true knwledge of the world is gained only by conversation, and the manners of every rank must be seen in order to be known ».
12. ↑  « excellently well-skilled in the doctrine of Amour ».
13. ↑  « from the bottle to the harpsichord ».
14. ↑  « There have been in all ages and nations certain places set apart for public rendez-vous, where the curious might meet and satisfy their mutual curiosity ».
15. ↑  « the known seat of all the news ».
16. ↑  « Neither physics nor law, are to be practically known from books ».
17. ↑  « This is the second person of low condition whom we have recorded in this history to have sprung from the clergy. It is to be hoped such instances will, in future ages, when some provision is made for the families of the inferior clergy, appear stranger than they can be thought at present ».
18. ↑  « Have I not told you, that women in a free country are not to be treated with such arbitrary power? We are as free as the men ».
19. ↑  « the warm solid content […] which a good mind enjoys in the contemplation of a generous, virtuous, noble, benevolent action ».
20. ↑  « There is of degree of generosity […] which seems to have some show of merit, and that is, where from a principle of benevolence and Christian love, we bestow on another what we really want ourselves ».
21. ↑  « Prudence and circumspection are necessary to the best of men. They are indeed as it were a guard to virtue ».
22. ↑  « And thus is the prudence of the best heads often defeated by the tenderness of the best of hearts ».
23. ↑  « Tom began to cast the eyes of affection upon her ».
24. ↑  « This thou wilt be abundantly able to perform without our aid. Bestir thyself, therefore, on this occasion […] we shall not indulge thy laziness ».
25. ↑  « It is, I think, the opinion of Aristotle, or if not, it is the opinion of some wise man, whose authority will be as weighty, when it is as old ».
26. ↑  « heroic, historical, prosaic poem ».
27. ↑  « A short hint of what we can do in the sublime ».
28. ↑  « a female voice begged him for Heaven's Sake to come and prevent murder ».
29. ↑  « … and said "she knew not what to think" ».
30. ↑  « …to use the squire's expression, he left everywhere a strong scent behind him ».
31. ↑  « They had therefore no sooner finished their tea that Sophia proposed to set out, the moon then shining extremely bright, and as for frost she defied it ».

#### Citations originales des commentateurs
1. ↑  « She is vastly the superior of poor Tom in every way, and because she is the embodiment of the eternal virtues of womanhood she can never lose her freshness of appeal. That the author’s first wife sat for the picture as well as for the portrait of Amelia is of no special importance to us—except as it makes us honor Henry Fielding—in view of the greater fact that the two are types of womankind such as the world could ill spare ».
2. ↑  « uncommonly versed in the Greek authors, and an early master of the Latin classics ».
3. ↑  « at the superior antipodes from the cynicism of a Wycherley; and far superior to the prurient sentimentalism of Sterne or the hot-pressed priggishness of Richardson, or even the reckless bohemianism of Smollett ».
4. ↑  « reek[ing] too strongly of tobacco, apt to turn delicate stomachs, but […] on the whole, healthy and bracing ».
5. ↑  « "Oh, Edwin dear! Here's Tom Jones. Papa told me I wasn't to read it till I was married! The day has come ... at last! Buy it for me, Edwin dear" ».
6. ↑  « meditative walks around his fiction, scrutinizing its implications and procedures ».
7. ↑  « Everyone of which has been pierced, or is still pierceable, in its vast front, by the need of the individual vision and by the pressure of the individual will. These apertures, of dissimilar shape and size, hang so, all together, over the human scene that we might have expected of them a greater sameness of report than we find. […] But they have this mark of their own that at each of them stands a with a pair of eyes, or at least with a field-glass, which forms, again and again, for observation, a unique instrument, insuring to the person making use of it an impression distinct from every other ».
8. ↑  « It is not a sign of goodness in man to have no passion in him ».
9. ↑  « In comparison with Swift, his irony is less intellectual, […] proceeding […] more from the zeal of the practical reformer ».
10. ↑  « a prehensive activity of the mind is called ».
11. ↑  « Throughout Tom Jones, characters argue, debate, asvise, exhort, dissuade, praise, dispraise, and render jusgments, even little serlons on every subject and every course of action ».
12. ↑  « My romance belongs to this comic branch of the heroic tradition ».
13. ↑  « he had only a man and his woman to commit to Bridewell first ».
14. ↑  « A close reading of Candide and L'Enfant trouvé […] reveals an astonishing network of verbal, thematic and narrative analogies ».